# Russisch-Ukrainischer Krieg

Karte der Ukraine mit den von Russland annektierten Gebieten und den Separatistengebieten (Stand: 21. Februar 2022)

Der Russisch-Ukrainische Krieg (bis Februar 2022 hauptsächlich als Russisch-Ukrainischer Konflikt, allgemein als Ukrainekrise, Ukrainekrieg oder Russlands Krieg gegen die Ukraine bezeichnet) begann Ende Februar 2014 in Form eines regionalen bewaffneten Konflikts auf der ukrainischen Halbinsel Krim. Im Anschluss an die völkerrechtswidrige Annexion der Krim folgten weitere Eskalationen durch Russland insbesondere mit dem Aufbau prorussischer bewaffneter Milizen im ostukrainischen Donbass, die dort gemeinsam mit regulären russischen Truppen gegen die ukrainischen Streitkräfte und Freiwilligenmilizen kämpften. Die mit internationaler Hilfe zustande gekommenen Minsker Abkommen von September 2014 und Februar 2015 sahen für den Krieg in der Ostukraine einen dauerhaften Waffenstillstand vor; tatsächlich erreicht wurde bestenfalls eine Stabilisierung des lokalen Konflikts mit fortlaufenden Provokationen durch die russisch-separatistische Seite.
Nach einem relativen Abflauen baute Russland ab Sommer 2021 massiv Truppen an der ukrainischen Grenze auf, bestritt aber Angriffspläne. Ab dem 24. Februar 2022 folgte ein groß angelegter Angriff durch die russische Armee aus mehreren Richtungen mit dem Ziel, die ukrainische Regierung zu stürzen und durch ein prorussisches Regime zu ersetzen. Die russischen Truppen zogen sich nach schweren Verlusten ab Ende März 2022 aus dem Norden und Nordosten der Ukraine zurück, um ihre Offensive ausschließlich auf den Osten des Landes zu konzentrieren. Im Süden war mit der Großoffensive eine von Russland kontrollierte Landverbindung zwischen dem russischen Festland und der 2014 annektierten Krim geschaffen worden. Die russische Offensive kam im Sommer kaum voran, und ab Ende August ging die ukrainische Armee im Osten und Süden zu einer Gegenoffensive über, die bis Oktober 2022 erhebliche Geländerückgewinne erzielte. Präsident Wladimir Putin kündigte im September 2022 eine Mobilmachung Russlands an und Russland annektierte im Monat darauf große Teile der Süd- und Ostukraine und leitete dort die Russifizierung ein. Nach dem russischen Rückzug wurden in den zuvor besetzten Gebieten Beweise für schwere Kriegsverbrechen der russischen Truppen gegen Zivilisten entdeckt.

## Bezeichnungen und Überblick
Der seit 2014 andauernde Konflikt wurde in deutschsprachigen Medien häufig als Ukraine-Konflikt bezeichnet. Auch die Bezeichnung russisch-ukrainischer Konflikt lässt sich nachweisen, je nach Aktualität wurde auch Ukraine-Krise verwendet. Die Bezeichnung Russisch-Ukrainischer Krieg wurde unter anderem vom Historiker Andreas Kappeler schon ab 2014 verwendet, aber auch von Andreas Umland. Zum Teil wurde der Konflikt vor dem Einmarsch Russlands im Februar 2022 als Bürgerkrieg bezeichnet, was auch der offiziellen russischen Sichtweise entsprach sowie der russischen Propaganda, die jegliche Beteiligung des Landes abstritt und auch dessen offenen Angriff im Frühjahr 2022 lediglich als „Spezial-Operation“ bezeichnete.
Der Konflikt begann Ende Februar 2014 mit der russischen Besetzung der unter ukrainischer Hoheit stehenden Schwarzmeer-Halbinsel Krim; dies erfolgte unter Einsatz russischer Streitkräfte ohne Hoheitszeichen („Grüne Männchen“). Im Anschluss annektierte Russland die gesamte Krim und betrieb anti-ukrainische Agitation und Propaganda mit dem Ziel der Destabilisierung vor allem in den Städten Charkiw, Odessa, Mariupol, Luhansk und Donezk. Während die Lage in Charkiw, Odessa und Mariupol wieder unter ukrainische Kontrolle kam, wurden in den Oblasten Donezk und Luhansk bewaffnete sogenannte Volksmilizen aktiv, unterstützt durch Interventionen paramilitärischer russischer Gruppen. Auch nach Einschätzung eines Kommandanten einer solchen Einheit gingen die kriegerischen Handlungen in der Ostukraine nicht von Donbass-Bewohnern selbst, sondern wie auf der Krim von diesen russischen Sondertruppen sowie Söldnern wie der Gruppe Wagner aus. Russland unterstützte diese seit Beginn der Kampfhandlungen zudem durch Lieferungen auch von schweren Waffen. Aufgrund der vielfältigen Indizien dementierten auch die staatsnahen russischen Medien ab September 2014 nicht mehr die Anwesenheit russischer Soldaten, sondern verbreiteten das Narrativ, die Soldaten würden „in ihrer Freizeit“ dort kämpfen.
Im Juni 2014 beklagte der UNHCHR in den nicht von der ukrainischen Regierung kontrollierten Gebieten eine von den dortigen Milizen geschaffene Atmosphäre der Angst mit Tötungen, Folterungen und anderen Menschenrechtsverletzungen sowie den totalen Zusammenbruch von Recht und Ordnung und sprach von einer Terrorherrschaft der bewaffneten Gruppen über die Bevölkerung mit Freiheitsberaubungen, Entführungen, Folterungen und Exekutionen. Hunderttausende Menschen flüchteten aus den betroffenen Gebieten. Beim Abschuss des zivilen Malaysia-Airlines-Flugs 17 über den von den dortigen Milizen kontrollierten Gebieten der Oblast Donezk durch eine aus Russland stammende Flugabwehrrakete im Juli 2014 wurden 298 Zivilisten getötet, darunter 80 Kinder. Anfang August 2014 konnte die Ukraine Donezk und Luhansk zu großen Teilen blockieren. Es folgte eine erheblich verstärkte Unterstützung aus Russland, die es den prorussischen Kräften nicht nur erlaubte, Ende August die Belagerungsringe zu sprengen, sondern auch Gebiete im Süden einzunehmen, in denen kaum Bestrebungen zur Abspaltung bekannt waren.
Anfang September 2014 trat mit dem Protokoll von Minsk („Minsk I“) ein brüchiger Waffenstillstand in Kraft, welcher von der Organisation für Sicherheit und Zusammenarbeit in Europa (OSZE) überwacht werden sollte; dennoch starben in einem Zeitraum bis Mitte Dezember 1300 Bewaffnete und Zivilisten. Ende Januar 2015 machte die OSZE die Separatisten für ein weiteres Scheitern bei der Implementierung des Abkommens verantwortlich. Russland seinerseits verweigerte der OSZE die vereinbarte Überwachung der Grenze. Trotz des erneuerten Waffenstillstandsvertrages Minsk II im Februar 2015 folgte direkt die Einnahme Debalzewes, aber auch danach verzeichneten die Beobachter der OSZE vor September 2015 keinen Tag, an dem der Waffenstillstand eingehalten wurde; ein Großteil der schweren Waffen war zwar zeitweilig von der Frontlinie abgezogen worden, deren Verbleib konnte von der OSZE jedoch nur auf ukrainischer Seite verfolgt werden. Ab dem 1. September 2015 wurde ein von der Kontaktgruppe nochmals vereinbarter Waffenstillstand mehrheitlich bis Anfang November eingehalten, danach nahmen die Kampfhandlungen wieder zu. Im Juni und Juli 2016 stiegen die Opferzahlen auf den höchsten Stand innerhalb eines Jahres. In der gesamten Geltungszeit dieses „vollständigen Waffenstillstands“ verdoppelte sich die Zahl der Getöteten bis Oktober 2016. Entlang der in Minsk vereinbarten Kontaktlinie lebten zehntausende Menschen in der bis 15 Kilometer breiten „Grauen Zone“ ohne kommunale Verwaltungen, ohne Polizei, Ärzte, oft ohne Wasser und Strom. Die Truppen rückten einander immer näher, bis 2018 gab es Distanzen von nur noch 200 Metern, wobei jedoch der Einsatz schwerer Waffen eher abgenommen hatte. Schon zu diesem Zeitpunkt war die Mehrzahl der zivilen Opfer durch Minen und alte Blindgänger zu beklagen, nicht durch Beschuss.
Auch im weiteren Zeitraum bis Ende 2019 starben fast täglich Soldaten oder Zivilisten, auch durch Einsatz verbotener schwerer Waffen. Regelmäßig nahmen die Kämpfe im Spätherbst zu. Im Jahr 2018 wurden bis zu tausend Waffenstillstandsverletzungen pro Tag gezählt.
Ein weiterer Anlauf zu einer „vollständigen und umfassenden“ Waffenruhe führte nach Inkrafttreten am 27. Juli 2020 zu einer Reduktion der Waffenstillstandsverletzungen. Ihre Zahl verringerte sich auf 276 innerhalb zweier Wochen, im Vergleich zu 8097 in den zwei Wochen zuvor. Ab August bis November 2020 lag der Monatsdurchschnitt konstant auf unter fünf Prozent des Vorjahres.
Ab Frühjahr 2021 wurden massive russische Truppenverbände in die Nähe der ukrainischen Grenze verlegt. Russlands Präsident Wladimir Putin ließ um den Jahreswechsel 2021/22 im Rahmen einer als Manöver angekündigten militärischen Operation weitere russische Truppen in die Nähe der Grenze verlegen – auch in Gebiete des benachbarten Belarus; an der Kontaktlinie blieb es bis Februar 2022 dennoch ruhiger als vor dem geltenden Waffenstillstand von 2020. Am 21. Februar 2022 erkannte Russland die staatliche Unabhängigkeit der von prorussischen Separatisten im Osten der Ukraine kontrollierten und als „Volksrepubliken“ Donezk und Lugansk proklamierten Gebiete in der Oblast Donezk und der Oblast Luhansk an. Die folgende Invasion durch Russland auf mehreren Fronten begann am 24. Februar 2022. Der Einmarsch stellte einen eklatanten Bruch der europäischen Friedensordnung gemäß der Charta von Paris von November 1990 bzw. dem Budapester Memorandum von Dezember 1994 dar. Auch der russisch-ukrainische Freundschaftsvertrag von 1997 sollte die Souveränität der Ukraine in ihren Grenzen garantieren. Der von Russland, das nach Ansicht der meisten Beobachter nicht mit intensiven Kampfhandlungen gerechnet hatte, vermutlich geplante rasche Durchmarsch kam früh zum Erliegen, die Einkreisung Kiews kam nicht zustande. Bei den besetzten Gebieten um Donezk schafften es die Truppen nicht oder kaum über die seit 2015 bestehende Kontaktlinie hinaus, nur an der russischen Grenze zwischen Luhansk und Charkiw drangen russische Truppen vor. Hingegen konnten die Truppen, die von der Krim her vorgestoßen waren, zusammen mit amphibischen Landungen Gebiete im Süden sichern und Mariupol blockieren; ein Vorstoß auf Odessa scheiterte jedoch.
Die russischen Truppen mussten sich ab Ende März 2022 nach schweren Verlusten aus dem Norden und Nordwesten der Ukraine zurückziehen, nachdem erste Kriegsziele nicht erreicht werden konnten. Die russische Regierung gab an, fortan ihre Offensive ausschließlich auf den Osten des Landes zu konzentrieren, wo die russischen Truppen unter massivem Artillerieeinsatz und starken Verlusten Geländegewinne machen konnten. Bei ihrem Rückzug kamen schwere Kriegsverbrechen der russischen Truppen gegen Zivilisten in den zuvor besetzten Gebieten zum Vorschein. Ab Mai 2022 gelang es der Ukraine durch rasch ansteigende Waffenlieferungen westlicher Staaten, insbesondere der USA, die Fortschritte der russischen Kräfte zu bremsen und empfindliche Schläge gegen russische Logistik- und Kommandoeinrichtungen zu führen. Im September 2022 erzielte eine ukrainische Gegenoffensive insbesondere im Gebiet Charkiw bedeutende Geländerückgewinne, worauf Russland mit einer Teilmobilmachung und der völkerrechtswidrigen Annexion der Südostukraine reagierte. Im November 2022 musste Russland aufgrund einer ukrainischen Offensive im Monat zuvor sowie aufgrund mangelnder eigener Mannstärke große Teile der Oblast Cherson räumen. Seither stagniert die Front weitestgehend, eine weitere große ukrainische Offensive wurde jedoch angekündigt. Im Januar 2023 kündigten westliche Partner der Ukraine an, moderne westliche Kampfpanzer zu liefern – womit im Monat darauf begonnen wurde.

## Verlauf im Detail

### Vorgeschichte

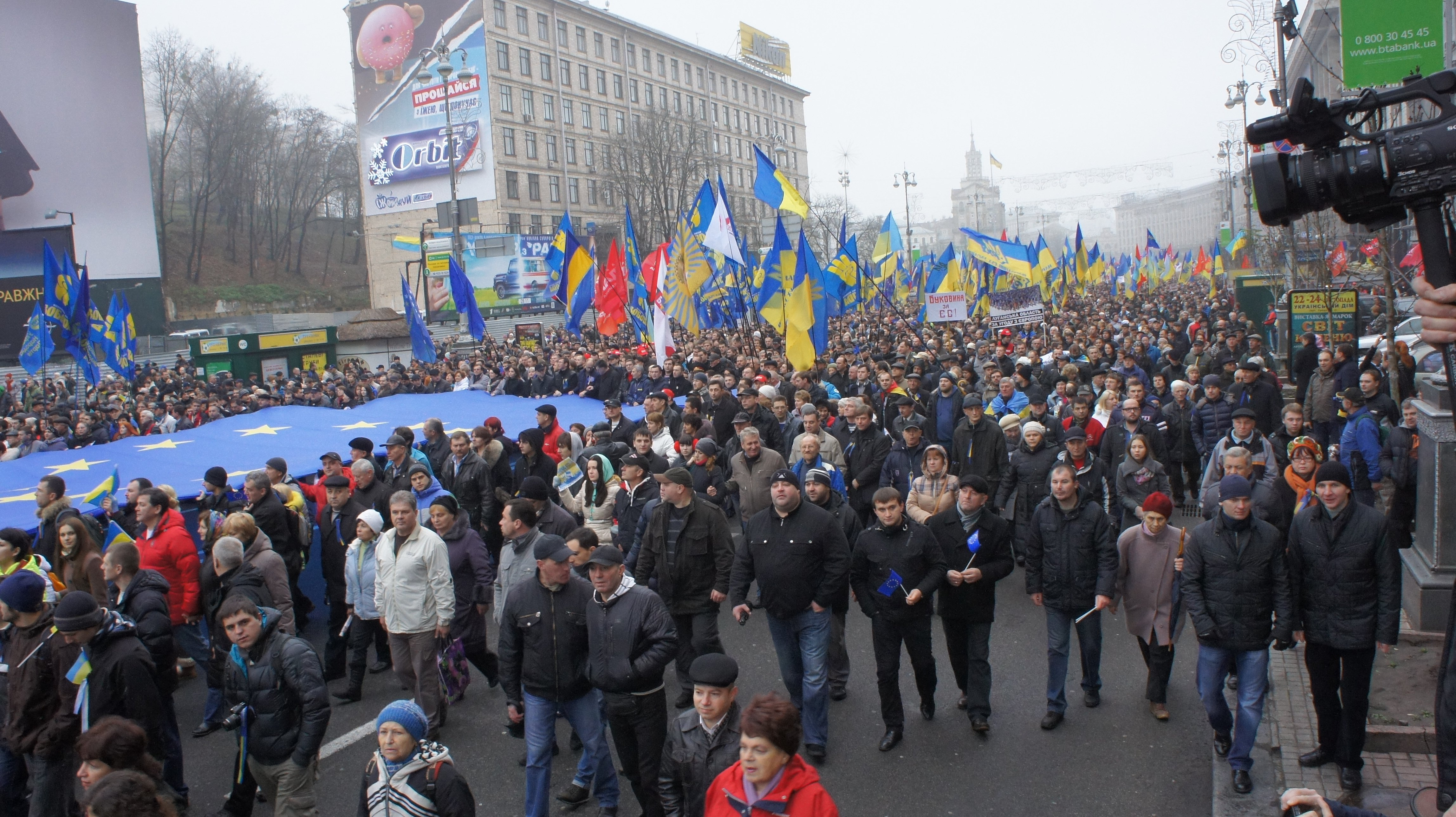
Kiew, 24. November 2013, der „Euromaidan“

#### Europäische Sicherheitsarchitektur seit 1990
Mit dem Ende des Ost-West-Konflikts beschlossen die KSZE-Staaten in der Charta von Paris am 21. November 1990 die Grundsätze für ein geeintes „Neues Europa“. Demnach sollten Menschenrechte und demokratische Werte das Grundgerüst eines von seiner Vergangenheit befreiten Europas bilden, also in der Sowjetunion Reformen bis zur vollständigen Demokratisierung durchgeführt werden. Nur zwei Tage zuvor, am 19. November 1990 unterzeichneten Leonid Krawtschuk und Boris Jelzin einen Freundschaftsvertrag zwischen der Ukrainischen SSR und der RSFSR und damit die gegenseitige Anerkennung der staatlichen Souveränität der Ukrainischen und der Russischen Republik. Nach dem Zerfall der Sowjetunion und des Warschauer Paktes sowie der Gründung der Gemeinschaft Unabhängiger Staaten (GUS) mit den Belowescher Vereinbarungen bzw. der Erklärung von Alma-Ata (alles 1991) erkannte Russland im Budapester Memorandum von 1994 die ukrainische Souveränität erneut an; im Gegenzug gab die Ukraine ihre Nuklearwaffen ab. In der Partnerschaft für den Frieden arbeiteten NATO und Russland seit 1994 zusammen. Die Zusammenarbeit wurde 1997 mit der NATO-Russland-Grundakte noch vertieft, und in der NATO-Ukraine-Charta von 1997 wurde eine militärische Partnerschaft zwischen der NATO und der Ukraine vereinbart. Im gleichen Jahr unterzeichnete die Ukraine einen neuen Freundschaftsvertrag mit Russland, der erstmals die explizite vorbehaltlose Anerkennung der territorialen Integrität und Unverletzbarkeit der Grenzen der Ukraine beinhaltete und dazu (bis zu seiner Aufkündigung 2018) einen Beitritt der Ukraine in ein „gegen den Vertragspartner gerichtetes Bündnis“ ausschloss. Das „Schreckgespenst“ der ukrainischen Sicherheitspolitik war damit schon 1998 eine mögliche zukünftige Entfremdung Russlands von der NATO, die einen Positionsbezug erzwingen würde.
Als Folge des Ersten Tschetschenienkriegs 1994 intensivierten osteuropäische Staaten ihre Bemühungen um einen NATO-Beitritt, die zu den NATO-Osterweiterungen von 1999 und 2004 führten, aber erst ab 2007 von Russland als „gebrochene Versprechen“ kritisiert wurden. Die russische Regierung führte seither an, dass die Ausdehnung des Bündnisgebietes der NATO nach Osten, bis an die Grenzen Russlands, die russischen Sicherheitsinteressen beeinträchtige.
Auf ihrem Gipfel 2008 in Bukarest stellte die NATO sowohl der Ukraine als auch Georgien eine Mitgliedschaft in Aussicht. Nach einer Intervention von Deutschland, Frankreich und Großbritannien wurde ein „Aktionsplan für die Mitgliedschaft“ (englisch Membership Action Plan, MAP) der Ukraine jedoch verwehrt. Die deutsche Kanzlerin Angela Merkel lehnte Schritte in diese Richtung ab und US-Präsident Barack Obama unternahm im Gegensatz zu seinem Amtsvorgänger keine Maßnahmen in Richtung NATO-Beitritt der Ukraine. Die Janukowytsch-Regierung verabschiedete 2010 ein Gesetz, unter anderem um die Beziehungen zu Russland zu verbessern, das dem Land die Teilnahme an einem Militärblock untersagte. NATO-Generalsekretär Anders Rasmussen erklärte im Oktober 2013, dass die Ukraine 2014 definitiv nicht der NATO beitreten werde. Von 2009 bis 2014 spielte nach Angaben von Michael McFaul eine Erweiterung der NATO in Besprechungen zwischen Obama und Medwedew oder Putin keine Rolle.
Auch um die innenpolitische Macht des Herrschaftssystems zu sichern, stellte Russland sich selbst mehr und mehr als in einer strategischen und kulturellen Gegnerrolle zum „kollektiven Westen“ befindlich dar. NATO und EU wurden zunehmend als vollständig von den USA gesteuerte Machtinstrumente interpretiert. Damit geriet die Ukraine, wie schon lange befürchtet, zwischen die Fronten, und der 1998 noch hoffnungsvoll formulierte „ukrainische Beitrag zur ‚Europäisierung‘ Russlands“ wendete sich zu einer Gefahr für das Land.

#### Beziehungen zwischen der Ukraine und Russland
Mit dem Zerfall der Sowjetunion unterzeichneten die Russische Sozialistische Föderative Sowjetrepublik und die Ukrainische Sozialistische Sowjetrepublik am 19. November 1990 einen Freundschaftsvertrag, in dem die existierenden Grenzen gegenseitig anerkannt wurden. Am 23. Juni 1992 wurde der Vertrag von der unabhängigen Russischen Föderation und der unabhängigen Ukraine bestätigt, 1997 folgte der russisch-ukrainische Freundschaftsvertrag. Im Jahr 2003 schlossen die Staatspräsidenten Putin und Kutschma in Kiew den russisch-ukrainischen Grenzvertrag ab und regelten damit den einzigen unklaren Grenzverlauf bei Kertsch. Die Beziehungen beider Länder verschlechterten sich spätestens Ende 2004 rapide: Bei der ukrainischen Präsidentschaftswahl gewann der prowestliche Kandidat Wiktor Juschtschenko gegen den von Putin unterstützten Kandidaten Wiktor Janukowytsch. Sowohl 2006 als auch 2009 stoppte Russland danach im russisch-ukrainischen Gasstreit vorübergehend die Gaslieferungen an die Ukraine.
Im Februar 2010 wurde Janukowytsch doch noch zum Präsidenten der Ukraine gewählt. Ab August 2013 sorgte das zunächst auch von ihm verfolgte Assoziierungsabkommen mit der EU zunehmend für Spannungen zwischen der Ukraine und Russland. Putin sah durch das Abkommen seine Pläne, die Zollunion mit Belarus und Kasachstan durch den Beitritt der Ukraine zur Eurasischen Union auszubauen, als gefährdet an. So sagte der Putin nahestehende russische Politiker Sergei Glasjew im September 2013 bei einem Treffen mit ukrainischen Politikern, dass Russland bei einer Unterzeichnung des Abkommens sich nicht mehr an Verträge, die die Grenzen zwischen den beiden Ländern garantieren, gebunden fühle. Es werde zu Aufständen und separatistischen Unruhen in den russischsprechenden Gebieten kommen und Russland werde vermutlich auf deren Seite intervenieren, falls es darum gebeten werde. Trotz des Drucks aus Moskau und hohen Erwartungen der EU hielt die Regierung von Janukowytsch zunächst an dem Abkommen fest. Ihre Haltung zu dem Assoziierungsabkommen mit der EU änderte sich aber, als das Land in eine wirtschaftliche Schieflage geriet und niemand in der EU das ernstzunehmen schien.

#### Euromaidan und Annexion der Krim 2014
Im Spätherbst 2013 kam es nach der Ankündigung der ukrainischen Regierung unter Wiktor Janukowytsch, die Unterzeichnung des Assoziierungsabkommens mit der Europäischen Union zu verschieben, in Kiew zu ausgedehnten Massenprotesten für eine stärkere europäische Integration. Die Proteste richteten sich zunehmend gegen die als korrupt empfundene Regierung der Ukraine, es kam zu Todesopfern. Drei Monate nach Beginn der Proteste unterschrieben Präsident, Opposition sowie die Außenminister Deutschlands, Frankreichs und Polens (Weimarer Dreieck) die Vereinbarung über die Beilegung der Krise in der Ukraine vom 21. Februar 2014. Noch in derselben Nacht flüchtete Janukowytsch aus Kiew nach Charkiw. Am 22. Februar versuchte er von Donezk aus, das Land zu verlassen, wurde jedoch am Abflug gehindert. Am gleichen Tag wurde er vom ukrainischen Parlament für abgesetzt erklärt. Janukowytsch wurde auf seine an Russland gerichtete Bitte hin durch eine russische Spezialoperation auf die Krim und am 24. Februar nach Russland gebracht. Die Absetzung Janukowytschs entsprach rein verfassungsrechtlich gesehen – weil ohne Durchführung eines Amtsenthebungsverfahrens gemäß Artikeln 108 und 111 der Verfassung der Ukraine – nicht der Verfassung, und das offizielle Russland nahm fortan den Standpunkt ein, in der Ukraine habe es einen „verfassungswidrigen Umsturz“ gegeben. Ab dem 27. Februar 2014 begann Russland seine zunächst verdeckte Intervention auf der Krim und wenige Tage nach dem Referendum vom 16. März annektierte es diese. Von Beginn an wurde der russischen Regierung von einigen westlichen Medien vorgeworfen, Unruhen während und nach dem Euromaidan zu schüren in der Absicht, den mehrheitlich russischsprachigen Osten und Süden der Ukraine zu destabilisieren. Die meisten russischen Medien hingegen vermitteln einen komplett anderen Standpunkt zu den Ereignissen.
Am 27. Februar wurde von der Werchowna Rada, dem ukrainischen Parlament, eine Übergangsregierung unter Ministerpräsident Arsenij Jazenjuk gewählt. Nicht mehr im Kabinett vertreten war die bis dahin in Regierungsverantwortung stehende und an Russland angelehnte Partei der Regionen, deren Parlamentsfraktion in der Rada nach dem Austritt von mindestens 72 Abgeordneten geschwächt war und zusammen mit den Kommunisten in die Opposition wechselte. Zuvor, am 23. Februar 2014, hatte das Parlament eine Herunterstufung des Status der russischen Sprache beschlossen, das dazu nötige Änderungsgesetz wurde jedoch vom Übergangspräsidenten Oleksandr Turtschynow mit einem Veto blockiert. Damit hatte Russisch nie seinen offiziellen Status im Süden und Osten des Landes verloren. Nach dem Regierungswechsel fanden Demonstrationen statt, die prorussisch oder proukrainisch genannt wurden; die prorussischen Anliegen blieben in ihrem genauen Ziel unscharf, und russische Fahnen wurden auch nur verwendet, um der großen Zahl der Europafahnen etwas entgegenzusetzen. Die Anzahl der Demonstranten und die der Gegendemonstranten waren ungefähr ausgeglichen; Ukrainer reisten für die Gegendemonstrationen in andere Landesteile, während Teilnehmer der prorussischen Demonstrationen zum Teil aus Russland stammten.

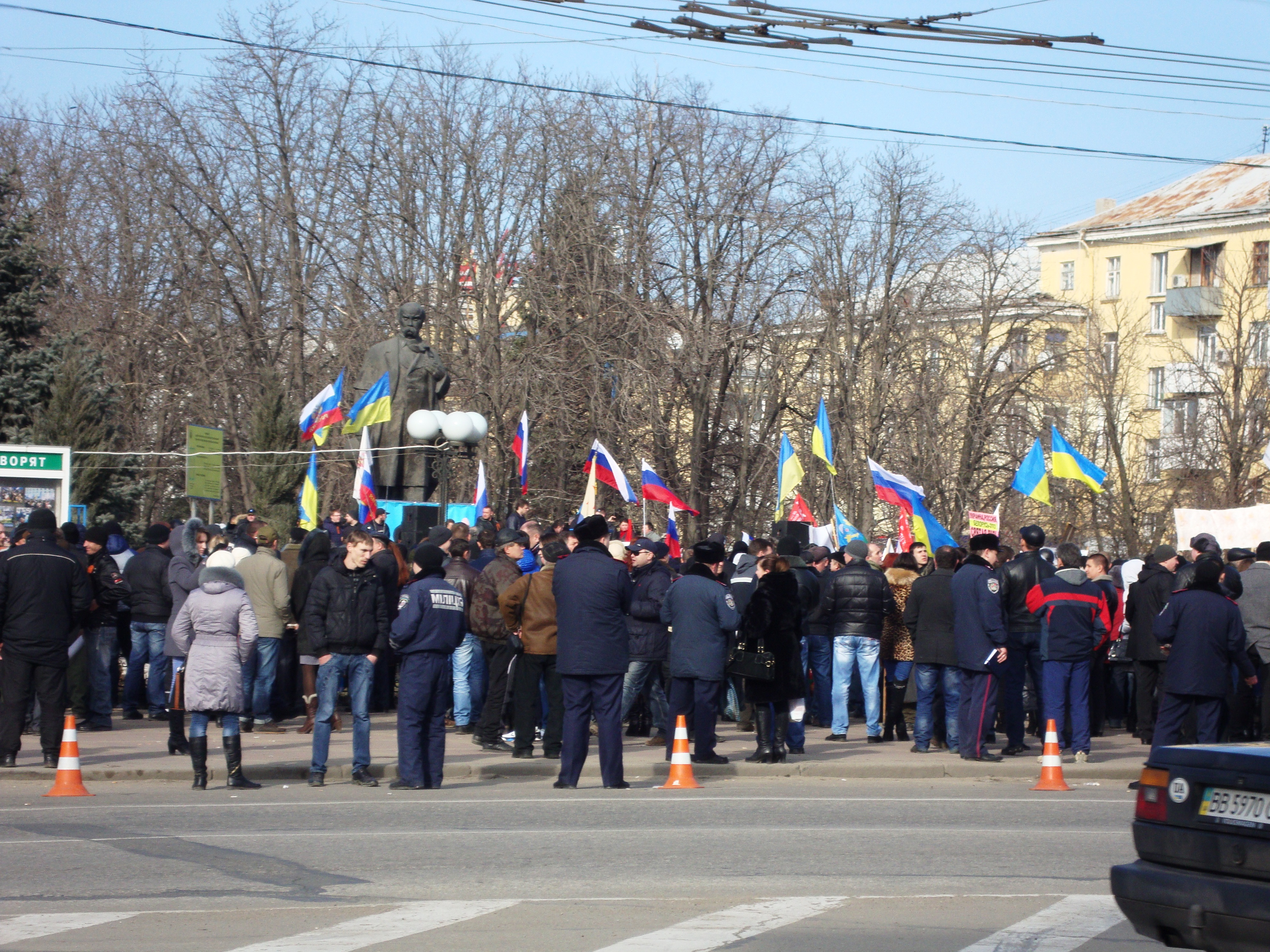
Demonstranten in der Anfangsphase waren nicht nur Separatisten – Protestierende in Luhansk, 1. März 2014

Am 18. März griff der Ministerpräsident Forderungen der Opposition auf und stellte in einer an die Bevölkerung der Ostukraine gerichteten Rede eine neue Verfassung in Aussicht, die den Regionen mehr Autonomie geben sollte. Das Hauptziel der dortigen Demonstranten war nicht der Anschluss an Russland, sondern mehr Unabhängigkeit von der Zentralregierung. Nach Teilnehmerangaben war das Zeigen russischer Fahnen während der Demonstrationen nicht so zu verstehen, dass man Teil Russlands werden wollte, sondern als „Antwort auf die Europa-Flaggen auf dem Maidan“. Landesweit stammten die Befürworter einer Annäherung an Europa aus einer jungen, bürgerlichen und urbanen Mittelschicht, während die EU-Gegner eher einer ruralen und oft älteren oder unterprivilegierten Bevölkerung entstammten.
Nach der Charta von Paris von 1990 sollten zukünftig Menschenrechte und demokratische Werte das Grundgerüst eines von seiner Vergangenheit befreiten Europas bilden. Russland hatte seit dem Zusammenbruch der Sowjetunion 1991 aber an der Hegemonie über den postsowjetischen Raum festgehalten; für Russland lag die Ukraine im sogenannten „nahen Ausland“ oder in der „Sphäre seiner privilegierten Interessen“. Keineswegs gehe es Russland um völkerrechtliche Fragen, sondern um Machtinteresse, so Erich Csitkovits. Für die Souveränität eines jeden Staates gelte hingegen die Maxime, dass jeder „seine Ausrichtung frei entscheiden“ könne. Mehr denn je beanspruchte Putin eine russische „exklusive eigene Hegemonialsphäre“ betreffend die Ukraine. Auf der anderen Seite bestand das Interesse der USA darin, die Ukraine in die US-amerikanische Einflusssphäre zu ziehen. Dieser Ansatz wurde auch unter der Präsidentschaft von Barack Obama von Außenministerin Hillary Clinton (2009 bis 2013) fortgeführt, auch wenn Obama selbst diesen Ansatz im Zuge seines Neustarts mit Russland zurückstellte. Somit überlagerten sich geopolitische Interessen Russlands mit denen der EU und der Vereinigten Staaten, was den Konflikt wesentlich mit herbeigeführt hat.
Im Frühjahr 2014 nahm Wladimir Putin Bezug auf eine historische Region im Osten und Süden der Ukraine namens Neurussland, die im späten 18. Jahrhundert Teil des Russischen Reichs wurde. Er verwendete den Begriff, um Ansprüche Russlands auf die Süd- und Ostukraine historisch zu untermauern. Putin kritisierte die Grenzziehung der frühen Sowjetführung bei der Gründung der Ukrainischen Sozialistischen Sowjetrepublik (USSR) und erklärte: „Ich erinnere daran – das ist Neurussland. Charkiw, Donezk, Luhansk, Cherson, Mykolajiw, Odessa – sie gehörten in zaristischer Zeit nicht zur Ukraine, sondern wurden ihr von der Sowjetregierung übergeben. Weshalb sie dies tat, das weiß allein Gott.“ Diese laut Putin willkürliche Grenzziehung führte dazu, dass etwa 8 Millionen ethnischer Russen in der Ukraine, also außerhalb Russlands, lebten. Dies verwendete Putin für eine aggressive Ukrainepolitik, die, so der Historiker Andreas Kappeler, imperial und von einem ethnonationalen Revisionismus geprägt sei. Tatsächlich fielen die Grenzen der USSR mit den in Volkszählungen ermittelten ethnischen Grenzen zusammen. Die USSR umfasste also die Gebiete mit einer ukrainischen Bevölkerungsmehrheit. Zudem war Putins geographische Definition von Neurussland ahistorisch, da die im 18. Jahrhundert entstandene Provinz auf die Steppe nördlich des Schwarzen Meeres begrenzt gewesen war und sich nicht bis nach Charkiw, Luhansk oder Donezk erstreckt hatte. Neben lokalen Aktivisten beteiligten sich am Neurusslanddiskurs auch russische Nationalisten und Mitglieder des 2012 gegründeten ultranationalistischen Isborsk-Klubs. Alexander Dugin richtete eine Website ein, auf der er vorschlug, die Idee Neurussland und die bis dahin konkurrierenden Konzepte Eurasien und Russische Welt miteinander zu verbinden.
Ein gewichtiger Grund für das Verhalten Russlands ist die Furcht der Machtelite im Kreml vor einer ähnlichen Bürgerrevolution in Russland. Eine erfolgreiche Demokratisierung im Bruderland Ukraine hätte für Russland eine Vorbildfunktion, was der Kreml durch die Destabilisierung der Ukraine verhindern wollte.
Eine Umfrage des Kyiv International Institute of Sociology (KIIS) zwischen dem 8. und 16. April 2014 in den acht östlichen und südlichen ukrainischen Oblasten ergab, dass lediglich 11,7 % der Befragten mehr oder minder starke Sympathie für die bewaffneten Besetzer öffentlicher Gebäude in ihrer Region aufbrachten; in den Bezirken Donezk und Luhansk waren es 18,1 % bzw. 24,4 % der Befragten.
Einen Beitritt ihrer jeweiligen Oblast zur Russischen Föderation befürworteten 15,4 % der Befragten, in Donezk dagegen 27,5 % und in Luhansk 30,3 %. Die Euromaidan-Unruhen sahen 41,7 % der Befragten lediglich als „Bürgerproteste gegen Korruption und Tyrannei der Diktatur Janukowytsch“ an, in Donezk 20 % und in Luhansk 26,8 %. Jedoch werteten 46 % der Befragten diese Geschehnisse als einen „von der Opposition mit Hilfe des Westens organisierten Staatsstreich“, in Donezk sogar 70,5 % und in Luhansk 61,3 %.

### Von der Eskalation ab März 2014 bis zu den Protokollen von Minsk
Zur Bekämpfung sezessionistischer Bestrebungen wurden deren Anführer verhaftet und angeklagt. Demonstrationen wurden zeitweise verboten, wie auch zeitweise die Ausstrahlung russischer Fernsehsender im ukrainischen Netz. Der ukrainische Übergangspräsident Oleksandr Turtschynow machte am 15. März „Kreml-Agenten“ für die Massenproteste verantwortlich und warnte vor einer russischen Invasion im Osten des Landes. Russland wurde beschuldigt, den Separatismus im Land mit reisenden Aufwieglern entlang der Grenzen anzustacheln – die Gründung einer ukrainischen Nationalgarde sollte u. a. zum Grenzschutz dienen.
Nach Medienberichten, wonach Russen in Bussen über die Grenze gekommen seien, um für einen Anschluss an Russland zu demonstrieren, erwog Andrij Parubij, Sekretär des Sicherheits- und Verteidigungsrats, am 18. März die Einführung einer Visumspflicht für russische Staatsbürger. Am 20. März sprach sich Jazenjuk jedoch gegen die Visumspflicht aus, weil an der Beibehaltung des visumfreien Verkehrs eine große Zahl von Bürgern sehr interessiert sei – in erster Linie solche Bürger im Süden und Osten des Landes, die in Russland arbeiten oder Verwandte haben. Erst am 17. April 2014 verhängte die ukrainische Übergangsregierung verschärfte Einreisekontrollen für männliche russische Bürger im Alter zwischen 16 und 60 Jahren und für Krimbewohner. Seit dem 18. März waren – explizit an die Menschen im Osten gerichtet – Dezentralisierungsmaßnahmen eingeleitet worden, die in den folgenden Jahren mit Kompetenzerweiterungen auf kommunaler Ebene umgesetzt wurden. Ebenfalls am 20. März forderte die Übergangsregierung die Mitglieder der sogenannten „Selbstverteidigungskräfte“ des Kiewer Unabhängigkeitsplatzes zur Abgabe aller illegalen Waffen bis zum Folgetag auf. Nach Ausrufung der „Volksrepublik Donezk“ erklärte Übergangspräsident Turtschynow am 7. April, man werde eine Abspaltung nach dem Vorbild der Krim nicht zulassen. Gegen diejenigen, die zu den Waffen gegriffen hätten, werde nach einem Ultimatum, das bei Abgabe von Waffen Straffreiheit garantierte, durchgegriffen. Am 11. April kündigte Turtschynow an, die ukrainische Armee werde gegen die Bewaffneten eingesetzt werden.
In der Nacht vom 10. auf den 11. April überschritt eine mit automatischen Waffen ausgerüstete Gruppe von rund 50 Mann von Rostow am Don kommend die russisch-ukrainische Grenze. Angeführt wurde die Gruppe von Igor Girkin, Kampfname „Strelkow“. Girkin war russischer Staatsbürger und war bis 2013 für den russischen Inlandsgeheimdienst FSB aktiv. Am 12. April besetzten die Männer die Polizeiwache in Slowjansk, rund 90 km nördlich von Donezk gelegen. Am folgenden Morgen gerieten ukrainische Spezialeinheiten in der Nähe der Stadt in einen Hinterhalt. Dabei wurde ein Offizier des ukrainischen Sicherheitsdienstes SBU getötet und drei weitere Mitglieder der Sicherheitskräfte verletzt. Dies war das erste Todesopfer in einer bewaffneten Auseinandersetzung im Osten der Ukraine und markierte nach der Methodik des Uppsala Conflict Data Programs das Überschreiten der Trennlinie zwischen Frieden und bewaffnetem Konflikt. Die Gruppe wurde finanziert und angewiesen vom Kreml-nahen russischen Oligarchen Konstantin Malofejew und dem Ministerpräsidenten der Autonomen Republik Krim Sergei Aksjonow, der nach russischem Recht ein russischer Staatsbeamter war. In einem Interview für die russische rechtsextreme Wochenzeitung Sawtra (Morgiger Tag) erklärte Girkin im November 2014: „Den Auslöser zum Krieg habe ich gedrückt. Wäre unsere [bewaffnete] Einheit nicht über die Grenze [aus Russland in die Ukraine] gekommen, wäre alles so ausgegangen wie in Charkiw und Odessa.“

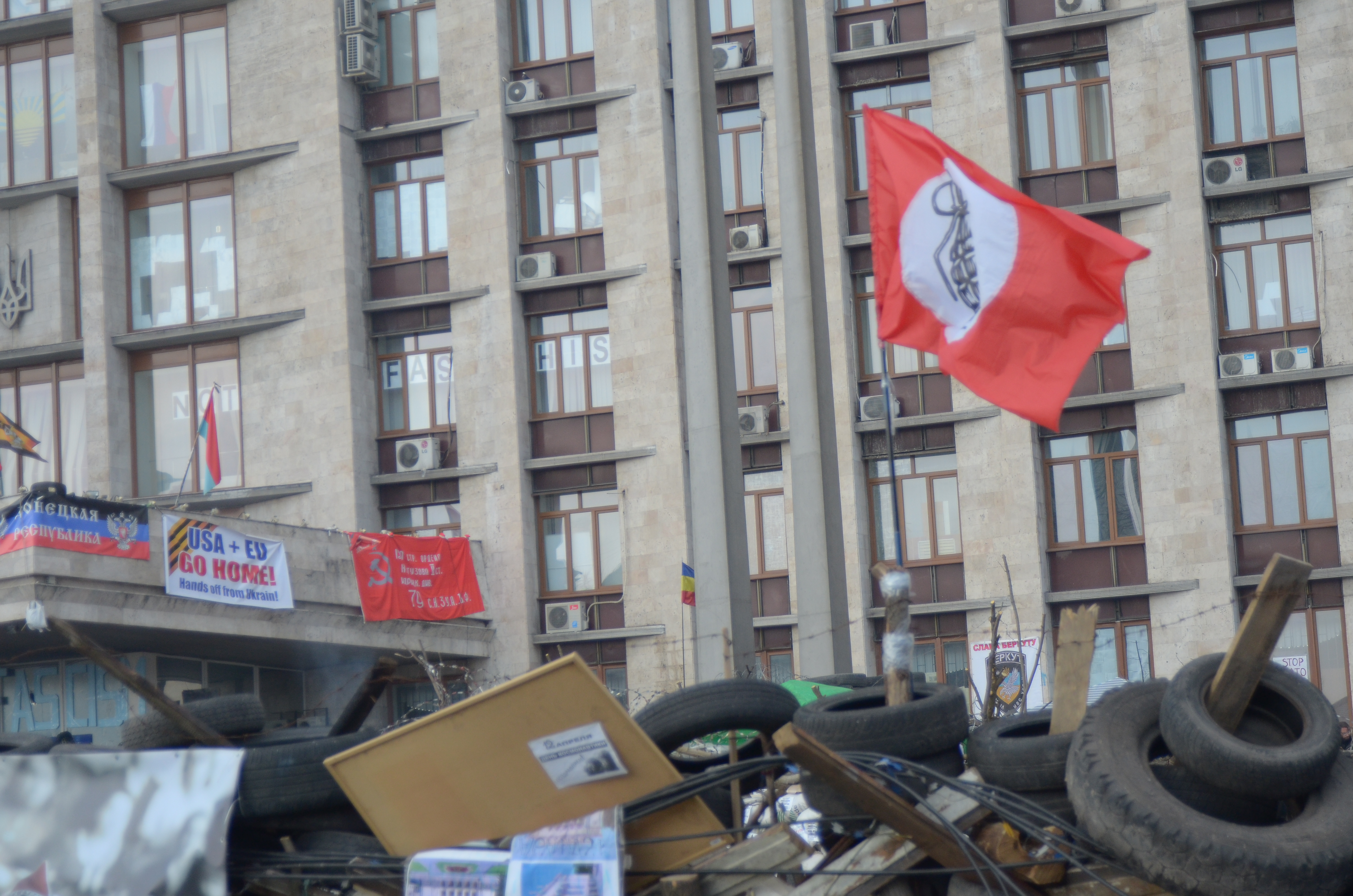
Barrikade im April 2014 in Donezk, mit einer Flagge russischer Nationalbolschewisten

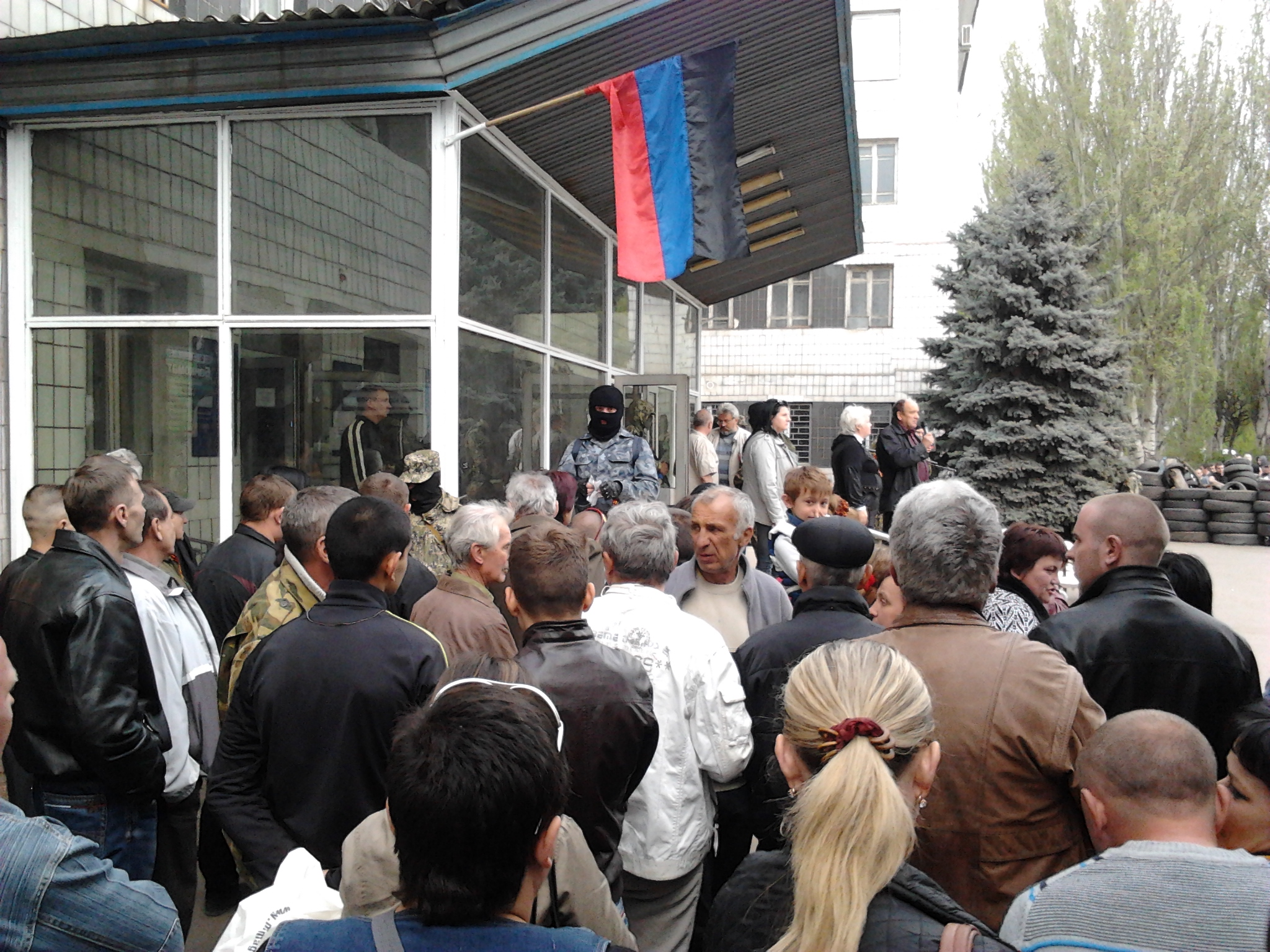
Schwarz vermummte „Volksmiliz“ und prorussische Zivilisten vor einem besetzten Gebäude in Kostjantyniwka am 28. April 2014

Am 14. April 2014 lief das Ultimatum mit Straffreiheit ab, das der ukrainische Innenminister Arsen Awakow dem Militäreinsatz vorausgehen ließ; im Brennpunkt solle die Stadt Slowjansk stehen. In Kiew wandte sich der Vorsitzende der Partei der Regionen, Alexander Jefremow, gegen den „Einsatz der Armee gegen Bürger“ und Julija Tymoschenko befürchtete das Eingreifen Russlands.
Am 15. April 2014 begann der Einsatz der ukrainischen Armee. Der Flugplatz Kramatorsk wurde von Luftlandetruppen gestürmt. Die Armee war jedoch für einen solchen Einsatz weder ausgebildet noch ausgerüstet. Am 16. April geriet der Sondereinsatz bei Kramatorsk ins Stocken, als sich dem vorrückenden Militär mehrfach Zivilisten in den Weg stellten. Einzelne Besatzungen stellten sich auf die Seite der prorussischen Separatisten, da „sie nicht auf das eigene Volk schießen wollten“. In einem Dorf bei Kramatorsk wurde eine Kolonne von Dorfbewohnern umringt und an der Weiterfahrt gehindert. Der Kommandeur der Truppe bot schließlich an, die Waffen zu entladen und in seine Kaserne zurückzukehren. Beim Versuch, eine Kaserne der ukrainischen Armee in Mariupol zu stürmen, wurden nach Angaben der ukrainischen Übergangsregierung drei der etwa dreihundert Aufständischen von den Soldaten erschossen und 13 verwundet. 63 Personen seien in Gewahrsam genommen worden.
Über Ostern, während eines ersten diplomatischen Lösungsversuchs, der in der gemeinsamen Genfer Erklärung vom 17. April der Außenminister der USA, Russlands, des Außenbeauftragten der EU und des Interimsaußenministers der Ukraine vereinbart worden war, wurde der Sondereinsatz unterbrochen. Separatisten in der Ostukraine lehnten eine direkte Räumung besetzter Gebäude ab. In Übereinstimmung mit dem russischen Außenministerium forderten sie zuerst die „Abgabe von Waffen der Milizen des Rechten Sektors“ in Kiew, außerdem ein Ende des Militäreinsatzes der ukrainischen Regierung sowie das Recht auf russische Staatsbürgerschaft.
Am 22. April 2014 ordnete Übergangspräsident Turtschynow die Wiederaufnahme der „Antiterrormaßnahmen“ im Osten des Landes an. Es seien am selben Tag Leichen von „brutal gefolterten“ Menschen in der Nähe von Slowjansk gefunden worden, darunter ein von separatistischen Milizen entführtes Mitglied der Vaterlandspartei. Zuvor wurden der 19-jährige Student Jurij Poprawka, der 25-jährige Jurij Djakowskyj und der Lokalpolitiker Wolodymyr Rybak, der versucht hatte, die ukrainische Flagge am Stadtrat von Horliwka wieder anzubringen, entführt. Ihre Leichen wurden später im Fluss Kasennyj Torez entdeckt und wiesen Folterspuren auf. Igor Girkin bekannte sich im Mai 2020 in einem Interview dazu, den Befehl gegeben zu haben, Poprawka und Djakowskyj erschießen zu lassen. Zudem erklärte er, an der Tötung des Lokalpolitikers Wolodymyr Rybak beteiligt gewesen zu sein. Es handelte sich um eines der ersten Kriegsverbrechen während des Krieges.
Am 23. April räumte Wjatscheslaw Ponomarjow ein, dass unter den regierungsfeindlichen Kämpfern auch Freiwillige aus dem Ausland seien. Er bestand darauf, dass es sich nicht um russische Spezialeinheiten, sondern um „Freunde“ und „Freiwillige“ handele. Am 30. April räumte Übergangspräsident Turtschynow ein, die ukrainische Regierung habe die Kontrolle über Teile der Gebiete Donezk und Luhansk verloren; sie seien in den Händen moskautreuer Kämpfer. Die Ereignisse zeigten die „Machtlosigkeit und in einigen Fällen kriminelle Niedertracht“ der Polizei.
Im Verlauf des 2. Mai 2014 starben in Odessa insgesamt 48 Personen, die meisten Todesopfer (mehr als 40) forderte ein am Abend durch Molotow-Cocktails entstandenes Feuer im zentralen Gewerkschaftshaus der Stadt.
Am 3. Mai stürmten 5000 Krimtataren die Grenze zwischen dem ukrainischen Festland und der von Russland annektierten Krim-Halbinsel, obwohl russische Spezialkräfte versuchten, die Grenze abzusichern. Sie wollten damit ihrem Anführer Mustafa Abduldschemil Dschemilew die Einreise auf die Krim ermöglichen, die ihm von Russland untersagt worden war.

#### Regionale Referenden im Mai 2014

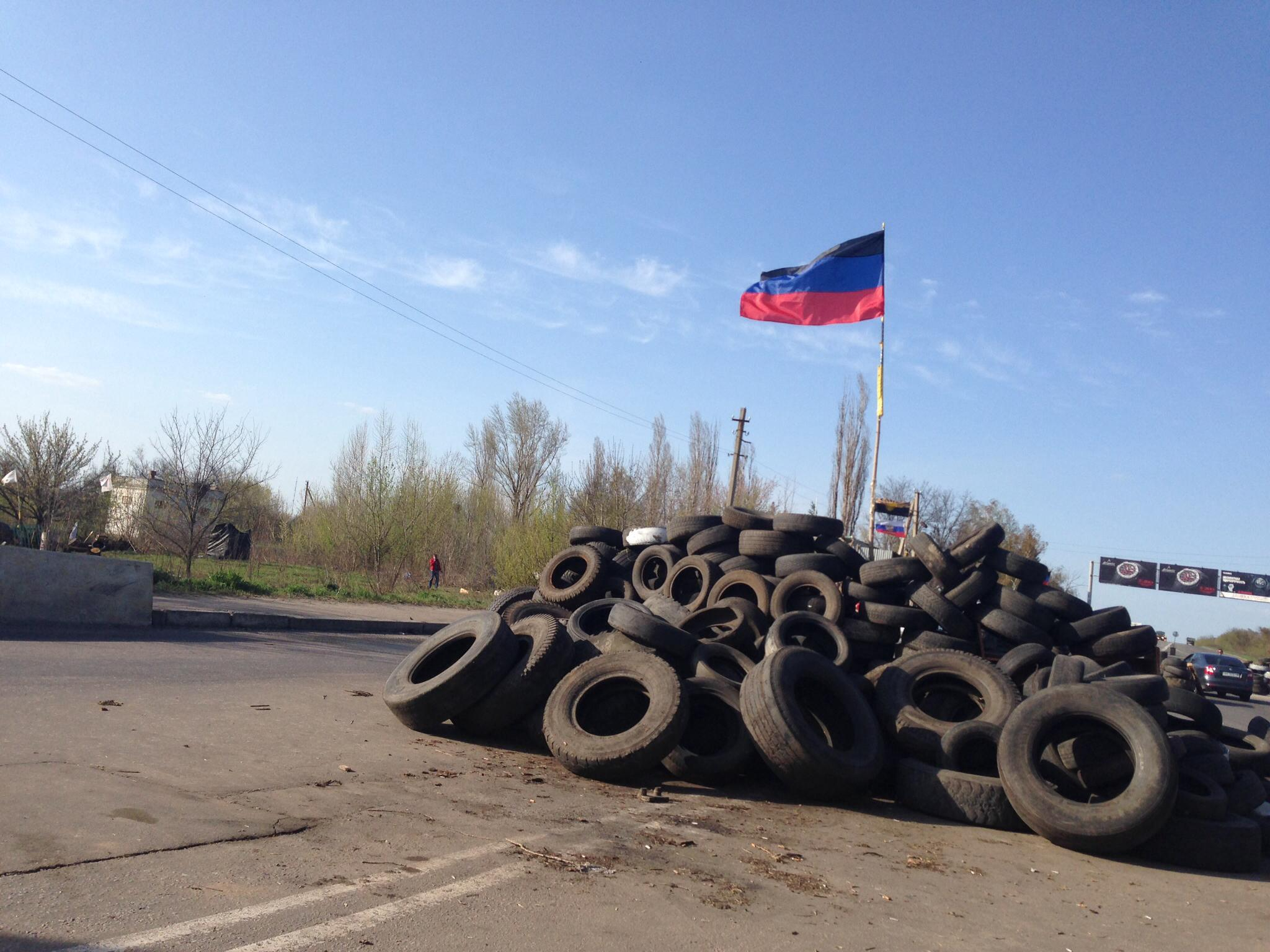
Barrikaden der Milizen in den Straßen von Slowjansk

Bereits unmittelbar nach der sog. Genfer Erklärung hatten prorussische Aktivisten ein Referendum für den 11. Mai 2014 angekündigt. In dieser Befragung sollte über eine nicht genauer definierte Eigenständigkeit einer „Volksrepublik Donezk“ abgestimmt werden. Am 27. April 2014 riefen Aufständische in der nordöstlich angrenzenden Oblast Luhansk eine „Volksrepublik Lugansk“ aus, dort sollte ebenfalls am 11. Mai 2014 eine Befragung zur Eigenständigkeit durchgeführt werden. Russlands Präsident Putin forderte die Separatisten am 7. Mai 2014 auf, das geplante Referendum zu verschieben, um „die Bedingungen für einen Dialog zu schaffen“.
Am 8. Mai erklärte die ukrainische Übergangsregierung ihre Bereitschaft zu einem nationalen Dialog, in dem ein „Konsens über Schlüsselfragen der ukrainischen Gesellschaft“ erzielt werden solle.
Mit bewaffneten Regierungsgegnern wolle sie jedoch weiterhin nicht verhandeln. Illegale Gruppen, die ihre Waffen niederlegten, Geiseln freigäben und besetzte Gebäude räumten, hätten keine strafrechtlichen Konsequenzen zu befürchten.
Während der Befragung wurden widersprüchliche Konsequenzen einer Zustimmung formuliert: Roman Ljagin als Wahlleiter der „Zentralen Wahlkommission“ erklärte, der Status der Region bleibe nach dem Referendum unverändert, es gehe nur um den Ausdruck des Willens zur Selbstbestimmung. Am 11. Mai 2014 wurden die Befragungen der prorussischen Aktivisten durchgeführt: Die Art der Durchführung und Auszählung der Stimmen „unter Waffen“ sowie die unglaublich schnell publizierten Resultate von knapp 90 (Donezk) und 96 Prozent (Luhansk) für eine Autonomie waren unglaubwürdig. Sowohl Vorbereitung als auch Durchführung entsprachen noch weniger den internationalen Standards als schon das Referendum auf der Krim.
Stahlarbeiter der Unternehmen von Rinat Achmetow marschierten am 15. Mai in Arbeitskleidung in fünf Städte. Man wolle keine politische Botschaft verbreiten, sondern die Ordnung wiederherstellen, wurden die Männer zitiert. Von prorussischen Paramilitärs und Zivilisten, die sie in den letzten Tagen und Wochen unterstützt hatten, wurde berichtet, dass sie verschwunden seien. Unter Einsatz ihrer Betriebsfahrzeuge begannen die Stahlarbeiter, Barrikaden zu demontieren, und gingen gemeinsam mit Polizisten auf Patrouillen. Aus der Stadt Mariupol wurden die prorussischen Paramilitärs vertrieben.
Am 20. Mai 2014 war der Außenminister der Ukraine auf Staatsbesuch in Berlin, wo man die Kiewer Position der Nichtteilnahme der Separatisten aus Donezk und Luhansk an den „Rundtisch-Gesprächen“ unterstützte, während Präsident Wladimir Putin erneut auf deren Teilnahme bestand.
Die „Volksrepubliken“ Donezk und Lugansk gründeten am 24. Mai 2014 eine Konföderation Neurussland, deren Flagge von einer Kriegsfahne der zaristischen Marine inspiriert war und offenbar nicht zufällig der Flagge der Konföderierten Staaten von Amerika ähnelte.
Am 26. Mai, einen Tag nachdem Petro Poroschenko zum Präsidenten gewählt worden war, besetzten regierungsfeindliche Kräfte den Flughafen von Donezk. Der Präsident hatte seine erste Dienstreise in das halbwegs verschonte Donezk unternehmen wollen, um zu vermitteln. Die Rebellenstellungen wurden von ukrainischen Kampfhubschraubern und Truppen angegriffen. Dabei wurden mindestens 50 Freischärler getötet; die Leichen von 31 von ihnen wurden in ihre Heimat Russland überführt. Der Journalist Christopher Miller besuchte am nächsten Tag den Zentralfriedhof, wo 33 Leichen angeliefert wurden. Fast alle hatten russische Pässe.
Am 27. Mai verlautete aus dem Umfeld des Gouverneurs der Oblast Donezk, Serhij Taruta, dass mittlerweile nur noch 20 % der kämpfenden Aufständischen aus der Region selbst stammten, die restlichen 80 % der „Söldner“ seien „importiert“. „Unsere klare Erwartung an Moskau ist, dass es seine Möglichkeiten einer Einflussnahme auf die unterschiedlichen Separatisten-Gruppen nutzt und gemeinsam mit der neuen ukrainischen Führung das weitere Einsickern von Kämpfern und Waffen über die russisch-ukrainische Grenze unterbindet“, sagte dazu der deutsche Außenminister Frank-Walter Steinmeier am 30. Mai. In den umkämpften Städten Slowjansk, Donezk oder Kramatorsk standen junge Ukrainer oft kampf- und kriegserfahrenen Freischärlern gegenüber.
Am 29. Mai wurde vor der Stadt Slowjansk von prorussischen Kräften ein Hubschrauber der ukrainischen Armee abgeschossen. Dabei wurden 14 ukrainische Soldaten getötet, darunter ein General. Der ukrainische Verteidigungsminister kündigte am 30. Mai an, der Einsatz der Armee werde so lange weitergeführt werden, „bis das normale Leben wieder Einzug in der Region hält“.
Seit dem Beginn der Offensive des ukrainischen Militärs Mitte April waren zu diesem Zeitpunkt in der Region bereits mehr als 200 Menschen getötet worden. Die Regierung in Kiew und das US-Außenministerium warfen Russland vor, die prorussischen Milizen mit weiteren Freischärlern und Waffen zu unterstützen, diesmal hatte Russland den Milizen Panzer und Raketenwerfer überlassen.
In der Nacht zum 14. Juni schossen prorussische Milizen eine Iljuschin Il-76 der ukrainischen Luftwaffe beim Landeanflug auf den Flughafen Luhansk mit einer Boden-Luft-Rakete vom Typ 9K38 Igla und großkalibrigen Maschinengewehren ab. Die neun Besatzungsmitglieder und 40 Fallschirmjäger kamen ums Leben. Der ukrainische Verteidigungsminister Mychajlo Kowal erklärte am 14. Juni bei einem Treffen mit Poroschenko, in den vergangenen Tagen seien mehr als 250 Freischärler getötet worden. Ein „bedeutender Teil“ von ihnen seien Russen gewesen.
Am 17. Juni sagte Andrij Parubij, Russland habe seine Truppen an der Grenze zur Ukraine wieder aufgestockt. Der russische Verteidigungsminister Schoigu bestätigte den Aufmarsch von Truppen an der ukrainischen Grenze als „Sicherheitsmaßnahme“. Pläne für einen Einmarsch dementierte der Vorsitzende des Verteidigungsausschusses der russischen Staatsduma, Wladimir Komojedow.
Die diplomatischen Beziehungen zwischen Kiew und Moskau verschlechterten sich im Juni 2014 weiterhin. Der ukrainische Außenminister Andrij Deschtschyzja erklärte, Russland verhindere nicht, dass Verstärkung für die Freischärler über die gemeinsame Grenze gelange. Sollte Russland weiterhin zur Verschärfung der Lage im Osten der Ukraine beitragen, müsse die Ukraine als „letztes Mittel“ die diplomatischen Beziehungen zu Russland abbrechen. Während der tatsächliche Einfluss Moskaus auf die Separatisten unbekannt bleibt, deuten Indizien auf eine Beteiligung „irgendwo zwischen bewusstem Wegsehen und aktiver Unterstützung“, Arsen Awakow zeigte online das Bordbuch eines Schützenpanzers, der am 31. Mai aus einem russischen Waffenplatz ausgebucht worden sein soll, schrieb die NZZ. So seien „Lastwagen mit Geschützen, gepanzerte Truppentransporter oder gar Kampfpanzer“ nicht Dinge, „die einem Grenzwächter einfach so entgehen, wenn er gerade kurz nicht aufgepasst hat“. In der Ukraine wurden Provokationen an der Grenze befürchtet, die zu einer offenen Intervention aus Russland führen könnten.
Bei Kämpfen zwischen Separatisten und Regierungstruppen sowie bei Angriffen auf öffentliche Einrichtungen waren von Mitte April bis Mitte Juni 2014 mehr als 300 Menschen ums Leben gekommen, wobei die weitaus meisten Zivilisten waren.

#### Waffenruhe der Regierung Ende Juni 2014

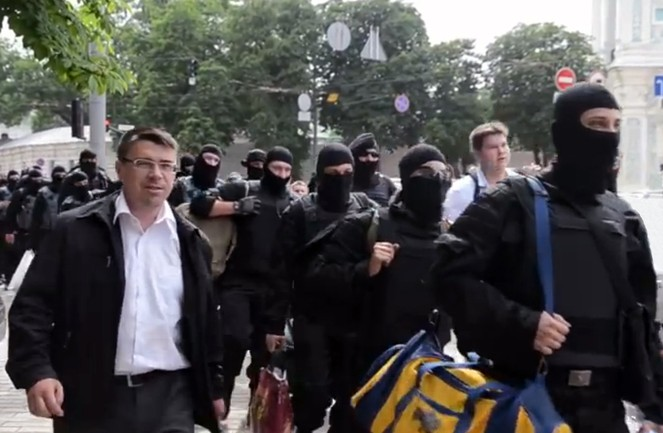
Freiwillige des Bataillon Asow, Juni 2014

Ab 21. Juni wurde vom ukrainischen Präsidenten Poroschenko einseitig ein einwöchiger Waffenstillstand ausgerufen, der zunächst von den Separatisten nicht angenommen, aber vom russischen Präsidenten – wie schon früher – unter dem Vorbehalt begrüßt wurde, dass die ukrainische Regierung direkte Gespräche mit den Separatisten führen solle. Während der ganzen zehntägigen Waffenruhe wurde das Hauptanliegen der Ukraine, eine bessere Kontrolle der Grenze durch Russland, von Russland zwar als Möglichkeit mit internationalen Beobachtern „erörtert“, wurde aber bis auf nur gerade die Beobachtung von 2 Zonen von je einigen hundert Metern Breite, dies erst einen Monat später, nicht umgesetzt.
Am 22. Juni bot Poroschenko in einer Fernsehansprache „gemäßigten Aufständischen“ Gespräche an. Mit militanten prorussischen Gruppen, die „Terrorakte, Morde oder Folter“ begangen hätten, sei hingegen kein Dialog möglich, auch stehe die territoriale Einheit der Ukraine nicht zur Disposition. Die prorussischen Separatisten erklärten, nur unter Vermittlung Russlands mit der Regierung in Kiew sprechen zu wollen.
Am 23. Juni verkündeten im Raum Donezk auch die prorussischen Separatisten eine Waffenruhe. Als Reaktion auf Poroschenkos Gesprächsangebot werde das Feuer bis zum 27. Juni eingestellt. Laut Separatistenführer Alexander Borodai könnten während der Feuerpause Verhandlungen über eine Friedensregelung beginnen. Unmittelbar vorausgegangen war ein Treffen von Separatistenführern mit der Schweizer Diplomatin Heidi Tagliavini als damaliger Vertreterin der OSZE und dem ukrainischen Ex-Präsidenten Leonid Kutschma als Abgesandtem Poroschenkos. Am 24. Juni wurde ein Hubschrauber der ukrainischen Regierung abgeschossen.
Mehrere Vertreter der Separatisten machten auch noch im Laufe des folgenden Wochenendes den „Abzug der ukrainischen Truppen aus den umkämpften Gebieten“ zur Bedingung für Gespräche.
Am 24. Juni forderte Putin den russischen Nationalitätsrat auf, die ihm vor Monaten gegebene Vollmacht, russisches Militär einzusetzen, wieder aufzuheben.
Die Reaktionen der Bewaffneten auf die Waffenruhe waren widersprüchlich, manche Gruppen hatten der Verlängerung des Waffenstillstands zugestimmt, andere Rebellengruppen setzten die Kämpfe offenbar fort. So eroberten Aufständische am 27. Juni eine Munitionsfabrik bei Donezk. Der Waffenstillstand wurde seitens der Separatisten einhundert Mal gebrochen und 27 ukrainische Soldaten verloren dabei ihr Leben. Trotz der Zwischenfälle gab Separatistenführer Borodai bekannt, die Verpflichtungen gegenüber der Ukraine erfüllt zu haben, nachdem die beiden Gruppen von OSZE-Beobachtern freigelassen worden waren, die seine Leute vor einiger Zeit verschleppt hatten. Die ebenfalls geforderte Übergabe mehrerer Grenzposten an der Grenze zu Russland durch die Rebellen an ukrainische Verbände erfolgte jedoch nicht.

#### Abbruch der Waffenruhe und ukrainische Rückeroberung von Slowjansk und Vormarsch auf Donezk und Luhansk
In einer Telefonkonferenz mit den Präsidenten Russlands, Frankreichs und der deutschen Bundeskanzlerin am 29. Juni 2014 beklagte der ukrainische Präsident Poroschenko, dass Russland noch immer Kämpfer und Kriegsgerät über die Grenze in die Ostukraine schleuse und sich die Kämpfer der Separatisten nicht an den Waffenstillstand hielten. Am gleichen Tag demonstrierten in Kiew Angehörige der freiwilligen Kampfverbände gegen eine Verlängerung der von Präsident Poroschenko verfügten Waffenruhe. Sie forderten ihn auf, das Kriegsrecht zu verhängen und die ausgesetzte Antiterroroperation gegen prorussische Bewaffnete in der Ostukraine wieder aufzunehmen. Am Folgetag verkündete der ukrainische Präsident Petro Poroschenko, dass man die ausgelaufene Waffenruhe in der Ostukraine nicht verlängert habe, sondern die „Antiterroroperation der Armee gegen die Separatisten“ fortsetze.
Ab dem 1. Juli beschossen die ukrainischen Streitkräfte wieder Stellungen von Separatisten im Osten der Ukraine. Auch die Luftwaffe kam zum Einsatz, wobei regierungsfeindliche Kräfte den Abschuss zweier Flugzeuge meldeten.
Am 3. Juli bestätigte das ukrainische Parlament Walerij Heletej als neuen Verteidigungsminister. Am selben Tag umstellten Angehörige des Bataillons Donbass in Kiew das ukrainische Parlament. Als Begründung wurde angegeben, man befürchte terroristische Anschläge von prorussischen Gruppen. Währenddessen lieferte sich die Armee mit den Separatisten einen Artillerie-Schusswechsel bei Slowjansk.

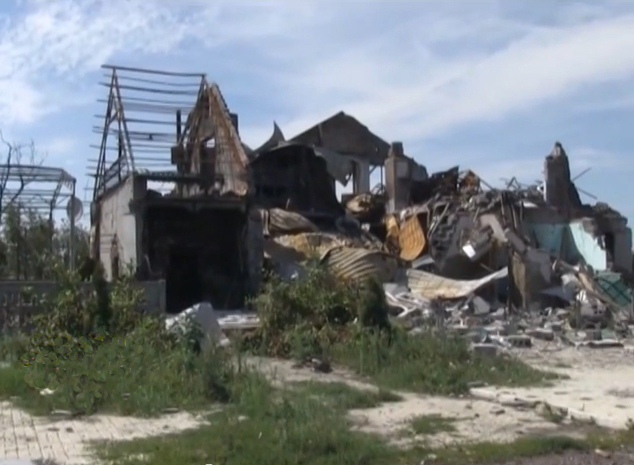
Zerstörtes Haus in der Oblast Donezk, Juli 2014

Am 5. Juli 2014 hatte die ukrainische Armee die Stadt Slowjansk von den Separatisten zurückerobert. Diese konzentrierten sich darauf, Donezk zu halten, und hatten sich auch aus Kramatorsk zurückgezogen. Bis zum 7. Juli 2014 nahm die ukrainische Armee weitere Ortschaften ein, darunter die größeren Städte Druschkiwka, Bachmut und Kostjantyniwka.
Nach diesem Vormarsch waren Teile der Truppen gebunden, weil sie verminte Gebäude und Straßen in diesen Städten säubern mussten. 700 Minen an Häusern, Brücken und Straßen seien alleine bis zum 7. Juli entschärft worden. Zwei Eisenbahnbrücken und eine Straßenbrücke wurden von den Separatisten zerstört. RIA zitiert zudem einen Oberst a. D., der sagt, es käme zu einer Wende zu Gunsten Kiews, wenn es den ukrainischen Regierungskräften gelingt, die Kontrolle über die Grenzübergänge in den Gebieten Donezk und Luhansk zu übernehmen. (Damit könnte der implizit erwähnte Nachschub der Separatisten unterbunden werden.)
Am 14. Juli ging ein ukrainisches Transportflugzeug An-26 südöstlich von Luhansk verloren, zwei Besatzungsmitglieder wurden getötet, 2 wurden von Separatisten festgehalten, 4 weitere entkamen. Der ukrainische Verteidigungsminister Heletej machte indirekt Russland für den Abschuss mitverantwortlich. Die Maschine sei in 6500 Meter Höhe von einer Rakete getroffen worden und die Separatisten besäßen keine derart leistungsfähigen Waffen, sodass die Rakete wahrscheinlich von Territorium Russlands aus abgefeuert worden sei oder ein russisches Jagdflugzeug die ukrainische Transportmaschine abgeschossen habe. Separatisten übernahmen die Verantwortung für den Abschuss.
In der zweiten Julihälfte gelangten die Großstadt Sjewjerodonezk, die Stadt Rubischne und der Eisenbahnknoten Popasna in der Oblast Luhansk sowie die Stadt Torezk in der Oblast Donezk unter Kontrolle der ukrainischen Regierungstruppen, während sich die Separatisten in Richtung Donezk zurückzogen und dort Stellungen bei den Städten Awdijiwka und Horliwka ausbauten.

#### Abschuss des Fluges MH17 und weiterer Kriegsverlauf

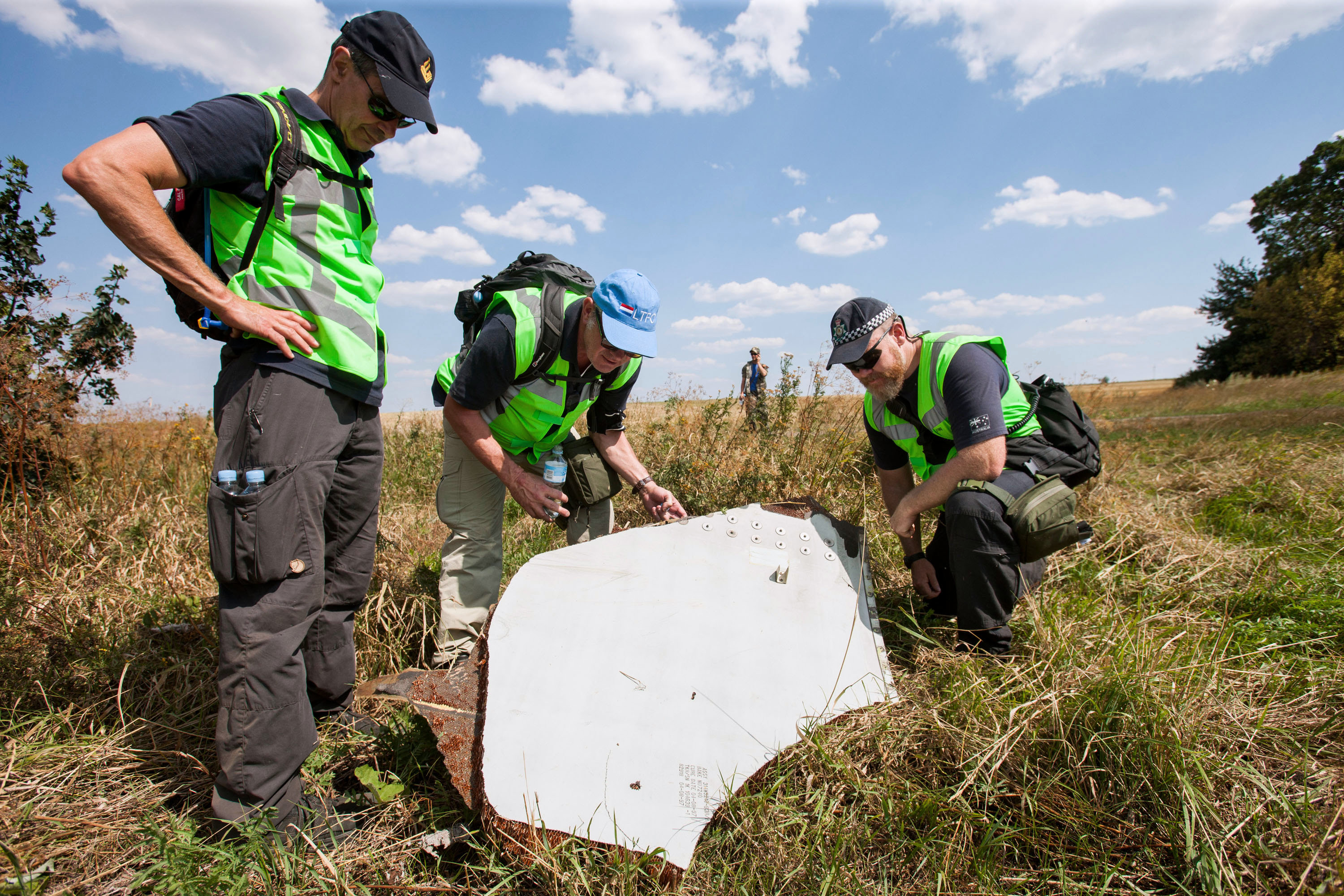
Niederländische Beamte bei der Absturzstelle von MH17

Am 17. Juli 2014 wurde eine Boeing 777, unterwegs als Malaysia-Airlines-Flug 17, mit 298 Menschen an Bord östlich von Donezk abgeschossen. Schon gleichentags verwiesen Medien weltweit auf Widersprüche, in die die Rebellen sich vor ihrem Dementi verstrickt hätten: Separatistenführer Strelkov habe über den Abschuss eines militärischen Frachtflugzeugs in dem russischen Online-Netzwerk vk.com gepostet; dieser Eintrag wurde wenig später gelöscht.
Ein im Januar 2015 veröffentlichter Recherchebericht eines Teams aus Experten des Algemeen Dagblad aus Rotterdam, der Netzwerkspezialisten Correctiv sowie Mitarbeitern des Spiegel kam zu der Feststellung, dass der Abschuss von MH17 weder durch die Kiewer Regierungstruppen noch durch die Separatisten, sondern durch das russische Militär selbst erfolgte von einem Platz aus, der durch die Separatisten kontrolliert wurde. Der Abschuss erfolgte per Boden-Luft-Rakete durch das Buk-Flugabwehrraketensystem mit der Kennung 3x2 – das Zeichen x steht hier für eine vom Militär unkenntlich gemachte Zahl – der 53. Flugabwehrbrigade aus Kursk. Der offizielle Untersuchungsbericht bestätigte den Abschuss durch das Buk-System, während für die Strafuntersuchung Australien, Belgien, Malaysia, die Niederlande und die Ukraine im September 2017 eine weitere Zusammenarbeit zur Ermittlung der Verantwortlichen vereinbarten.
Am 22. Juli gaben Vertreter der USA bekannt, dass das russische Rostow am Don, ihren Erkenntnissen nach, die logistische Drehscheibe für die Unterstützung der Separatisten durch Russland sei. Panzer, Raketenwerfer und andere Waffen seien auch noch nach dem Abschuss des malaysischen Passagierflugzeuges in die Ukraine gesandt worden.
Um ihre Vorwürfe einer Beteiligung Russlands an den Kämpfen zu untermauern, veröffentlichten die USA am 27. Juli unkommentiert kommerziell erhältliche Luftaufnahmen des Anbieters DigitalGlobe, die Selbstfahrlafetten und Brandspuren von Mehrfachraketenwerfern auf der russischen Seite der ukrainisch-russischen Grenze zeigen sollten. Direkt auf den Bildern wurden Einschlagkrater in der Ukraine bei ukrainischen Truppen den Abschussstellungen in Russland zugeordnet. Die Interpretation der Bilder wurde den Medien überlassen. Die Aussagen waren dementsprechend unterschiedlich; US-Medien sprachen von „russischer Artillerie“, andere Medien nur von „russischen Kräften“. Gemäß dem vom Spiegel befragten Experten ist die wichtigste Information, „dass hier keine Amateure am Werk sind. Um solche Artilleriemanöver und Raketenangriffe zu fahren, muss man ausgebildet sein.(…) Wer sie ausgebildet hat, verraten die Aufnahmen nicht“. Bellingcat veröffentlichte im Dezember 2016 eine ausführliche Studie zu 149 Stellungen, von denen „ohne Zweifel“ in die Ukraine geschossen worden war. Weitere 130 Stellungen wurden dabei trotz ihrer Sichtbarkeit auf den kommerziell erhältlichen Satellitenbildern nicht in die Kategorie der gesicherten Beschüsse aufgenommen, ebenso wenig Positionen, die mehr als 2 km von der Grenze entfernt waren.
Der Nationale Sicherheits- und Verteidigungsrat der Ukraine gab am 23. Juli 2014 den Verlust von zwei Erdkampfflugzeugen vom Typ Suchoi Su-25 bekannt. Die beiden Maschinen sollen mit Flugabwehrraketen von russischem Territorium aus in einer Höhe von 5200 Metern abgeschossen worden sein. Die Piloten konnten sich mit dem Schleudersitz retten.
Weiter soll laut der ukrainischen Nachrichtenagentur UNIAN ein Raketenwerfer des Typs Tornado mit anderen schweren Waffen die Grenze überquert haben, also ein System, das sonst nur in Russland existiert. Es wurden innerhalb weniger Tage zudem mehrere russische Drohnen gesichtet oder abgeschossen, die der Feuerleitung der schweren Artillerie der Separatisten dienen.
Wöchentlich wurden im Juli im Donbass mehrere Brücken gesprengt und private Anlagen oder Infrastruktur zerstört. Es konnten auch mehrere Terror-Anschläge auf Brücken außerhalb umkämpfter Gebiete verhindert werden. Das Eisenbahnunternehmen der Ukraine beziffert die Schäden aus Terrorakten auf dreihundert Millionen Dollar.

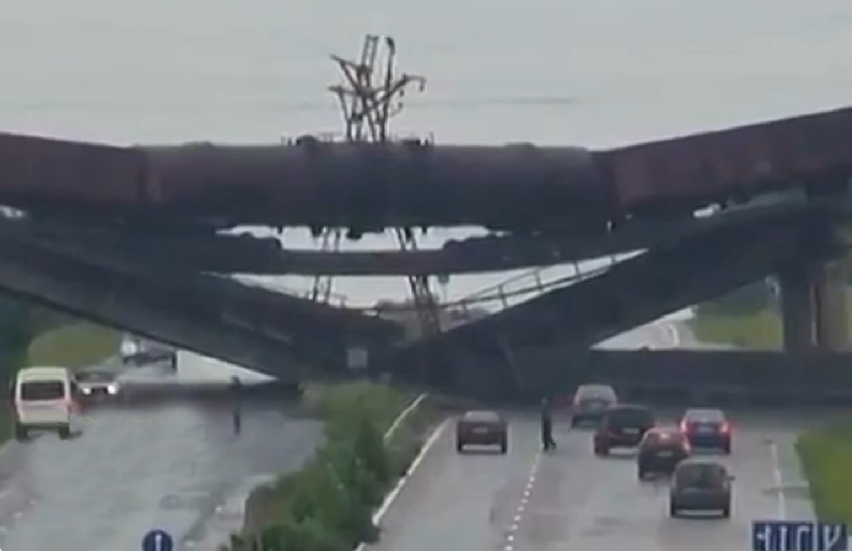
Donezbecken, 25. Juli 2014, von Separatisten gesprengte Brücke

Am 30. Juli 2014 rief der ukrainische Präsident Poroschenko die Separatisten zu Gesprächen in der Hauptstadt von Belarus auf, die dort unter Vermittlung des belarussischen Präsidenten Alexander Lukaschenka stattfänden. An diesen Gesprächen solle außer dem früheren Präsidenten Leonid Kutschma und Vertretern der OSZE auch der russische Botschafter in Kiew teilnehmen: Die Separatisten gaben keine eindeutige Antwort auf dieses Angebot
Am 31. Juli 2014 gab die ukrainische Regierung an, die Rebellen aus Awdijiwka vertrieben zu haben.

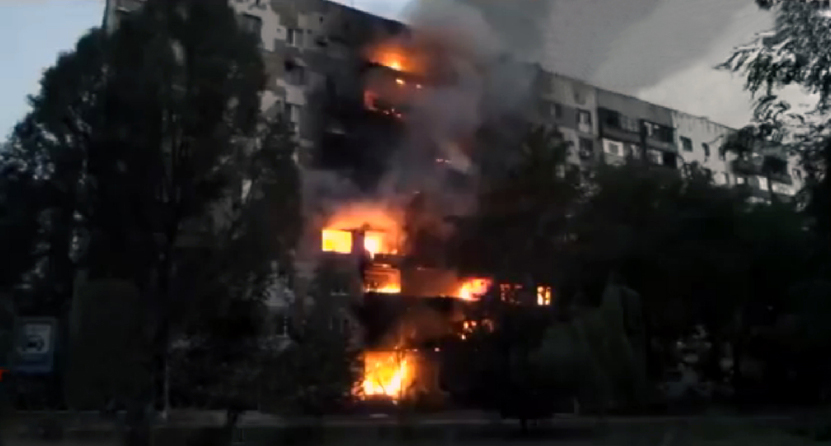
Schachtarsk, 3. August 2014

Westliche Beobachter schätzten weiterhin, dass Russland die Zahl seiner Bodentruppen an der ukrainischen Grenze auf 17 Bataillone mit bis zu 45.000 Soldaten aufgestockt habe. Vereinzelte Sichtungen von Fahrzeugen Russlands mit aufgemalten Friedenstruppensymbolen in dem Gebiet wurden als Vorbereitung einer möglichen Intervention unter dem Deckmantel einer Friedensmission interpretiert. Ukrainische Truppen drängten die Separatistenverbände derweil nach ukrainischen Regierungsangaben weiter zurück und schnitten die Stadt Donezk vom übrigen Gebiet der Separatisten ab, nicht jedoch vor der löchrigen Grenze zu Russland. Nach wie vor schlossen sich Freiwillige aus Russland den Separatisten als Söldner an und wurden schwere Waffen aus Russland geliefert.
Am 10. August wurde gemeldet, dass die ukrainische Armee Donezk eingekesselt habe. Am 11. August warnte die deutsche Bundesregierung Russland vor „eigenmächtigen Ukraine-Hilfen“ und EU-Kommissionspräsident Jose Manuel Barroso warnte Wladimir Putin vor einem militärischen Eingreifen in der Ukraine.

#### Russischer „Hilfskonvoi“ August 2014 sowie Grenzübertritt russischer Militärtechnik
Am 12. August 2014 brach von der russischen Militärbasis Alabino im Südwesten Moskaus ein russischer Hilfskonvoi mit 280 Lastwagen, angeblich zwecks Transports von humanitären Hilfsgütern, zur Ostukraine auf und sollte das Kriegsgebiet laut den ursprünglichen Plänen über ukrainisches Gebiet erreichen. Das Internationale Komitee vom Roten Kreuz (IKRK) war bereit, „die Fracht zu übernehmen und zu verteilen“, und forderte Sicherheitsgarantien sowie Informationen hinsichtlich der Fracht. Viele Lastwagen waren kaum beladen oder sogar leer; die russischen Behörden erklärten, dass dies dem maximalen Ladegewicht und der Notwendigkeit von Reservefahrzeugen geschuldet sei – eine für Russen „lächerliche Begründung“ für einen als Arbeitstier sowie zwölfmaligen Rallye-Dakar- und achtmaligen Africa-Eco-Race-Gewinner bekannten Lastwagentyp. Der Großteil des Konvois überquerte die Grenze unkontrolliert: Am 22. August rückten Teile des Konvois ohne Zustimmung der Ukraine auf ukrainisches Gebiet vor. Das Rote Kreuz hatte die von der Ukraine verlangte Begleitung des Konvois durch seine Mitarbeiter aus Sicherheitsgründen abgelehnt. Der staatliche Nachrichtensender Rossija 24 sendete am 26. August 2014 eine TV-Reportage aus der Maschinenbaufabrik Luhansk. Dort war davon die Rede, eine Maschinenfabrik habe ihre Produktion von Luhansk nach Russland verlegt. Tatsächlich waren die Lastwagen nach dem Entladen der wenigen Hilfsgüter auf Parkplätzen vor Maschinenfabriken gesammelt worden. Journalisten wurden nicht mehr in die Nähe gelassen. Nach Beobachtung lokaler Journalisten verließen die Lastwagen die Maschinenfabriken beladen. Ukrainische Fabriken produzierten wichtige Teile für russische Panzer, Flugzeuge und Schiffsantriebe, schon im Dezember 2013 wurde die Wichtigkeit der ukrainischen Lieferungen betont und am 1. Januar 2014 trat eine russische Verordnung in Kraft, welche die Abhängigkeit vom Ausland reduzieren helfen sollte. Währenddessen hatte die Regierung in Kiew am 14. August einen eigenen Hilfskonvoi von 75 Fahrzeugen losgeschickt.
Am 15. August geriet nach ukrainischer Darstellung eine russische Militärkolonne auf ukrainischem Gebiet unter Artilleriefeuer, die Meldung wurde zwar kontrovers aufgenommen, jedoch sollen russische Truppen nach Angaben russischer Menschenrechtler beim verdeckten Munitionstransport für Separatisten mehr als 100 Soldaten verloren haben. Am 14. August 2014 überschritten unter den Augen britischer Journalisten 23 Militärfahrzeuge die Grenze der Ukraine. In einer Videobotschaft am 16. August 2014 verkündete Separatistenführer Alexander Sachartschenko, man sei im Begriff, 150 gepanzerte Fahrzeuge und 30 Panzer zu erhalten. Sachartschenko gab wiederholt zu, dass 1000 russische Freiwillige in den Reihen der Separatisten kämpfen. Am 17. August wurde bekannt, dass ein weiteres Militärflugzeug der ukrainischen Armee von den Separatisten abgeschossen worden war, und erneut wurde behauptet, dass diese Verstärkung aus Russland erhielten. Der Sprecher des russischen Präsidenten kommentierte die Aussagen des Separatistenführers vom Vortag und bestritt zumindest die Lieferung von Militärtechnik.
Ukrainische Stellen meldeten den Verlust eines weiteren Hubschraubers und die Eroberung von zwei Schützenpanzern der 76. Luftlandedivision Russlands bei Luhansk. Russische Medien dementierten die Meldung umgehend und gaben an, die bei den Fahrzeugen gefundenen russischen Unterlagen seien seit fünf Jahren veraltet, jedoch konnte ein Journalist im Heimatort der Einheit zwei neue Gräber fotografieren, dazu wurde in Woronesch die Beerdigung eines Zugführers der Einheit gemeldet.
Die NATO warf der Russischen Föderation erstmals öffentlich vor, Artillerieeinheiten über die Grenze in die Ukraine geschickt und sie gegen ukrainische Truppen eingesetzt zu haben. Als die russische Moderatorin einer News-Sendung einen Militär bat, die Anwesenheit russischer Truppen in der Ukraine glaubwürdig zu dementieren, erhielt sie zur Antwort, sie solle diese Frage nicht stellen, weil die Antwort eine Lüge wäre.

#### Intervention regulärer russischer Streitkräfte Mitte August 2014

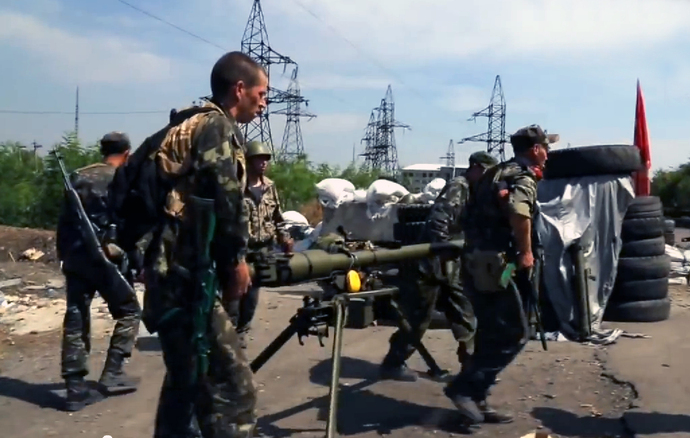
Rebellen in Ilowajsk, August 2014

Bis Anfang August waren die von den Separatisten gehaltenen Gebiete kontinuierlich zusammengeschrumpft. Die Regierungskräfte schienen kurz zuvor die Kontrolle über die Grenze wiederzuerlangen und einen Keil zwischen die beiden Volksrepubliken DNR und LNR zu treiben; am 20. August erlangten sie die Kontrolle über Ilowajsk. Der neu ernannte Ministerpräsident der DNR Alexander Sachartschenko erklärte am 15. August, dass substanzielle Verstärkung aus Russland eingetroffen sei, bestehend aus 1.200 in Russland ausgebildeten Kombattanten, 150 gepanzerten Fahrzeugen und 30 Panzern. Am 24. August erfolgte ein Überraschungsangriff von 4000 regulären russischen Armeeeinheiten mit T-72-Panzern der 6. Panzerbrigade und Fallschirmjägern auf Ilowajsk. Dabei kam das Modell T-72B3 zum Einsatz, das von Russland, aber nicht von der Ukraine verwendet wurde. Am 26. August wurden zehn festgenommene russische Fallschirmjäger im ukrainischen Fernsehen präsentiert. Die russische Seite behauptete, die in 20 Kilometer Entfernung von der russischen Grenze in Gefangenschaft geratenen Soldaten hätten sich verlaufen. Einen Tag später wurde die Stadt Nowoasowsk an der Küste des Asowschen Meeres eingenommen. Die Separatisten und russischen Nationalisten verwendeten den Begriff „Nordwind“ für die verdeckte Intervention Russlands im Donbass.
Reguläre russische Soldaten kämpften laut Separatistenführer Alexander Sachartschenko „freiwillig“ für die Separatisten in der Ukraine. Die russische Menschenrechtsorganisation Memorial hält die freiwillige Teilnahme von Soldaten „im Urlaub“ ohne Genehmigung durch die militärische Führung für völlig unglaubwürdig. Auch die NATO gab am 28. August bekannt, dass russische Truppen die Grenze zur Ukraine überquert hätten. Artillerie und andere Fahrzeuge der russischen Streitkräfte hätten nach Satellitenaufnahmen die Grenze überschritten und etwa 1000 Soldaten rückten bei Mariupol vor. Die Truppen hätten ihre Identität verschleiert und trügen weder Hoheitsabzeichen noch andere Identifikationsmerkmale an ihren Uniformen.
Der Präsident Polens Bronisław Komorowski sprach bereits von der Durchführung einer Invasion Russlands in der Ukraine. US-Präsident Obama gab sich überzeugt, dass russische Truppen das Territorium der Ukraine mehrfach vorsätzlich verletzt hätten, und zwar um die sich abzeichnende militärische Niederlage der Aufständischen zu verhindern.
Die Presse berichtete am gleichen Tag von der Einkesselung von rund 7000 ukrainischen Soldaten im südöstlich von Donezk gelegenen Ilowajsk bei Charzysk. In Gesprächen mit Bewohnern von Ilowajsk sprachen diese davon, dass es russische Soldaten waren, die als „Friedenstruppen“ mit den Ukrainern kämpften. Nach ukrainischen Angaben kamen 366 unbewaffnete ukrainische Soldaten beim mit Russland vereinbarten „sicheren Abzug“ ums Leben.
Am 30. August 2014 meldete das ukrainische Militär, dass russische Panzer das Dorf Nowoswitliwka stark unter Beschuss nähmen und praktisch „jedes Haus“ zerstörten. Am 1. September 2014 meldeten ukrainische Truppen am Flughafen Luhansk einen Angriff eines russischen Panzerbataillons. Nach schweren Verlusten zogen sich die ukrainischen Truppen vom Flughafen zurück. Dafür machte die Ukraine Russland verantwortlich. Am 3. September fuhr ein großer Konvoi der russischen Truppen von Ilowajsk aus wieder zurück über die Grenze nach Russland. Die OSZE-Beobachtermission berichtete am 4. September über vermehrte militärische Aktivitäten in und um Mariupol, über schwere Kämpfe in Schyrokyne (24 km östlich von Mariupol) und Besimenne (34 km östlich von Mariupol) zwischen der ukrainischen Armee und irregulären Einheiten.

### Protokolle von Minsk und vorläufige Stabilisierung des Konfliktes

#### Unterzeichnung des Protokolls von Minsk
Bereits im Mai 2014 bezeichnete Deutschland die Schließung der russischen Grenze als wichtigste Maßnahme – es wurde zu einem Kriterium des am 5. September 2014 unterzeichneten Protokolls von Minsk („Minsk I“), welches das Einfrieren der Front unter Aufsicht der OSZE vorsah, die Überwachung der russischen Grenze durch die OSZE sowie ein Rückzug schwerer Waffen. Die Überwachung der russischen Grenze war aber selbst im Dezember 2014 noch nicht erfüllt worden, obschon die Chefunterhändlerin der OSZE dies eine Grundvoraussetzung nannte. Russland erklärte gar, eine „Bewachung der russisch-ukrainischen Grenze durch internationale Beobachter (sei) nicht möglich.“

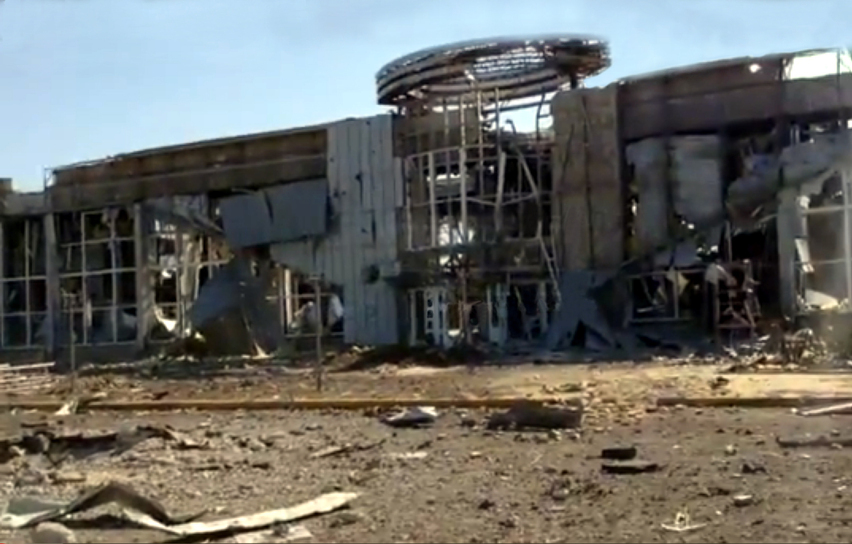
Zerstörter Flughafen Luhansk, September 2014

Der Waffenstillstand blieb von Anfang an brüchig – weiterhin starben innerhalb eines Monats über 300 Menschen, die ersten Zivilisten keine drei Tage nach dem Abkommen.
Ein russischer „Hilfskonvoi“ mit 220 Lastwagen querte die Grenze im September völlig unkontrolliert, womöglich mit Waffen, bis am 21. Dezember 2014 waren zehn Konvois angekommen, alle größtenteils unkontrolliert.
Ende September 2014 kam es trotz Waffenstillstands zu einer zweiten Schlacht um das weitläufige Gelände um den Flughafen Donezk. Sämtliche Anlagen des Flughafens wurden innerhalb von drei Monaten durch Artillerie- und Panzerbeschuss nahezu vollständig zerstört.
Der Donezker Separatistenführer Sachartschenko erklärte im Oktober, seine Verbände hätten seit dem Abkommen über den Waffenstillstand 38 Ortschaften erobert. Während der russische Präsident die Grenzen der Ukraine „unterstütze“, wurden weitere Panzer aus Russland in die Ukraine verschoben. Pro Tag melden ukrainische Stellen bis 40 Feuerüberfälle durch feindliche Truppen.
In verschiedenen Verlautbarungen der Separatisten wurden laut RIA Novosti Gebietsansprüche ausgedrückt, wobei explizit von „befreien“ und von Mariupol die Rede war und der Satz fiel: „Vorgestern haben wir damit begonnen, das Feuer zu erwidern“. Putin sagte, die Ukraine müsse sich nicht „an das eine oder andere Dorf klammern“, wenn sie die Einheit des Landes erhalten wolle.

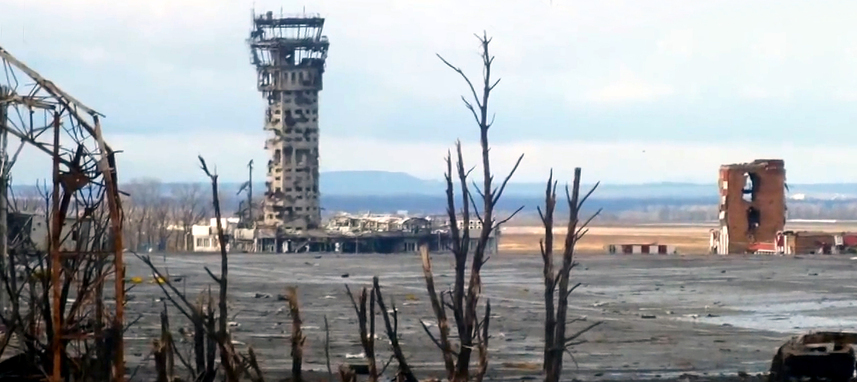
Zerstörter Flughafen Donezk im Januar 2015

Die OSZE meldete im November, die Milizen hätten seit Beginn der Waffenruhe neue Gebiete unter ihre Kontrolle gebracht, und warnte vor der Gefahr einer Eskalation des Konflikts. Kämpfe dauerten an um das Elektrizitätswerk von Luhansk, um die Verbindungsstraße von Luhansk nach Donezk bei Debalzewe sowie um den Flughafen von Donezk. Der Vize-Generalsekretär der UNO erklärte, es gäbe keine Zweifel, dass die russisch-ukrainische Grenze durchlässig sei und dies den Friedensprozess erschwere.
Am 4. Dezember 2014 hielt Wladimir Putin – wie alljährlich – im Kreml seine Rede zur Lage der Nation, wobei er von der Wiedergewinnung der Krim als einer „heiligen Leistung“ sprach. Gleichzeitig drohte er dem Westen mit der Stärke seiner Armee.

#### Wahlen in der Ukraine 2014
Bei den ukrainischen Parlamentswahlen vom 27. Oktober errangen proeuropäische Parteien eine Mehrheit. Die Wahl konnte in den Separatistengebieten nicht stattfinden. Der Friedensplan hatte dort Kommunalwahlen nach ukrainischem Recht vorgesehen, als Datum dafür war Mitte September der 7. Dezember bekannt gegeben worden.
Trotzdem fanden am 2. November entgegen der Bestrebungen der OSZE-Kontaktgruppe in den abtrünnigen Gebieten in Donezk und Lugansk gemäß Formulierung der OSZE „sogenannte Wahlen“ statt. Die OSZE schloss eine Beobachtung des Vorganges aus, da er den Friedensplan gefährde. Diese Meinung teilte UNO-Generalsekretär Ban Ki-moon, dessen Ansprache und Erklärungen das Wort „Wahlen“ konsequent in Anführungszeichen stellten. Dabei konnten gemäß Angaben des Vorsitzenden der zentralen Wahlkommission in Donezk auch ausländische Freischärler mitstimmen. Separatistenführer Sachartschenko wurde zum Sieger in der so genannten „Volksrepublik Donezk“ erklärt, Igor Plotnizki in der „Volksrepublik Lugansk“. Wer sich beteiligte, konnte nach Abgabe des Stimmzettels zu symbolischen Preisen Lebensmittel nach Hause nehmen. Die Tagesschau kommentierte: „Sich das Wählen bezahlen lassen zu müssen, ist schlimm, es sich mit Lebensmitteln bezahlen lassen zu müssen, ist tragisch.“ Nur Russland erkannte die „Wahl“ an.
Als Reaktion auf die umstrittenen Wahlen kündigte der ukrainische Präsident Poroschenko Anfang November 2014 an, nach der Verletzung des Abkommens von Minsk werde die Regierung in Kiew nun ihren Handlungsplan „überarbeiten“. Die in der Ostukraine abgehaltenen Wahlen hätten „den gesamten Friedensprozess in Gefahr gebracht und die Lage im Donbass erheblich verschlechtert.“
Im Dezember verkündete die Regierung in Kiew für die Ostukraine einseitig eine befristete Feuerpause, der sich die Aufständischen im Donbass anschlossen. Die „formlos“ zustande gekommene beidseitige Waffenruhe brachte, im Gegensatz zu dem vor Monaten in Minsk ausgehandelten Waffenstillstand, der seit dem 5. September in Kraft war, für eine gewisse Zeit eine Beruhigung, bevor im Januar wieder heftige Gefechte unter anderem am Flughafen von Donezk ausbrachen.

#### Unterzeichnung des Abkommens von Minsk II

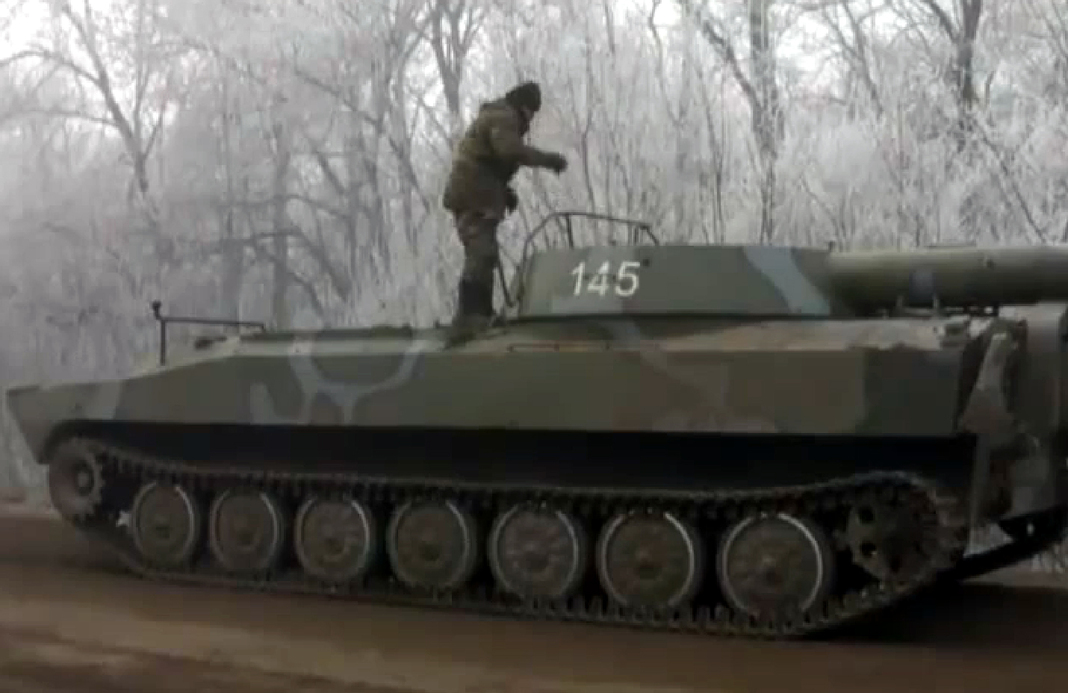
Ukrainischer Minenräumpanzer UR-77 nahe Debalzewe im Februar 2015

Anfang 2015 kam es erneut zu schweren Kämpfen um den Flughafen Donezk, der Hafenstadt Mariupol und dem Bahnknotenpunkt Debalzewe. Aufgrund dessen trafen sich am 11. Februar 2015 die Führer des Normandie-Formats zur Aushandlung eines erneuten Waffenstillstandes. Am 12. Februar 2015 wurde in Minsk mit der Unterzeichnung eines neuen Waffenstillstands („Minsk II“) ein erneuter Versuch einer Deeskalation und Befriedung unternommen.
Bereits am 17. Februar 2015 wurde der Waffenstillstand durch die Eroberung von Debalzewe durch die von russischen Truppen und den von Russland unterstützten Separatisten gebrochen.
Der im Abkommen erneut vereinbarte Rückzug schwerer Waffen und deren Verbleib konnte von der OSZE auf ukrainischer Seite durch wiederholte Besuche dokumentiert werden. Zum Verbleib der schweren Waffen auf Seiten der Milizen verfügte die OSZE bis Mitte März 2015 über keine Informationen. Der Waffenstillstand wurde erst nach einer neuen Vereinbarung ab dem 1. September 2015 größtenteils eingehalten, weiterhin beobachtete die OSZE jedoch Kampfpanzer in den besetzten Gebieten, die nicht den Rückzugsgebieten entsprachen, wobei die Drohnen der OSZE immer wieder und anhaltend bis zum Kontrollverlust elektronisch gestört wurden.

#### Nach Minsk II

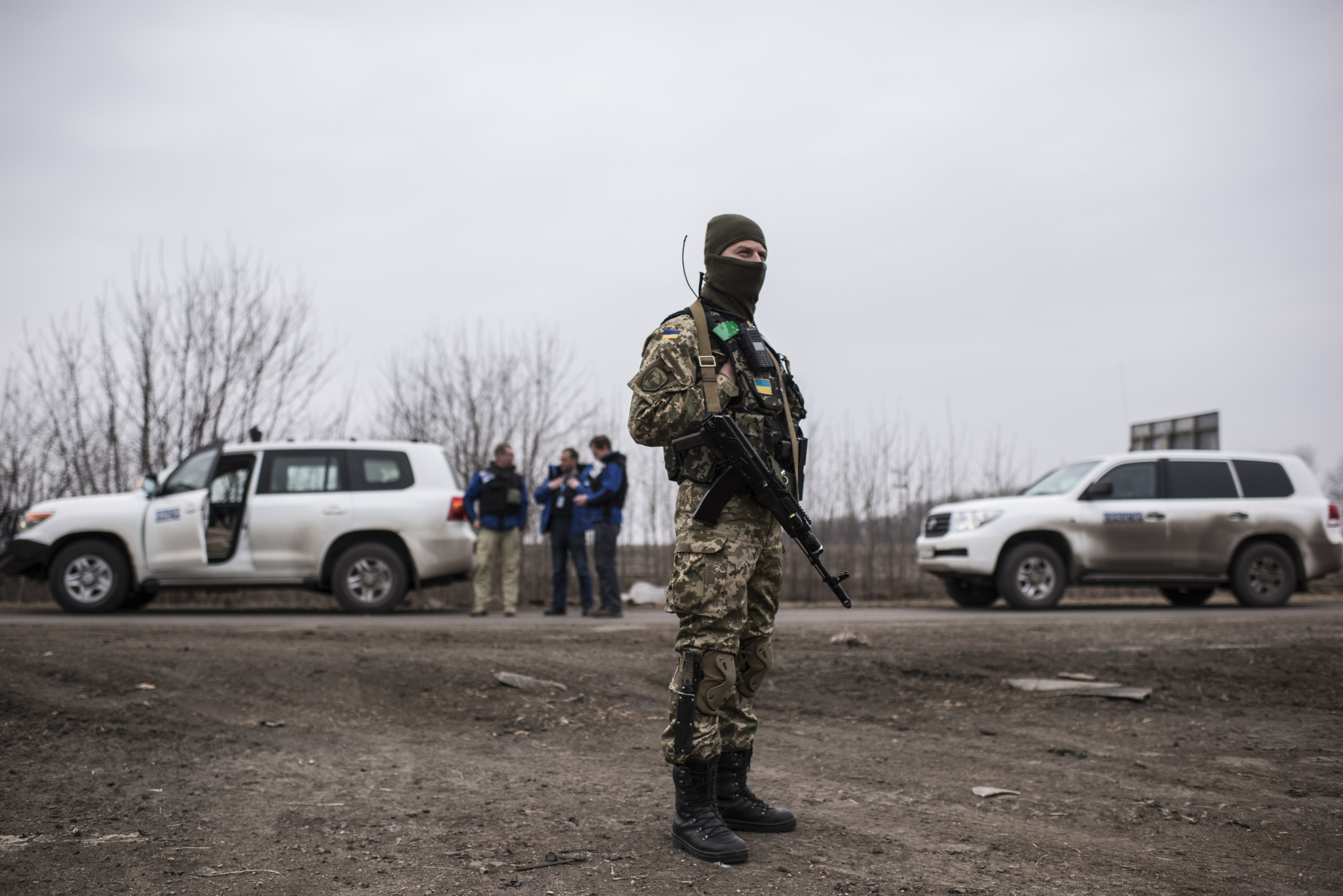
Beobachter der OSZE bei einer Stellung der ukrainischen Truppen im März 2015

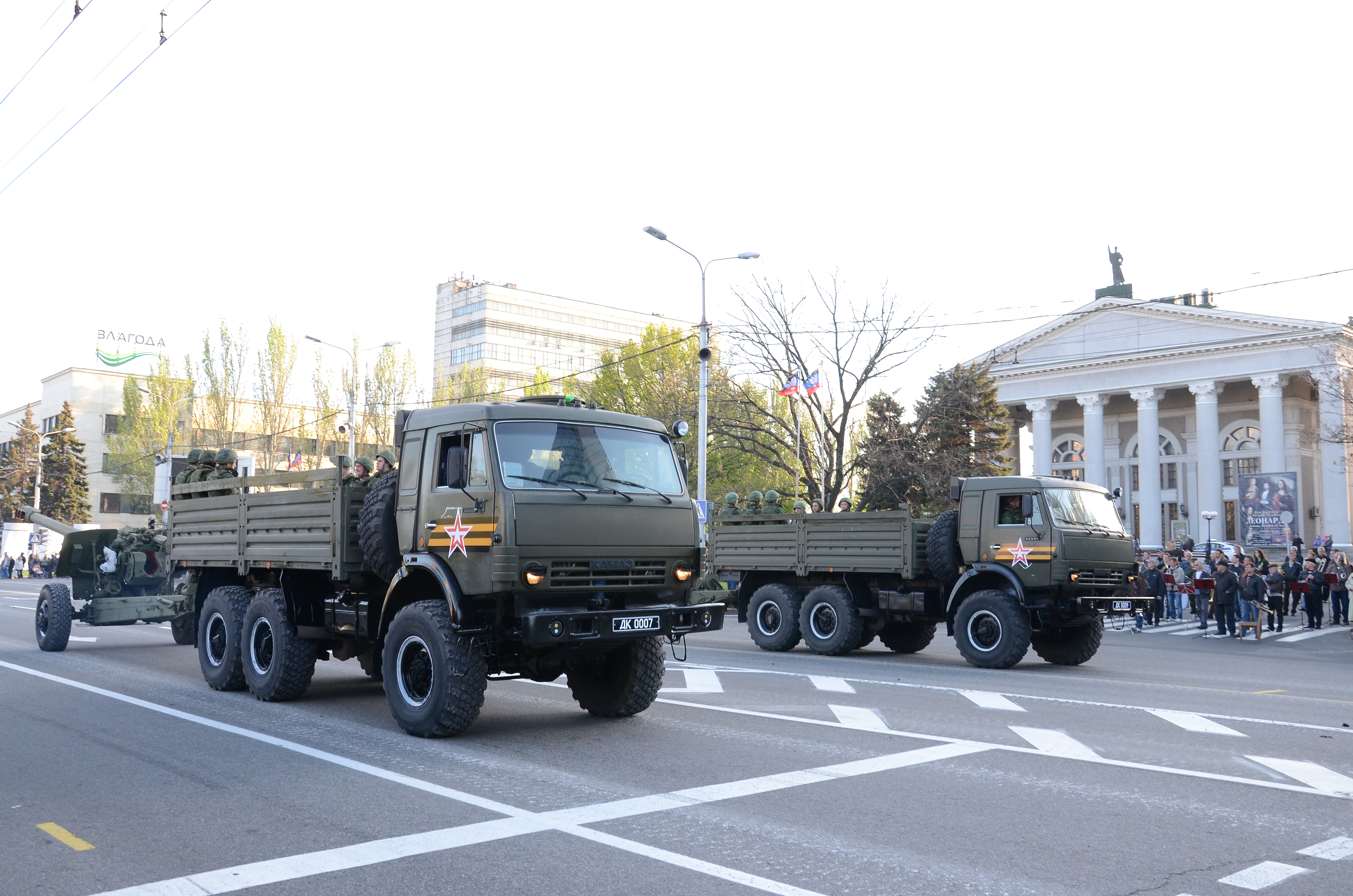
Probe zur Parade in Donezk vom 9. Mai mit schweren Waffen. Die Parade in Donezk verstieß nach Angaben der OSZE gegen das Minsker Abkommen.

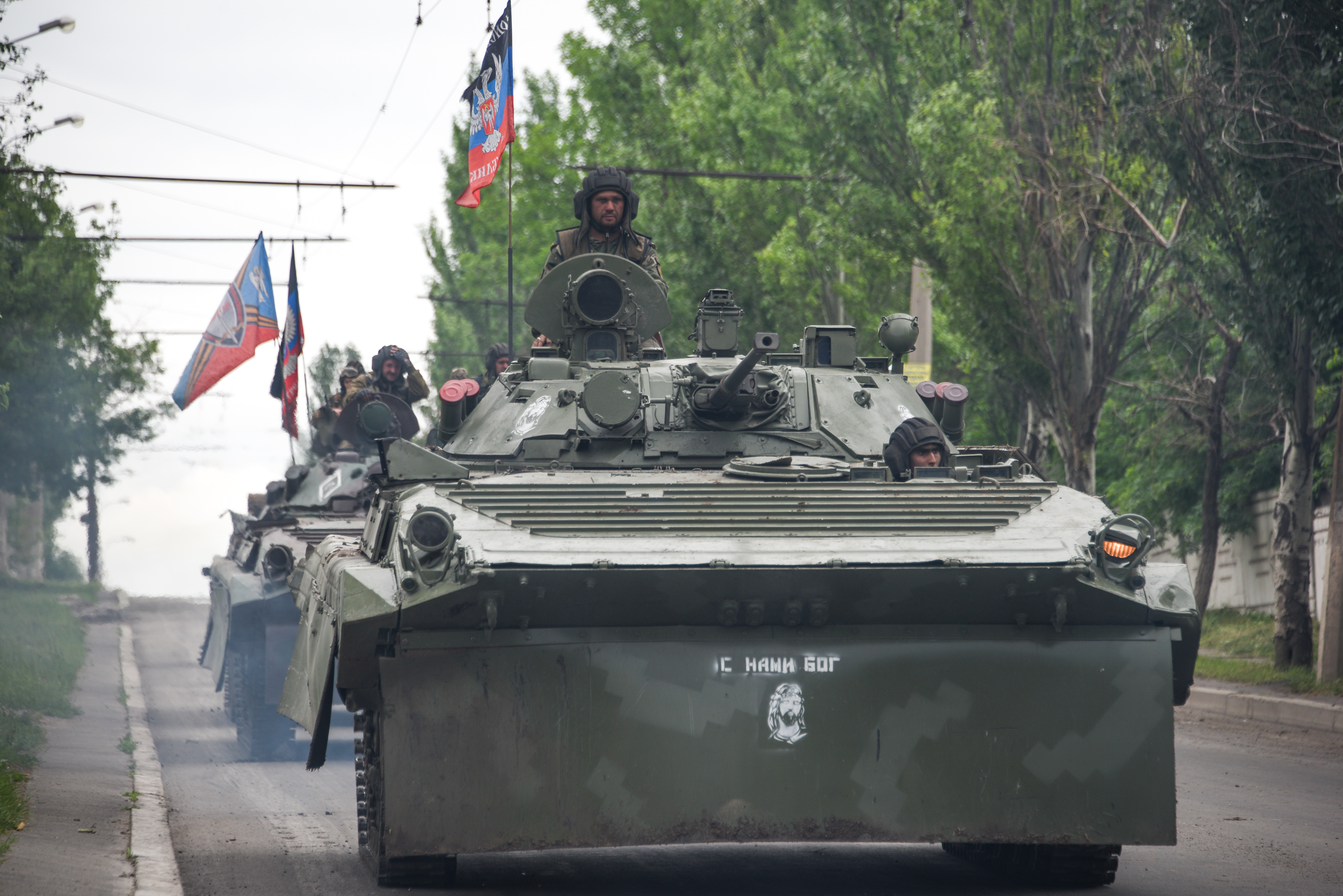
Ein Militärkonvoi der von Russland unterstützten Rebellen bei Donezk, Juni 2015

Auch nach der Einnahme von Debalzwere durch russische Truppen und Separatisten kam es weiterhin zu Verletzungen des Waffenstillstandes, insbesondere um Stanyzja Luhanska nordöstlich Luhansk, dazu im Gebiete um den Flughafen von Donezk und Pisky sowie die Umgebung von Schyrokyne östlich von Mariupol.
Im April 2015 kam es nach einem Monat relativer Ruhe erneut zu Besorgnis erregenden Kämpfen, sodass am 13. April in Berlin die vier Außenminister Laurent Fabius (Frankreich), Pawlo Klimkin (Ukraine), Frank-Walter Steinmeier (Deutschland) und Sergei Lawrow (Russland) zusammenkamen, um den Abzug schwerer Waffen „endgültig abzuschließen“. Zudem sprachen sie sich in ihrer gemeinsamen Abschlusserklärung für eine Stärkung der internationalen Beobachtermission im Krisengebiet aus.
Am 3. Juni 2015 eskalierte die Lage in und um die Stadt Marjinka erneut durch die Bewegung schwerer Waffen der regierungsfeindlichen Truppen und den Einsatz von Artillerie- und Mehrfachraketenwerfer aus der Stadt Donezk heraus; artilleristische Gegenschläge der Ukraine beschädigten zivile Einrichtungen in der Stadt und ließen einen Teil des Stromnetzes der Umgebung ausfallen. Im weiteren Verlauf des Juni 2015 nahmen die Kämpfe an der gesamten Frontlinie zu. Am 23. Juni 2015 tagte das Normandie-Format in Paris. In einer Erklärung wurde festgestellt, dass aktuell keine der Konfliktparteien die Vereinbarungen von Minsk II erfülle. Bis Anfang Juli 2015 waren seit dem Inkrafttreten von Minsk II weitere 1147 Menschen getötet worden.
Am 21. Juli 2015 bekannten sich die Konfliktparteien in der Ukraine-Kontaktgruppe in Minsk erneut zu dem im Februar vereinbarten Abzug schwerer Waffen, darunter Panzer und Artillerie, bis zu 30 km von der Frontlinie. Trotz der vereinbarten Waffenruhe vom 21. Juli 2015 kam es Ende Juli weiter zu Kämpfen.
Am 31. Juli 2015 entschied das ukrainische Verfassungsgericht, dass mehr Autonomie für die Oblaste Donezk und Luhansk, die zu dem im Februar 2015 ausgehandelten Friedensplan von Minsk II gehört, nicht gegen die Verfassung der Ukraine verstoße.
Für die erste Hälfte des Monats August 2015 meldete die ukrainische Armee 1400 Angriffe, die gegen das Waffenstillstandsabkommen verstießen. So waren alleine am 15. August 175 solcher Angriffe erfolgt. Von März 2015 bis August 2015 starben trotz Waffenstillstand über 800 Personen.
Obschon am 27. August 2015 durch die Kontaktgruppe ein erneuter Waffenstillstand zum Schulbeginn vereinbart wurde, wurde eine Offensive befürchtet, die in der staatlichen russischen Presse auch noch nach der Vereinbarung in blumigen Worten ausgemalt wurde. In anderen Meldungen wurden im Vorfeld des Schulbeginns am 1. September 2015 gar Provokationen mit Beschuss von Schulen befürchtet. Die Waffenruhe wurde jedoch weitgehend eingehalten, was oft als Überraschung kommentiert wurde. Ministerpräsident Jazenjuk erinnerte trotzdem daran, dass „ein Waffenstillstand nicht mehr sei als eine Vorbedingung für den Minsker Stufenplan“ mit dem Abzug der Freischärler und nach ukrainischen Gesetzen durchgeführten Wahlen in den besetzten Gebieten. Analysten brachten die Veränderung mit dem Bedürfnis Russlands in Zusammenhang, aus der internationalen Isolation auszubrechen, was mit anhaltenden Kampfmeldungen aus der Ukraine nicht zu schaffen war. Der „Vorsitzende des Volkssowjets“ Andrej Purgin, der als Falke galt, war während dieser Zeit in den besetzten Gebieten entmachtet worden. In der Folge nahmen die Kämpfe jedoch im Laufe des Herbstes 2015 wieder zu. Ein erneuter Versuch eines Waffenstillstandes am 22. Dezember 2015 war innerhalb eines Tages gescheitert.

##### 2016
Im Jahr 2016 hoffte Russland auf eine Anerkennung seiner Gebietsansprüche in der Ukraine im Gegenzug für die Unterstützung während des Wahlkampfs von Donald Trump respektive der von Russland ohnehin gewünschten Verhinderung von Hillary Clinton als Präsidentin. Im August 2016 legte Konstantin Kilimnik Trumps Wahlkampfmanager Paul Manafort den sogenannten „Mariupol-Plan“ vor, laut welchem eine „autonome Republik“ in der Ostukraine hätte geschaffen werden sollen. Führer der Republik sollte der nach Russland geflüchtete Wiktor Janukowytsch werden, während das Gebilde formell Teil der Ukraine sein sollte, aber de facto von Putin kontrolliert worden wäre.
Auf eine neue Intensivierung der Kämpfe im August 2016 reagierte der ukrainische Botschafter in Deutschland Andrij Melnyk im Deutschlandfunk mit der Bitte an Europa um defensive Waffen.
Ende August 2016 zählten die OSZE-Beobachter an einem einzigen Tag mindestens 996 Explosionen.
Zum Schulanfang am 1. September war eine Beruhigung erhofft und wie im Vorjahr ein Waffenstillstand vereinbart worden und vorläufig auch eingetreten. Auch dieser Waffenstillstand bröckelte zusehends; allein in der ersten Novemberwoche 2016 zählte die OSZE annähernd 3.500 Explosionen von Minenwerfer-Geschossen, Artillerie, Panzern und Mehrfachraketenwerfern.
Russland berichtete von angeblichen verhinderten Terroranschlägen auf der Krim. Klar war, dass in der Grenzregion geschossen wurde; bei zwei Vorfällen wurden ein russischer Soldat und ein Mitarbeiter des Inlandsgeheimdienstes getötet sowie Personen verhaftet. Bei einem der angeblichen Terroranschläge schossen Männer in russischen Uniformen um sich; es blieb unklar, ob es sich um Deserteure oder reguläre russische Soldaten handelte. Präsident Putin nutzte die Zwischenfälle dennoch, um der Ukraine zu unterstellen, an Verhandlungen nicht interessiert zu sein. Weitere Gespräche im Normandie-Format seien unsinnig.
Ab 22. September 2016 sollte ein (weiterer) kleiner Rückzug von der Kontaktlinie, vereinbart durch die Trilaterale Kontaktgruppe, stattfinden. Die OSZE bestätigte am 24. September eine Entmilitarisierung in Solotoje, einer von drei „Pilotregionen“. In den zwei weiteren in der Übereinkunft genannten Kleinstädten Stanyzja Luhanska und Petrowskoje scheiterten mehrere Versuche. Bei den drei Pilotregionen ging es um je vier Quadratkilometer an der 480 Kilometer langen Front.
Anfang Dezember 2016 machte der Leiter der OSZE-Beobachtungsmission, Alexander Hug, in der schärfstmöglichen diplomatischen Form deutlich, dass „Männer in Uniformen und Anzügen“, welche behaupteten, die Interessen der Menschen zu vertreten, für die Zivilisten in den Konfliktgebieten verantwortlich seien und diese Verantwortung nicht wahrnähmen. Auch humanitäre Hilfe werde behindert. Die Anzahl der Waffenstillstandsverletzungen bleibe hoch, habe in jener Woche Ende November zugenommen, und es seien in jener Woche 362 Mal Explosionen verbotener schwerer Waffen dokumentiert worden. Nachdem noch in der letzten Adventswoche täglich Menschen gestorben waren, sagten auch die Freischärler einem von der OSZE vermittelten Waffenstillstand über die Weihnachtstage zu. Die am 23. Dezember um 23 Uhr (MEZ) in Kraft getretene Waffenruhe wurde sofort wieder gebrochen. Die OSZE konnte für das ganze Jahr den Tod von 88 Zivilisten durch Kampfhandlungen verifizieren.
Im November 2016 weihte Putin im Herzen Moskaus, in der Nähe des Borowizki-Turms, eine monumentale Statue des Kiewer Großfürsten Wladimir I. ein. Putin lobte Wladimir I. als „Sammler und Beschützer der russischen Länder und vorausschauenden Staatsmann, der die Grundlagen für einen starken, geeinten, zentralisierten Staat legte, der zur Vereinigung einer großen Familie gleicher Völker, Sprachen, Kulturen und Religionen führte“. Der Grundstein wurde eigens aus der antiken Stadt Chersones am Südufer der Krim herbeigeschafft. Diese Statue symbolisiert den russischen Anspruch auf das Erbe Kiews und unterstreicht die Bedeutung der Kiewer Rus für die historische Identität des heutigen Russlands.

##### 2017
Ende Januar 2017 kam es zu Kämpfen um das ukrainische Awdijiwka und das von Separatisten gehaltene Makijiwka. Beide Seiten beschossen sich mit schweren Waffen, wobei innerhalb von drei Tagen 15 Zivilisten und Kämpfer getötet wurden und die zerstörte Infrastruktur in Awdijiwka Zehntausende von Menschen bei eisigem Winterklima ohne Strom und Wasser hinterließ. Daraufhin wurde eine Evakuierung von tausenden von Personen eingeleitet.
Im April 2017 verordnete Präsident Poroschenko für die Zeit des Osterfestes wenig optimistisch eine Waffenruhe zusätzlich zum bestehenden Waffenstillstand, was eine Verringerung der Kämpfe bewirkte.
Auf dem nicht näher definierten „Territorium der DNR“ seien gemäß DNR-Angaben im ersten Halbjahr 127 Menschen getötet worden. Dessen Pressedienst gab für den ganzen Konflikt die Zahl der lokalen Opfer mit 4461 an.
Die Separatisten in den beiden „Volksrepubliken“ Donezk und Lugansk verkündeten im Juli 2017 den Zusammenschluss in einem eigenen Staat unter dem Namen „Kleinrussland“. Der Zusammenschluss wurde allerdings nicht vollzogen. Anfang November 2017 machte der Leiter der OSZE-Beobachtungsmission, Alexander Hug, deutlich, dass die Verantwortlichen sehr wohl fähig wären, für einen Waffenstillstand zu sorgen. Wieder hatte die zum Schulanfang im September „neuvereinbarte“, aber alte Ruhe gewirkt, also wäre es möglich, einen Waffenstillstand einzuhalten. Die Verletzungen seien von 22.000 im August auf 8.500 im September gesunken. Bis November nahm die Zahl wieder zu. Die OSZE hatte für das ganze Jahr den Tod von 86 Zivilisten durch Kampfhandlungen verifizieren können sowie 400 Verletzte.
Neal Walker, Repräsentant der UNO in der Ukraine, stellte für das Jahr 2017 fest, dass die Ukraine weltweit das Land mit der höchsten Anzahl von Todesopfern durch Minen sei.

##### 2018
Wie schon in der Vergangenheit verpuffte ein Waffenstillstand zu Weihnachten 2017 nach wenigen Tagen. In der zweiten Woche des Jahres 2018 stellte die OSZE an manchen Tagen eine vierstellige Zahl von Waffenstillstandsverletzungen fest. Westliche Politiker wie Angela Merkel und Emmanuel Macron forderten Russland auf, in das Koordinationszentrum JCCC zurückzukehren, unter welchem die bis zu 70 russischen Vertreter auch Sicherheitsgarantien für die OSZE-Beobachter abgegeben hatten. Alexander Hug, der Leiter der OSZE-Mission, erhoffte, die Zahl der Beobachter auf 800 ausbauen zu können. Bis zu diesem Zeitpunkt hatte die ukrainische Regierung von einer „Anti-Terror-Operation“ (ATO) gesprochen; im Januar 2018 bezeichnete das ukrainische Parlament in einem neuen Gesetz die beiden Sezessionsgebiete als „von Russland besetztes Gebiet“ und Russland als „Aggressor“. Das Wort „Krieg“ wurde dabei vermieden. Das Gesetz zur Reintegration des Donbass wurde mit 280 Stimmen in der Rada verabschiedet. Trotz langer Debatten konnte sich die Rada nicht auf ein Datum einigen, an dem die „bewaffnete Aggression der Russischen Föderation“ begann, weshalb der Erlass kein solches Datum nennt. Dies ist eine Unklarheit im Bezug auf die strafrechtliche Verfolgung Beteiligter. Als humanitäres Zugeständnis sollten Geburts- und Sterbeurkunden, die in den besetzten Gebieten ausgestellt wurden, anerkannt werden. Nicht aufgehoben wurde nach Diskussion der Vertrag über Freundschaft, Zusammenarbeit und Partnerschaft mit Russland. Nach der Ablehnung eines Rückweisungsantrags fehlten für das Inkrafttreten nur noch die Unterschriften des Parlamentspräsidenten und des Präsidenten. Nach der Unterschrift des Präsidenten unter das Reintegrationsgesetz „Über die Besonderheiten der staatlichen Politik zur Gewährleistung staatlicher Souveränität der Ukraine auf vorübergehend besetzten Gebieten in den Regionen Donezk und Luhansk“ wurde Ende April aus der ATO die „Operation der Vereinigten Streitkräfte“ (OOS).
Im Mai wurde die von Russland zur Krim gebaute strategisch und symbolisch wichtige Krim-Brücke für Straße und Bahn mit Putin am Steuer eines Lkw eröffnet. (Sie wurde im Mai 2022 und im Juli 2023 durch mehrere Sprengungen beschädigt.)
Im Jahr 2018 hatten sich die Konfliktparteien gemäß dem Leiter der OSZE-Mission bis zum 30. März schon auf drei Waffenstillstände geeinigt, zum Beispiel auf Ostern hin. Dennoch kam die Gewalt zu keinem Ende. Problematisch ist auch die räumliche Nähe der Konfliktparteien, die sich teilweise auf kürzeste Distanz gegenüber stünden, was die Situation unberechenbar mache. Technisch vereinbart sei ein Abstand von zwei Kilometern, faktisch gehe es bis hinunter auf kaum mehr als ein Dutzend Meter. Dies mache auch humanitäre Hilfe und den Wiederaufbau sehr schwierig.
Die Kontaktlinie mit einer Länge von 500 Kilometern verfügte im Frühling 2018 über nur fünf Übergänge, wobei sich in der Luhansker Region nur ein Übergang befand und dieser Übergang weiterhin nur zu Fuß passierbar war. Die Leute gäben trotzdem nicht auf, sagte Alexander Hug von der OSZE, und überquerten bis zu 40.000 Mal pro Tag diese für sie inakzeptable Kontaktlinie. Eine Aufarbeitung der erhobenen Daten der OSZE zu Waffenstillstandsverletzungen fand bis im April 2018 nicht statt; es gab keinen Prozess, durch den Verantwortliche zur Rechenschaft gezogen würden; eine Waffenstillstandsverletzung hat gemäß dem Leiter der Mission kaum Disziplinarverfahren oder andere Konsequenzen zur Folge und es entstünden dadurch auch kaum politische „Unkosten“ für die politischen Verantwortungsträger, selbst in jenen Fällen, in denen die Verantwortlichen zweifelsfrei bekannt seien.
Am 16. Mai filmte die Überwachungskamera bei der von der Schweiz unterstützten Wasseraufbereitungsanlage bei Donezk Grad-Raketenbeschuss in das von der Regierung gehaltene Gebiet. Die Wasserversorgung war zeitweise unterbrochen und erst am 23. Mai wieder in Betrieb. Dreihunderttausend Menschen sind auf die dortige Trinkwasserversorgung angewiesen, aber regierungsfeindliche Truppen und die Armee standen dort weniger als 300 Meter auseinander. Die OSZE verlangte eine größere Entflechtung. Innerhalb einer Woche waren zu der Zeit wieder 2 Zivilisten getötet worden, darunter ein 13-jähriger Junge. Der Chef der OSZE-Beobachtermission beklagte erneut den sinnlosen Kreislauf der Gewalt, für den es keine Logik gebe; Das Einzige, wofür es sich wirklich zu kämpfen lohne, sei das Ziel von „Null zivilen Opfern“.
Anfang Juli war die mindestens vierte Waffenruhe für die Erntezeit vereinbart worden, für später eine weitere auch in den Vorjahren übliche für den Schulanfang Anfang September. Die NZZ meldete am 27. Juli, die OSZE hätte „weniger Verstöße gegen die Waffenruhe“ gemeldet, es wurden im Juli von der OSZE deren 15.000 gezählt. Auf Seiten der ukrainischen Armee kamen von Anfang Juli bis zum zwanzigsten August zwölf Soldaten ums Leben und 70 wurden verletzt. Am 28. August, kurz vor Schulbeginn, waren nur 70 Waffenstillstandsverletzungen beobachtet worden, und auch am ersten Tag der neuerlichen Waffenruhe stellte die OSZE weiter die gleiche Zahl an Waffenstillstandsverletzungen fest, wenn auch für einmal ohne schwere Waffen.
Am 31. August 2018 starb der Anführer der Separatisten in Donezk, Alexander Sachartschenko, durch eine Explosion in Donezk. Am 25. November beschossen russische Sicherheitskräfte ukrainische Schiffe in der Meerenge von Kertsch, die ihrerseits auf einen Waffeneinsatz verzichteten (siehe Russische Provokation bei Kertsch 2018). 23 ukrainische Marineangehörige wurden von Russland als „Kriminelle“ inhaftiert, wodurch ihnen zugleich der Status von Kriegsgefangenen verweigert wurde. Die Ukraine verhängte im Zusammenhang mit der bewaffneten Aggression in der Straße von Kertsch und weiteren aggressiven Handlungen der Russischen Föderation im Asowschen Meer und Schwarzen Meer sowie der gegenwärtigen Gefahr einer großflächigen Invasion der Ukraine durch die Streitkräfte der Russischen Föderation vor dem Hintergrund der Besetzung des Territoriums der Autonomen Republik Krim und Teilen der Donezk- und Luhansk-Gebiete durch die Russische Föderation am 26. November für 10 Regionen der Ukraine für eine Dauer von 30 Tagen das Kriegsrecht. Es handelte sich um Regionen mit einer Grenze zu Russland oder den regierungsfeindlichen Gebieten in Donezk und Luhansk sowie zu Transnistrien. Am 27. November warf Poroschenko Russland eine massive Truppenkonzentration und eine Verdreifachung der Anzahl von Panzern entlang der gesamten Länge der ukrainischen Grenze vor und warnte vor einem drohenden „vollständigen Krieg“. Eine Verlängerung des Kriegsrechts war bei Ausbleiben desselben Stand Mitte Dezember nicht geplant. Der Generalsekretär der OSZE rief Russland zu einer Geste des guten Willens auf und zur Freigabe und Freilassung der beschlagnahmten Schiffe und Besatzungen. Er bemerkte aber auch, dass schlicht der politische Wille für mehr Frieden fehle.
Zum Jahreswechsel wurde ein weiterer „unbefristeter“ Waffenstillstand ausgerufen, der umgehend gebrochen wurde. Zwei Dutzend solcher Abkommen waren bereits gescheitert.

##### 2019
Nach der russischen Aggression 2014 hob das ukrainische Parlament im Dezember desselben Jahres die gesetzlich festgeschriebene Blockfreiheit auf und strebte eine NATO-Mitgliedschaft an. In den folgenden Jahren stieg die öffentliche Unterstützung dafür bis Anfang 2019 auf 45 Prozent an. Nach Russlands militärischer Aufrüstung im Herbst 2018 verankerte das ukrainische Parlament die Mitgliedschaft in der NATO und in der EU im Februar 2019 als Staatsziel in der Verfassung.
Während der ersten Jahreshälfte kam es unverändert zu kontinuierlichen Verletzungen der Waffenstillstandsvereinbarungen. Eine Entflechtung der Truppen, die bereits im Jahr 2016 für drei Positionen vereinbart worden war, konnte Anfang Juli 2019 erreicht werden; Der Übergang bei Stanyzja Luhanska war der einzige der Oblast Luhansk und wurde seit Jahren von monatlich rund 200.000 Menschen auf einer wackeligen Holzkonstruktion benutzt. Die Truppen wurden um den Übergang zurückgezogen und die ukrainischen Truppen führten Entminungsarbeiten durch. Nachdem der im Mai ins Amt gekommene ukrainische Präsident Wolodymyr Selenskyj im Juli in einem Telefonat mit Putin einen erneuten Vorstoß zur Lösung des Problems gemacht hatte, vereinbarten die Konfliktparteien in Minsk eine weitere umfassende und zeitlich unbegrenzte Waffenruhe, die am 21. Juli, dem Tag der ukrainischen Parlamentswahl, in Kraft treten sollte. Nach ersten Angaben wurde der Waffenstillstand am ersten Tag von beiden Seiten ab dem Nachmittag während vier Stunden eingehalten, trotzdem starben nach ukrainischen Angaben zwei Soldaten der Regierungstruppen durch eine Sprengfalle.
Im zweiten Quartal 2019 waren laut OSZE 1700 Mal schwere Waffen bei Waffenstillstandsverletzungen eingesetzt worden, die Gesamtzahl inklusive Kleinwaffen lag bei über 85.000. Geschossen wurde vor allem nachts, das heißt, vor und nach der Patrouillen-Zeiten der OSZE. Sowohl bei der Nichteinhaltung von Rückzugslinien von Waffensystemen als auch bei der Behinderung durch Zugangsrestriktionen betrafen die weitaus größte Anzahl der Verstöße die Gebiete, die nicht unter Kontrolle der Regierung waren.
Im September 2019 wurden bei einem Gefangenenaustausch jeweils 35 Gefangene beider Seiten freigelassen, darunter die bei der russischen Provokation bei Kertsch 2018 gefangen genommenen ukrainischen Marinesoldaten, in Russland Inhaftierte wie der ukrainische Filmemacher Oleh Senzow und im Gegenzug der russische Journalist Kirill Wyschinski.
Die internationalen Ermittler im Fall des Abschusses des Fluges MH17 protestierten gegen die Überstellung des möglichen Zeugen Wladimir Zemach nach Russland, die von Russland für einen Austausch zu einer Bedingung gemacht worden war. Laut der Einschätzung des Redaktionsleiters der Deutschen Welle in der Ukraine konnte sich Russland hingegen einer Reihe von rechtlichen Problemen entledigen, hatte doch Russland die Verurteilung des Internationalen Seegerichtshofs im Mai 2019 zur Freilassung der Seeleute bislang einfach ignoriert, dazu müsse sich Russland im internationalen Skandal um den ohne jeden Beweis in Russland verurteilten politischen Gefangenen Oleh Senzow nicht mehr rechtfertigen. Russland gab die Identitäten der meist ukrainischen Bürger, die nach Russland überstellt worden waren, nicht bekannt.

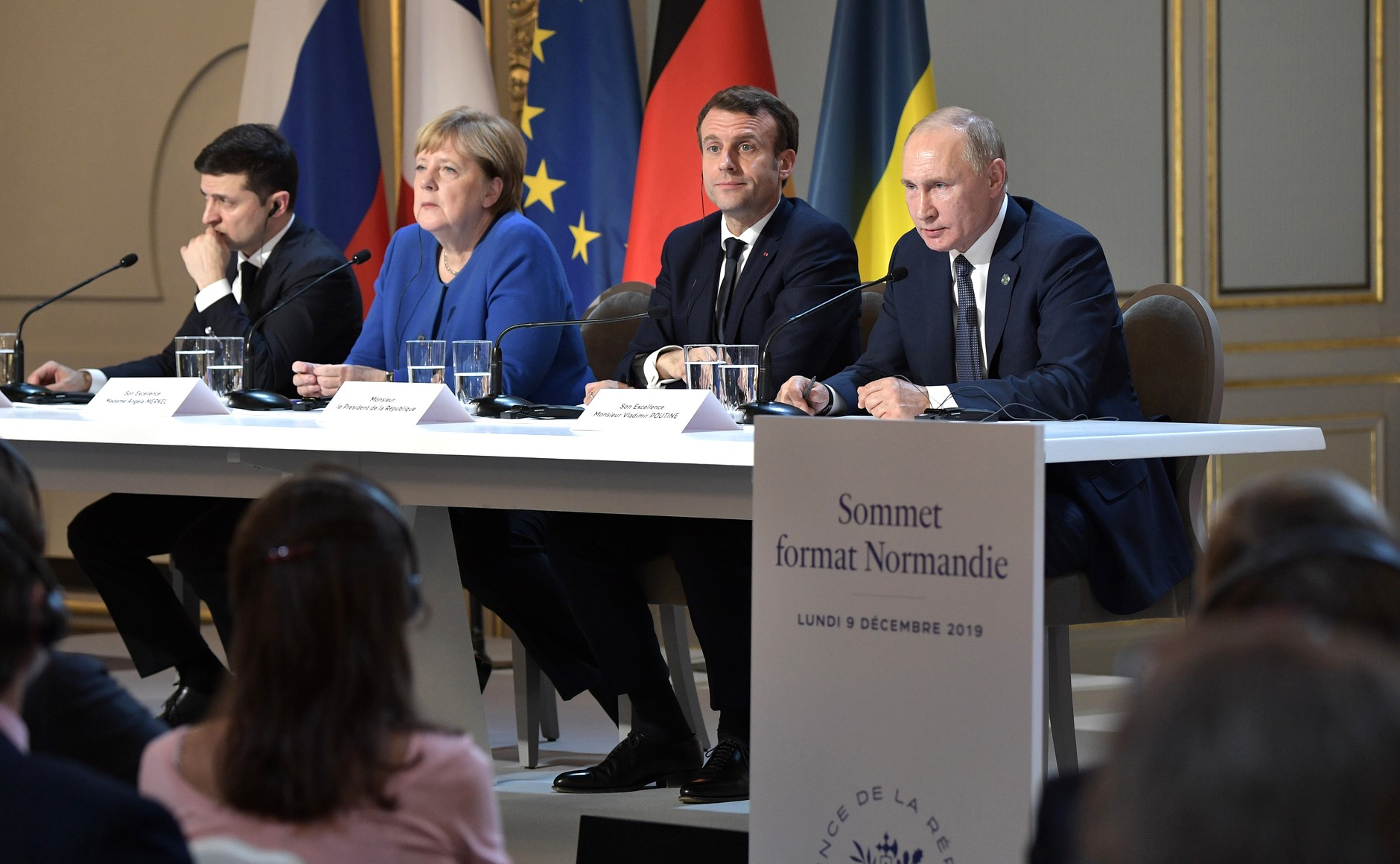
Ukraine-Gipfel in Paris, Dezember 2019

Bei einem erstmaligen Treffen des neuen ukrainischen Präsidenten Selenskyj und Präsident Putin im Normandie-Format wurde nach 20 gebrochenen Vereinbarungen Anfang Dezember 2019 erneut eine Waffenruhe verabredet. Im Wesentlichen verpflichtete man sich erneut auf die Minsker Vereinbarung, wobei die Ukraine auf den Punkt der Grenzkontrolle durch die Ukraine zurückkam, während Putin eine Diskussion darüber als Zeitverschwendung bezeichnete.
Selenskyj hatte eine echte landesweite Kommunalwahl für Herbst 2020 vorgeschlagen: Die Wahlen begännen im Donbass, sobald dort Sicherheit herrsche, so die Aussage vor dem Treffen. Erreicht wurden beim Treffen eine Vereinbarung eines weiteren überfälligen Gefangenenaustausches, drei weitere Entflechtungszonen sowie als Neuerung eine Beobachtung der Konfliktzone nicht nur tagsüber, sondern auch während der Nacht. Die Minenräumung sollte geplant werden und die Übergangsmöglichkeiten für die Zivilbevölkerung erweitert werden.
Bei einem Gefangenenaustausch Ende Dezember 2019 kamen wiederum auch Zivilisten frei, die sich teils seit Jahren im Gewahrsam der regierungsfeindlichen Kräfte befunden hatten.

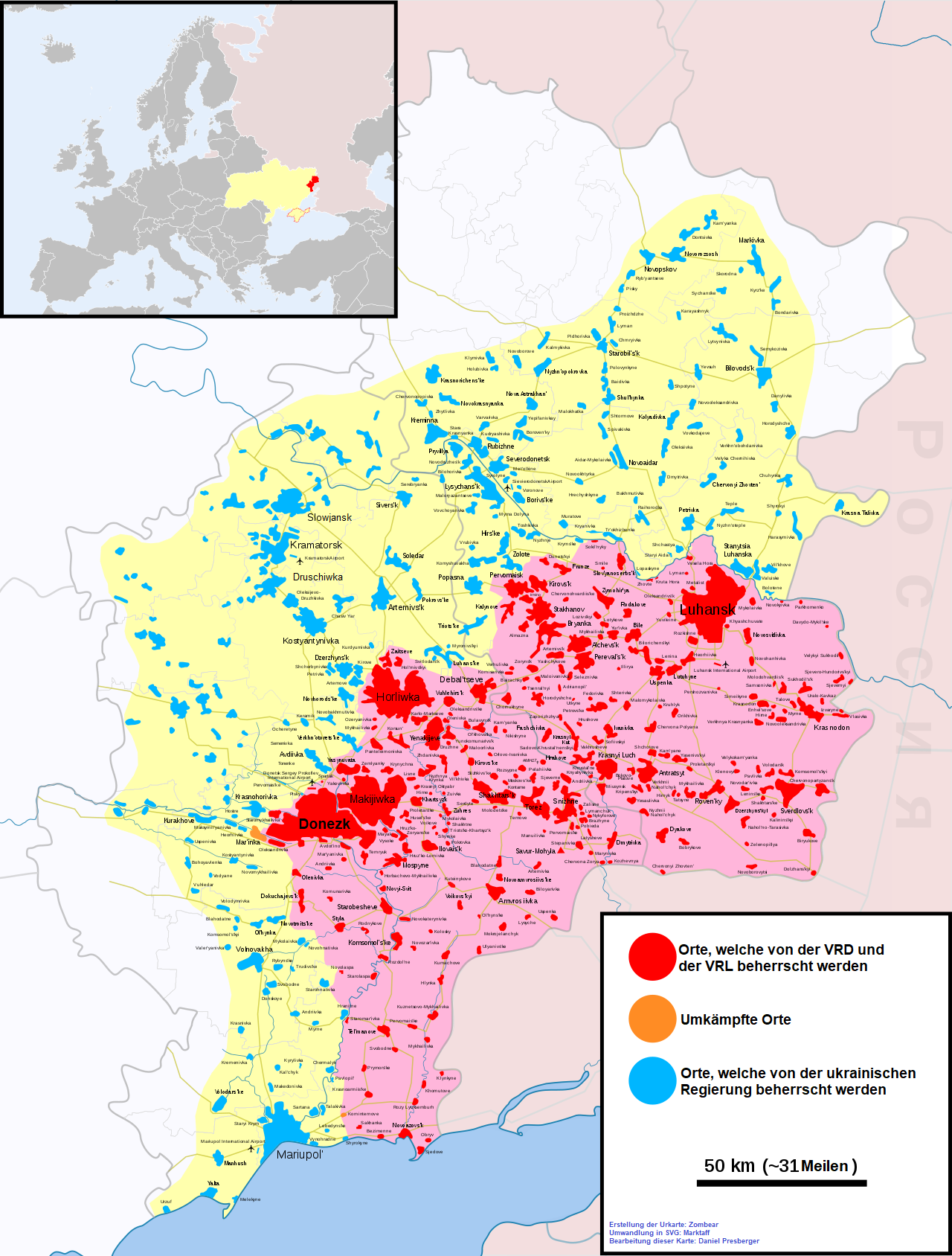
Karte des Donezbeckens (Stand Februar 2020) mit vermutetem Frontverlauf:
rosa Flächen mit rot gekennzeichneten Orten: Beherrschte Gebiete der Separatisten („VRD“, „VRL“).
Orangefarbene Orte: umkämpfte Orte.

##### 2020
In den ersten Wochen nach Inkrafttreten des 21. Waffenstillstandes lagen die täglich wechselnden Waffenstillstandsverletzungen im Bereich eines Viertels bis eines Drittels jener des Jahresdurchschnitts 2019, teils lagen die Zahlen aber auch über dem Durchschnitt der täglich gezählten Waffenstillstandsverletzungen des Vorjahres. Obschon eine Entminung vereinbart worden war, entdeckte die OSZE neue Minen, die den sogenannten bewaffneten Formationen zugeordnet wurden, auch Behinderungen der Beobachter in deren Gebieten wurden weiterhin erwähnt.
Die Beobachtungen an den weiterhin überhaupt nur zwei beobachteten Grenzübergängen zu Russland waren weiterhin eingeschränkt; zwar wurden sie rund um die Uhr beobachtet, jedoch war es den Beobachtern nicht möglich, ungehindert Feststellungen zu machen, da sie weder bei gezogenen Vorhängen bei Bussen noch bei verdunkelten Scheiben Aussagen machen konnten und auch den Bereich der Röntgenanlagen nicht beobachten konnten.
Am Schluss des ersten Quartals 2020 wurden für März 2020 im Schnitt täglich über 700 Waffenstillstandsverletzungen gezählt, im Vergleich zum Durchschnitt über das gesamte Vorjahr von über 800.
Mit einem in Minsk vereinbarten Waffenstillstand, der am 27. Juli begann, reduzierten sich die Waffenstillstandsverletzungen der Monate August, September und Oktober 2020 im Vorjahresvergleich durchgehend um 95 Prozent.

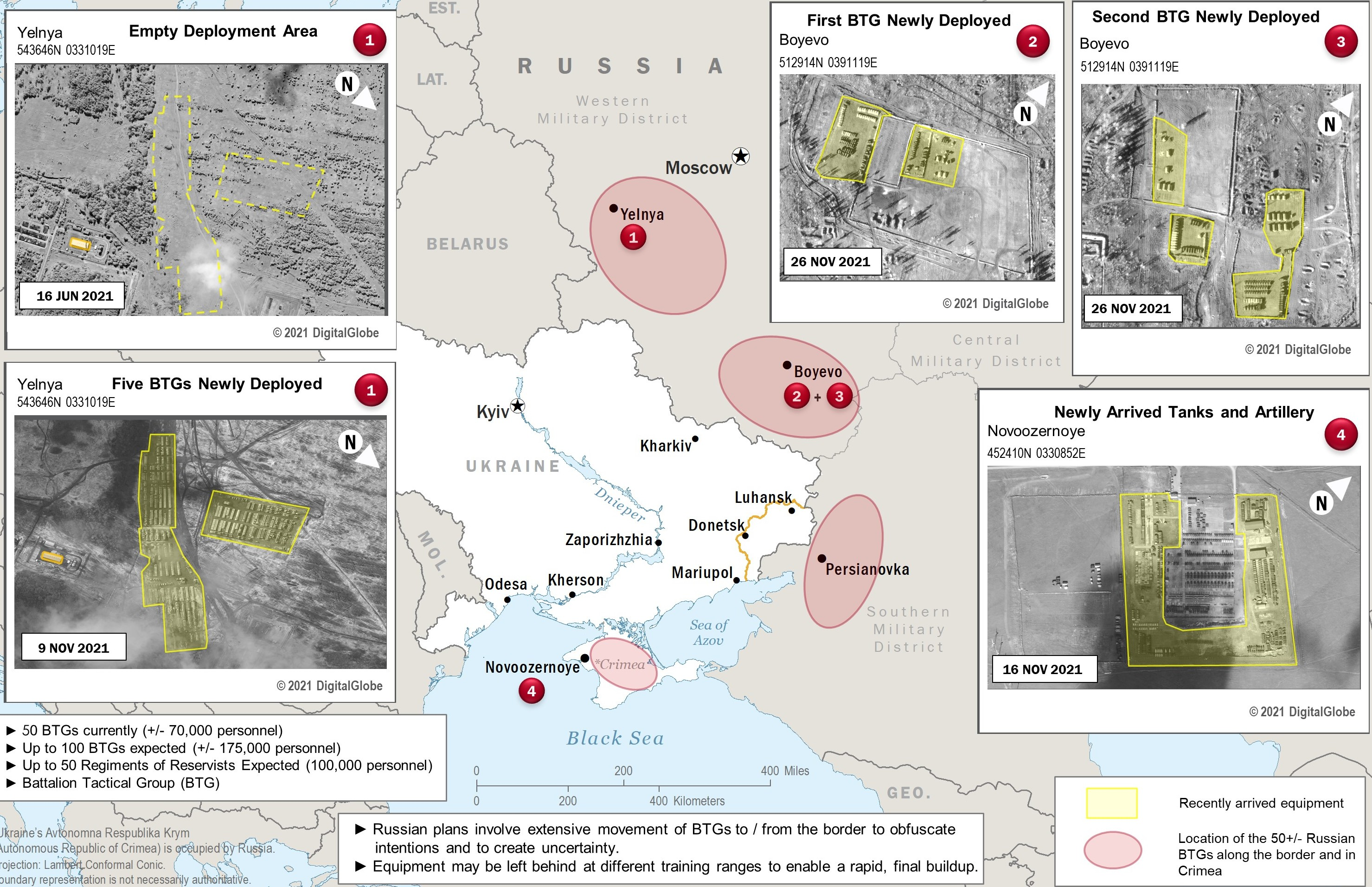
Im Jahr 2021 angelegte oder ausgebaute russische Militärbasen, in einer Entfernung von etwa 100 bis 200 Kilometer von der russisch-ukrainischen Grenze (Quelle: Washington Post, kommerzielle Satellitenbilder von DigitalGlobe)

##### 2021
Im Januar 2021 entschied das Parlament der Ukraine, dass sich bis zu 2000 US-Soldaten und weitere 2000 Militärs aus NATO-Staaten im ganzen Land dauerhaft für taktische Übungen und Ausbildung ukrainischer Soldaten aufhalten dürfen. Darüber hinaus kündigte das Parlament sechs Manöver mit ausländischer Beteiligung in der Ukraine an. Ab Mitte Februar 2021 nahmen die Waffenstillstandsverletzungen zu: Bis Anfang April wurden nach ukrainischen Angaben bei Angriffen prorussischer Rebellen 20 ukrainische Soldaten getötet und 57 weitere verletzt. Es wurden mit 1121 überdurchschnittlich viele Waffenstillstandsverletzungen von der OSZE im Donezbecken dokumentiert.
Eine „Strategie der De-Okkupation und der Wiedereingliederung des vorübergehend besetzten Territoriums der Autonomen Republik Krim und der Stadt Sewastopol“ des Rates für Nationale Sicherheit und Verteidigung der Ukraine wurde Ende März 2021 von Präsident Selenskyj bestätigt und die Umsetzung angeordnet.
Laut dem ukrainischen Präsidenten erhöhte Russland Ende März/Anfang April die Truppenstärke an der Grenze zur Ukraine, inklusive schwerer Waffen und Kriegslogistik, wie es auch schon im Mai 2015 geschehen war; damals waren Erkennungszeichen wie Nummernschilder oder Abzeichen noch entfernt worden. Russland berief sich daraufhin auf eine „verschärfte Situation seitens der NATO“ und verkündete, dass man entsprechende Maßnahmen unternehme. Zugleich lief ein von der OSZE (Trilaterale Gruppe) ausgehandelter und regelmäßig verlängerter Waffenstillstand am 31. März aus, ohne verlängert zu werden.
Ab Ende März 2021 wurden von der Royal Air Force Überwachungsflüge durchgeführt, ebenso von der United States Air Force, dies mit Flugzeugen vom Typ Boeing RC-135, Global Hawk, EP-3E oder P-8 Poseidon. Es wurden auch Flüge über ukrainischem Staatsgebiet durchgeführt. Die Flüge ermöglichen neben einer visuellen Aufklärung auch das Abhören der Kommunikation von Kommandanten der am Boden operierenden russischen Einheiten. Frankreich assistierte mit Aufklärungsflügen durch Mirage-2000-Flugzeuge.
Ab Frühjahr 2021 zog Russland etwa 75.000 bis 100.000 Soldaten sowie schwere Waffen an der ukrainischen Grenze zusammen. Ukraine, EU und NATO kritisierten diesen Aufmarsch und appellierten an Putin, Aggressionen zu unterlassen sowie die territoriale Integrität der Ukraine zu respektieren. Im Juni 2021 beteiligten sich 32 NATO-Staaten an dem Marine-Manöver Sea Breeze, das die Ukraine seit 1997 jährlich mit den USA im Schwarzen Meer durchführt. Es war das größte Sea-Breeze-Manöver überhaupt. Wenige Tage vor Beginn der Sea-Breeze-Übung erhoben russische Staatsmedien den Vorwurf, das britische Kriegsschiff HMS Defender sei in angeblich „russische Hoheitsgewässer“ nahe der von Russland annektierten Halbinsel Krim eingedrungen. Die britische Regierung erklärte, die HMS Defender sei durch ukrainische Gewässer gefahren. Die russische Regierung bestellte einen britischen Verteidigungsattaché und die Botschafterin zu Gesprächen ein und forderte zeitgleich von der NATO, sich nicht an dem Manöver zu beteiligen.
Im Dezember 2021 legte Moskau sowohl der NATO als auch der USA zwei Vertragsentwürfe mit Maximalforderungen vor, laut denen eine Fortsetzung der NATO-Erweiterung nach Osten in den postsowjetischen Raum ausgeschlossen würde. Zugleich sollte es laut den Entwürfen der NATO verboten sein, Truppen an den Grenzen Russlands zu stationieren oder in europäischen Staaten weitreichende Raketen aufzustellen. Dazu forderte Moskau, dass die NATO ihre Gipfelerklärung von 2008 zurücknimmt, in der sie der Ukraine und Georgien den Beitritt zur Allianz in Aussicht gestellt hat. Sie solle vielmehr rechtsverbindlich erklären, Truppen zurückzuziehen, die nach dem Mai 1997 in Osteuropa stationiert wurden. Dabei berief sich Moskau auf die NATO-Russland-Grundakte von 1997 und das Bedürfnis Russlands nach Sicherheitsgarantien.
Die russischen Vorschläge wurden als Forderung an die NATO zum Rückzug an die Oder-Neiße-Grenze verstanden und mit Verweis auf das Selbstbestimmungsrecht der betreffenden Staaten als inakzeptabel und nicht verhandelbar abgelehnt.

### Russischer Angriff auf die Ukraine seit 2022
An der Kontaktlinie in der Ostukraine war es andauernd relativ ruhig; in den drei Wochen bis zum 3. Februar starben keine ukrainischen Soldaten. Mitte Februar lagen die Waffenstillstandsverletzungen unter dem Durchschnitt des ganzen Vorjahres. Erst als (eigene) False-Flag-Aktionen durch die russische Propaganda gemeldet wurden, stiegen die Zahlen. Am 21. Februar 2022 erkannte Russland die staatliche Unabhängigkeit der als „Volksrepubliken“ Donezk und Lugansk proklamierten Gebiete in den jeweiligen Oblasten an.
In dieser Woche wurden die ukrainischen Streitkräfte und Munitionsbestände dezentralisiert und die Flugzeuge von großen Flugplätzen, den offensichtlichen Primärzielen eines Aggressors, abgezogen.
Am 24. Februar begann entlang der gesamten ukrainischen Grenze Russlands sowie aus Belarus der Überfall auf die Ukraine, im Raum Kiew mit einer Übermacht gegenüber der Ukraine von 12:1, dies laut vorläufiger Analyse des RUSI im November 2022. Als Kriegsziel gab Putin an, die Menschen schützen zu wollen, die „seit acht Jahren Misshandlung und Genozid ausgesetzt“ wären. Die „Souveränität aller neu entstandenen Länder im post-sowjetischen Raum“ wolle er respektieren, behauptete er.
Der russische Angriff war offensichtlich als kurze Kommandoaktion geplant gewesen, deren eines Kriegsziel die Einnahme Kiews innerhalb einiger Tage zum Sturz der Regierung war. Die Armee hätte dabei vor allem eine Drohkulisse für die Geheimdienste sein sollen, welche diesen Plan der Enthauptung des Landes entworfen hatten. Die russischen Einheiten verfügten laut vorläufigen Erkenntnissen von RUSI über Personenlisten, welche sowohl zu eliminierende und einzuschüchternde Personen umfassten als auch solche, die vermutlich oder sicher zur Zusammenarbeit bereit waren.
Nachdem der ukrainische Präsident weder geflüchtet noch gefangen genommen war und nach wochenlanger Umklammerung der Stadt von Norden, Westen und Osten musste Russland den Vorstoß nach Kiew Ende März aufgeben. Beim Abzug der russischen Truppen aus allen zuvor eroberten Gebieten in der Nordukraine offenbarten sich nach Kriegsrecht verbotene Plünderungen und ein Muster von Tötungen von Zivilisten, das auf Kriegsverbrechen hindeutete. Der Ort Butscha erlangte weltweite Bekanntheit durch die dort bekannt gewordenen Gräueltaten.
Das zweite Kriegsziel war die Erweiterung der Vasallenstaaten im Osten der Ukraine; vor Donezk konnten die ukrainischen Truppen ihre Stellungen den ganzen März und April hindurch halten, ebenso die nahe der russischen Grenze liegende Großstadt Charkiw, welche in der um sie geführten Schlacht um Charkiw erheblich beschädigt wurde. Die zwischen Donezk/Luhansk und Charkiw an der russischen Grenze liegenden Gebiete wurden hingegen von Russland besetzt. Die Gebiete im Süden, wo seit 2014 eine Einnahme einer Landbrücke durch Russland zur Krim befürchtet worden war, wurden trotz der lange verteidigten belagerten Stadt Mariupol ebenfalls großenteils von Russland besetzt. Schon am 12. März gab es Meldungen, dass es in mehreren Städten im Bereich des von Russland besetzten Territoriums Versuche gegeben hatte, „prorussische“ Aktionen zu organisieren. Lokale Behörden verweigerten die Zusammenarbeit und die Bevölkerung protestierte wie zum Beispiel in Cherson.
Der weitere Vormarsch von Cherson in Richtung Odessa war Anfang März bei Mykolajiw gescheitert. Gleichwohl wurde noch Mitte April (wie auch lange später noch) von Landverbindungen nach Transnistrien gesprochen; insbesondere das russische Militär war mit den politischen Beschränkungen der Ziele auf den Donbass unzufrieden und forderte im Gegenteil ehrgeizigere Ziele und eine Mobilmachung in Russland. Auch Igor Girkin kritisierte im Mai 2022, dass Sergei Lawrow nur noch die „Befreiung“ des Donbass anstatt der „Entnazifizierung“ und „Demilitarisierung“ der ganzen Ukraine als Ziel des Krieges ausgegeben habe. Nach Analyse des Institute for the Study of War (ISW) führte die Heruntersetzung der Kriegsziele zu großer Unzufriedenheit unter den russischen Nationalisten und Militaristen, zudem wachse auch der Unmut des Teils der Bevölkerung, der ohnehin gegen den Krieg insgesamt eingestellt sei.
Der letzte große Erfolg der russischen Streitkräfte war die Eroberung von Sjewjerodonezk und Lyssytschansk Ende Juni / Anfang Juli. Bis August bewegten sich die Frontlinien kaum, trotz russischen Beschusses der ukrainischen Stellungen mit täglich zweitausend Tonnen oder rund 60.000 Schuss Artillerie. Nach diesem Stellungskrieg durchbrachen die Ukrainer Anfang September die russischen Linien in der Oblast Charkiw und drangen 50 Kilometer weit bis über Isjum hinaus vor, welches seit Ende März von Russland besetzt gewesen war. Wochenlang war zuvor von einer Offensive im Süden die Rede gewesen, wo im Juli und August russische Kommandoposten, Truppen und Munitionslager angegriffen sowie die Brücken über den Dnepr (und die Verbindung über den Fluss Inhulez) beschädigt worden waren, wodurch die russischen Truppen auf dem Brückenkopf auf der rechten Seite des Flusses nicht mehr optimal versorgt werden konnten. Auch dort wurden bis ins erste Drittel des Monats September eine Reihe von Dörfern befreit. Durch eine Informationssperre seitens der Ukrainer wurden dieses wie auch späteres Vorrücken der ukrainischen Truppen nur verzögert bekannt.
Die russischen Befürworter einer Ausweitung des Krieges gewannen am 20. September die Oberhand. Durch sofortige Scheinreferenden, die bisher erst für die fernere Zukunft geplant waren, sollten die russisch okkupierten Gebiete der Ukraine zu „russischen“ Gebieten erklärt werden, um behaupten zu können, „Russland“ werde angegriffen. Kremlnahe Quellen betonten, so Meduza, dass die russischen Behörden nicht einmal die Absicht hätten, eine „Illusion der Legitimität“ zu schaffen; es gehe nur darum, „irgendeine Art von Abstimmung abzuhalten und über das Ergebnis zu berichten“. Wie aufgrund dieser Schritte erwartet, verkündete Präsident Putin am 21. September die Mobilmachung Russlands. Dabei zeichnete er das Bild eines in seiner Existenz bedrohten Russlands, welches der Westen zu zerstören und auszurauben trachte. Russland werde zur Verteidigung seiner territorialen Integrität alle zur Verfügung stehenden Mittel einsetzen, gemeint waren auch die explizit erwähnten Atomwaffen: „Das ist kein Bluff.“ Am 30. September 2022 kam es zur proklamierten russischen „Annexion“ der Süd- und Ostukraine, kurze Zeit später erfolgte die ukrainische Befreiung von Lyman in der Oblast Donezk. Im Oktober 2022 gelang den ukrainischen Truppen auch ein Vordringen in die Oblast Luhansk. Auch im Süden wurden Geländerückgewinne erzielt. Die strategisch wichtige Krim-Brücke über die Meerenge von Kertsch wurde am 8. Oktober 2022 durch eine oder mehrere Explosionen und einen daraus entstehenden Brand beschädigt. Am 29. Oktober erfolgte seitens der Ukraine ein koordinierter Angriff mit Drohnen auf im Hafen von Sewastopol liegende Schiffe der russischen Schwarzmeerflotte. Wie längst absehbar zog sich Russland am 10. November, um einer Einkesselung seiner Soldaten zuvorzukommen, vom rechten Ufer des Dnepr bei Cherson zurück.
Seit Ende Oktober 2022 hatte Russland derweil versucht, den Konflikt einzufrieren. Dazu gehöre auch, so der Politikwissenschaftler Herfried Münkler, dass Russland versuche, den Krieg von der Front weg in die ganze Ukraine zu tragen. Es greife nun zivile Infrastruktur an, um den ukrainischen Leidensdruck zu erhöhen; Präsident Selenskyj spreche da zu Recht von systematischem Terror, das russische Vorgehen sei in jeder Hinsicht ein Kriegsverbrechen. Neben einem Zeitgewinn für die Ausbildung der ab Oktober mobilisierten Soldaten sollten laut NZZ der Raketenbeschuss und der Stillstand an den Fronten den europäischen Unterstützern der Ukraine das Gefühl einer Aussichtslosigkeit vermitteln.
Am 5. September 2023 begründete Putin den Krieg gegen die Ukraine mit der antisemitischen Behauptung, der „ethnische Jude“ Selenskyj sei installiert worden, um von „Nazismus“ in der Ukraine abzulenken.
Die im August 2024 begonnene Kursk-Offensive ist ein strategischer Vorstoß der ukrainischen Streitkräfte am Rande des im Nordosten an die Ukraine angrenzenden russischen Verwaltungsbezirkes Oblast Kursk. Dabei besetzte die Ukraine zahlreiche Ortschaften und drang mehrere Kilometer tief in russisches Gebiet ein. In den Oblasten Kursk und Belgorod wurde der Ausnahmezustand ausgerufen, in Russland der nationale Notstand, und zahlreiche Bewohner wurden evakuiert. Bis Ende März 2025 gelang es den russischen Kräften unter großem Aufwand, die ukrainische Armee weitgehend aus dem eroberten russischen Gebiet zu vertreiben.

## Wirtschaftliche Interessen Russlands
Im August 2012 beauftragte die ukrainische Regierung von Mykola Asarow, der wie der damalige ukrainische Staatspräsident Wiktor Janukowytsch gute Beziehungen zur russischen Staatsführung unterhielt, ein Konsortium, dem unter anderem Exxon Mobil, Royal Dutch Shell, OMV Rumänien und die staatliche ukrainische NAK Nadra Ukrainy angehörten, Erdöl und Erdgas im ukrainischen Teil des Schwarzen Meeres zu fördern. Im Jahr 2013 erhielt der größte Öl- und Gasproduzent Italiens, Eni, eine Lizenz zur Öl- und Gasförderung an der Ostküste der Krim. Im Jahr 2014 wurde berichtet, dass bei einer Annexion der Krim die Förderlizenzen neu vergeben werden könnten und bisherige Lizenzinhaber in eine rechtliche Grauzone kämen.
Den Autoren Christoph Brumme und Sonja Margolina zufolge waren wirtschaftliche Interessen ein Motiv für Russlands Überfall auf die Ukraine. Sie verwiesen auf Lithiumvorkommen im Donbas und den Getreidereichtum der Ukraine, was für Russland bei einer Einnahme der Ukraine eine „Monopolstellung auf dem Weltmarkt“ bedeuten würde. Im Jahr 2022 bestätigte der russische General Wladimir Owtschinski, dass die „russische Spezialoperation“ das Ziel habe, sich die ukrainischen Lithiumlager anzueignen. Er behauptete, Russland würde damit den Vereinigten Staaten zuvorzukommen. Tatsächlich war es das australische Unternehmen European Lithium, das Ende 2021 die Schürfrechte für Lithiumvorkommen in der Oblast Donezk und in der Oblast Kirowohrad erhielt. Fast zeitgleich hatte auch das chinesische Unternehmen Chengxin Lithium dafür einen Antrag gestellt, war jedoch abgewiesen worden.
Zwar betragen Russlands wirtschaftliche Verluste durch den Krieg und die Sanktionen des Westens nach Einschätzung der US-Regierung bis 2025 voraussichtlich rund 1,3 Billionen Dollar, und die direkten finanziellen Aufwendungen für die Durchführung der Krieges werden (Stand Herbst 2024) auf etwa 250 Milliarden US-Dollar geschätzt – Kosten, die für Russland nicht absehbar waren. Doch kontrollierte Russland in den besetzten Gebieten im Donbas laut einer im Sommer 2022 veröffentlichten Studie des kanadischen Thinktanks SecDev Energievorkommen, Metalle und Mineralien im Wert von mindestens 12,4 Billionen Dollar, darunter 41 Kohlefelder (63 Prozent der ukrainischen Kohlevorkommen), 27 Erdgasfelder, 9 Ölfelder, 6 Eisenerzlagerstätten, 2 Titanerzlagerstätten, 1 Strontium- und 1 Uranlagerstätte, 1 Goldlagerstätte und 1 großen Kalksteinbruch. Der Gesamtwert der nationalen Rohstoffbestände in der Ukraine wird auf über 26 Billionen US-Dollar geschätzt. Der Wert von Lithium und seltenen Erden wird in der Ukraine auf rund 11,5 Billionen Dollar geschätzt. Im Januar 2024 erteilte die russische Besatzerverwaltung in der Oblast Donezk dem russischen Ministerium für Ökologie und natürliche Ressourcen die „Genehmigung“ zum Abbau von Lithium in der bei Kurachowe liegenden Lagerstätte Schewtschenko, wo das Lithiumvorkommen auf einen Wert von hunderten Milliarden US-Dollar geschätzt wird.
Durch die grüne Transformation bzw. Energiewende in Europa ist Russlands gewohntes Geschäfts- und Existenzmodell, der Handel mit fossilen Energieträgern, bedroht. Zwar schafft die Energiewende neue Abhängigkeiten; denn Technologien wie Windräder, Photovoltaik und E-Auto-Batterien sind auf Lithium und seltene Erden angewiesen. Sie in Europa zu fördern, käme wegen hoher Umweltauflagen, niedriger Akzeptanz bei der Bevölkerung und beträchtlicher Arbeitskosten zu teuer (weswegen sie aus China und Ländern des globalen Südens importiert wurden); jedoch nimmt die Ukraine mit 800 Lagerstätten von 94 unterschiedlichen Bodenschätzen den vierten Platz in der Welt ein und würde Russland damit als Handelspartner verdrängen. Wenige Monate vor dem Beginn der russischen Invasion hatten die EU und die Ukraine einen Green Deal bzw. ein Transformationsprogramm für die Ukraine unterzeichnet; denn die ukrainische Volkswirtschaft war zu dem Zeitpunkt die energieintensivste der Welt mit der zugleich ineffektivsten und teuersten thermischen Stromerzeugung. Das Programm sah eine weitere wirtschaftliche Verflechtung beider Vertragsparteien sowie die Klimaneutralität der Ukraine bis zum Jahr 2060 vor. Neben Flächen für den Ausbau der Wind- und Solarenergie verfügt die Ukraine außerdem über Infrastruktur, um grünen Wasserstoff in die EU zu transportieren. Außerdem sind 22 von 30 Rohstoffen, die die EU als strategisch wichtig einstufte, in großen Mengen in der Ukraine vorhanden. Russland könnte nur dann von der Energiewende in Europa profitieren, wenn es in den Besitz der Ressourcen und Infrastrukturen auf ukrainischem Boden kommt. Europa wäre dann noch abhängiger von Russland. Falls Russland seine Kriegsziele erreichen sollte, kann Russland mehr rauben und gewinnen, als es im Frieden durch einen verringerten Export nach Europa verlieren würde.
Laut Christoph Brumme hatte die russische Elite, insbesondere auch russische Generäle, ihr Vermögen und Eigentum in der Ukraine zur Geldwäsche angelegt.

## Humanitäre Lage und Kriegsverbrechen
Im russisch-ukrainischen Krieg wurden ab 2014 vielfach Kriegsverbrechen begangen. In seiner Anfangsphase wurde der Konflikt außerhalb der Ukraine noch nicht als offener Krieg empfunden, aber es kam früh zu einer Zuspitzung der humanitären Lage und zu vielfältigen problematischen Situationen in Bezug auf Menschenrechte insbesondere auf Seiten regierungsfeindlicher Kräfte. Auf ukrainischer Seite waren seit Kriegsbeginn 2014 Untersuchungen mit Konsequenzen zu Vorfällen eingeleitet worden. Damit habe die ukrainische Armee bewiesen, dass sie solche Taten untersucht, sagte Ruslan Lewiew von der OSINT-Organisation Conflict Intelligence Team 2022.
Russland wurden nach der offenen Invasion Verbrechen gegen die Menschlichkeit vorgeworfen, die als Genozid gewertet werden. Der Einsatz diverser Waffen gegen zivile Ziele wurde als Kriegsverbrechen beurteilt, dazu kommen wahllose Bombardierungen ziviler Infrastruktur inklusive Spitälern sowie sexuelle Gewalt, Folter und Verschleppung von Zivilisten und deren mutmaßliche systematische Verfolgung. Russland bestreitet sämtliche Vorfälle.

### Frühling und Sommer 2014 gemäß UNHCR
Am 15. April 2014 wurde vom UN-Hochkommissariat für Menschenrechte (UNHCHR) ein Bericht zur Situation der Menschenrechte in der Ukraine veröffentlicht. Die UN-Behörde erklärte, dass es keine systematischen Repressionen und Übergriffe gegen die ethnisch russische Bevölkerung im Osten der Ukraine gebe, wohl aber einzelne Angriffe. Navi Pillay, die Hochkommissarin für Menschenrechte, forderte die Kiewer Regierung auf, die Minderheiten zu respektieren und „für deren gleichberechtigte Teilnahme am politischen Leben einzutreten“ sowie das Schüren von Hass zwischen den Bevölkerungsgruppen nicht zu dulden. Russland habe jedoch die Berichte darüber aufgebauscht, „um ein Klima der Angst und Unsicherheit zu erzeugen“.
Laut einem Bericht im Mai 2014 habe sich die Menschenrechtslage in der Ostukraine und auf der Krim deutlich verschlechtert. In Teilen der Ostukraine herrsche ein „Klima der Gesetzlosigkeit“, in dem es zu Tötungen, Folter, Entführungen und Einschüchterung durch jene bewaffnete Gruppen komme, die öffentliche Gebäude besetzten. Auch auf der Krim sei es zu einer generellen Verschlechterung der Menschenrechtslage gekommen, die ethnische Minderheit der Krimtataren werde diskriminiert. Die ukrainische Regierung, so der Bericht, habe bislang gut mit der UN-Mission kooperiert und bereitwillig Informationen zur Verfügung gestellt. Im Bericht wurde angemerkt, dass das Vorgehen der ukrainischen Sicherheitskräfte im Rahmen der „Antiterrormaßnahmen“ in puncto Verhältnismäßigkeit „teilweise fragwürdig“ sei. Das ukrainische Außenministerium begrüßte den Bericht als objektiv. Die russische Regierung zeigte sich empört über das Dokument.
Auch der dritte Bericht im Juni hielt fest, bewaffnete Gruppen hätten in den Regionen Donezk und Luhansk eine Atmosphäre ständiger Angst geschaffen. Er erinnerte zudem an das auch von Russland anerkannte völkerrechtliche Verbot von Hass- und Kriegspropaganda, dies nach Erwähnung von Beispielen russischer Propaganda.
Am 28. Juli meldete das UNHCHR für die betroffene Bevölkerung der Ostukraine den totalen Zusammenbruch von Recht und Ordnung und berichtete von einer Terrorherrschaft der bewaffneten Gruppen mit Freiheitsberaubungen, Entführungen, Folterungen und Exekutionen. Am 11. Juli hatte Amnesty International 100 Entführungen mit Details dokumentiert. „Die meisten Entführungen gehen auf das Konto von bewaffneten Separatisten“. Ein Ziel sei es, „die Zivilbevölkerung in Angst und Schrecken zu versetzen und zu kontrollieren“, sodann die Zahlung von Lösegeld sowie der Gefangenenaustausch. Die Zahlen des Innenministeriums nennen 500 Fälle zwischen April und Juni, das UNHCHR registrierte 222 Fälle im Bericht vom 15. Juni. Schwere Gefechte fänden auch im Siedlungsgebiet statt, was zu Verlust von Leben, Eigentum und Infrastruktur führe und Tausende zur Flucht bewege („heavy fighting located in and around population centres, resulting in loss of life, property and infrastructure and causing thousands to flee“). Es gebe auch Justizbehörden in der so genannten „Volksrepublik“, sagt ein Bewaffneter, „aber für alle Verräter reicht die Zeit nicht, und so erschießen wir sie eben.“ Im November-Bericht wurden weitere Massenexekutionen, Zwangsarbeit, sexuelle Gewalt sowie das Verbot der ukrainischen Sprache in den Schulen erwähnt.

### Ab Herbst 2014 bis Ende 2015
Amnesty International berichtet im Herbst 2014 von Kriegsverbrechen auf den Seiten beider Konfliktparteien. Es habe vereinzelt Hinrichtungen gegeben. Es gebe ferner Beweise für willkürlichen Beschuss, Entführungen und Folter. Davon seien auch Zivilisten betroffen. Es soll außerdem Einsätze von Streubomben durch beide Konfliktparteien gegeben haben. Anfang April 2015 warf Amnesty International den prorussischen Milizionären Kriegsverbrechen vor, unter Mitwirkung der Kommandeure Michail Tolstych und Arsen Pawlow. Der Separatistenkommandeur Beresin bestätigte, dass die prorussischen Milizen aus Wohnvierteln heraus operierten und die Bevölkerung faktisch als menschliche Schutzschilde nutzen würden.
In der Luhansker Volksrepublik erreichte die humanitäre Hilfe nicht alle Menschen. Nach Angaben des katholischen Bischofs Stanislaw Schyrokoradjuk kam es in seinem Bistum während des Winters 2014/15 zu einer unbekannten Anzahl von Hungertoten, insbesondere unter alten Menschen, die sich wegen der Kämpfe nicht aus dem Haus trauten. Zugleich forderte er die europäische Staatengemeinschaft auf, sich gemeinsam der russischen Aggression entgegenzustellen.
Ab dem Minsker Abkommen im September 2014 hatte eine gemeinsame ukrainisch-russische Militärkontaktstelle Joint Center for Control und Coordination (JCCC) mit Absprachen lokale Waffenstillstände, Gefangenenaustausch und Erleichterungen für die Zivilbevölkerung ermöglicht. Im Dezember 2017 kündigte Russland den Rückzug seiner Vermittler an.

### Flüchtlinge
2014–2021

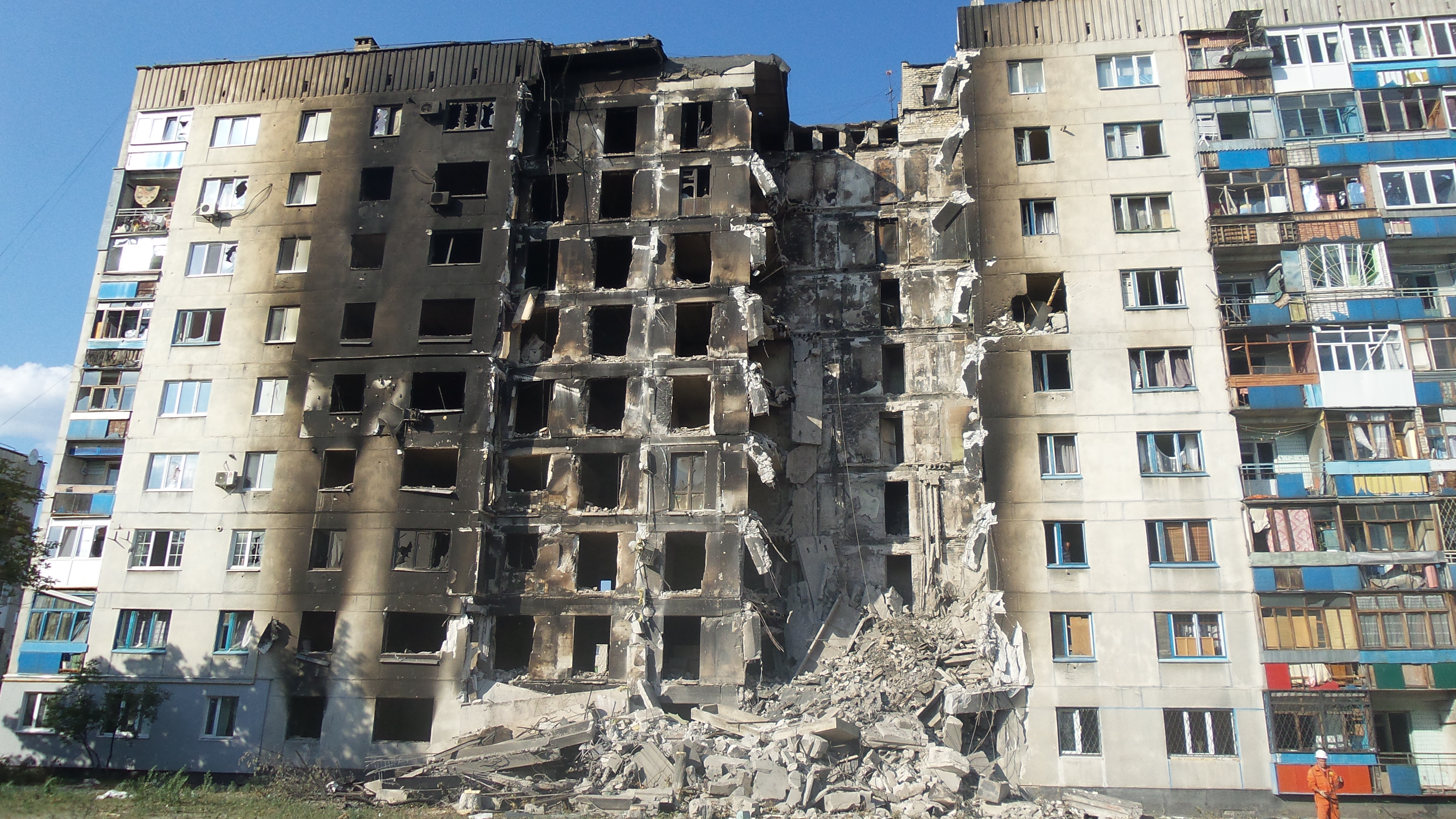
Ein im Krieg zerstörtes Wohnhaus in Lyssytschansk im August 2016

Menschen flüchteten vor dem Zusammenbruch von Recht und Ordnung aus dem Donbass. Allein in der Ostukraine waren bis Mitte Juni 2014 mindestens 12.700 Vertriebene registriert worden.
Anfang September 2014 gab das UNHCR bekannt, dass nach UN-Schätzungen wegen der Kämpfe mehr als eine Million Menschen ihre Häuser verlassen hatten. 814.000 Menschen seien auf russisches Territorium geflüchtet, rund 260.000 Menschen blieben innerhalb der Ukraine.
Für den Juni 2015 nannte das UNHCR eine Zahl von 2,2 Millionen Flüchtlingen, davon 746.000 in Russland. Im Januar 2015 hatte die Europäische Kommission rund 600.000 ins Ausland Geflüchtete (davon 500.000 nach Russland) sowie 633.000 Flüchtlinge innerhalb der Ukraine gemeldet. Die Situation für die Bevölkerung habe sich in den nicht von der ukrainischen Regierung kontrollierten Zonen in Bezug auf Zugang zu öffentlichen Diensten verschlechtert, Versorgung und Bewegungsmöglichkeiten seien eingeschränkt. Berichten zufolge verließen in der Folge insbesondere junge und gut ausgebildete Leute aus der Mittelschicht das Gebiet, das nach den Worten von Andrei Kurkow in eine ausweglose Katastrophe geraten war.
ab 2022
Nach Ende Februar 2022 waren nach dem russischen Überfall auf die Ukraine Millionen von Menschen auf der Flucht. Großteils handelte es sich um Frauen und Kinder, Männern zwischen 18 und 60 Jahren war zudem keine Ausreise gestattet; bis Ende März 2022 flohen über vier Millionen Ukrainer vor den Kämpfen und russischem Bombardement ziviler Ziele ins Ausland. Bis Stand 20. April 2022 erhöhte sich die Zahl auf 5 Millionen. Davon floh mit 2,8 Millionen der größte Teil zunächst nach Polen. Darüber hinaus waren mehr als 7,7 Millionen Binnenflüchtlinge innerhalb der Ukraine auf der Flucht. Die meisten Menschen sind aus der Ostukraine in andere Landesteile, insbesondere in den Westen der Ukraine, geflohen.
Erstmals ließ die „Volksrepublik Lugansk“ am 9. August 2022 verlautbaren, dass im Falle der bis auf die Grundmauern zerstörten Stadt Popasna erwogen werde, den Ort, in welchem vor dem Krieg 19.000 Menschen gelebt hatten, nicht wiederaufzubauen.

### Russische Filtrationslager
Zehntausende Menschen wurden 2022 in die besetzten ukrainischen Gebiete oder nach Russland evakuiert respektive deportiert. Alle wurden in Filtrationslagern einvernommen, von manchen Männern fehlte danach jede Spur. Angehörige erfuhren weder den Ort noch den Grund der Arretierung. Schon ein Bart galt als verdächtig und die Bezeichnung des russisch-ukrainischen Krieges als „Bürgerkrieg“ sei den Lagerinsassen wortwörtlich eingeprügelt worden.

### Terror 2014–2021
Regierungsfeindliche Kräfte verüben Anschläge und Sabotageakte an Bahnlinien, Pipelines oder Rekrutierungsbüros. Auch Privatpersonen, die sich in Bürgerinitiativen engagieren, waren davon betroffen. Im Dezember 2014 gab es alleine in Odessa sechs Bombenanschläge. In der Hauptstadt Kiew sprach Bürgermeister Klitschko im Januar 2015 von „zehn Anrufen täglich“ an Behörden, in denen Bombenanschläge auf Regierungsgebäude, U-Bahn-Stationen, Kaufhäuser oder Bahnhöfe gemeldet würden: „Fast alles Falschmeldungen, aber es gibt ein Interesse, uns zu destabilisieren, Unruhe und Angst unter den Menschen zu verbreiten.“
Im Oktober 2018 saßen 30 Russen in der Ukraine in Haft, einige davon wegen Terroranschlägen, die sie 2015 in Charkiw und Odessa verübt hatten.

### Kontrollierte Übergänge an der Kontaktlinie bis 2021
Die OSZE habe laut dem Leiter der Mission Anfang November 2017 volles Verständnis für die Sicherung der Übergänge durch die Regierung, um zu verhindern, dass Waffen und Personen, die die Übergänge nicht benutzen sollten, sie querten. Die Ukrainer hätten aber das Recht, diese Übergänge zu benutzen, und seien häufig auch darauf angewiesen. Die Kontaktlinie mit einer Länge von 500 Kilometern verfügte auch im Frühling 2018 über nur fünf Übergänge, wobei sich in der Luhansker-Region weiterhin nur der Fußgängersteg befand. Die Leute gäben trotzdem nicht auf, sagte Alexander Hug von der OSZE, und überquerten bis zu 40.000 Mal pro Tag die Kontaktlinie. Durchschnittlich eine Million Menschen überquerten die Kontaktlinie jeden Monat, so eine UNO-Stelle im Januar 2019.
Im Mai 2021 verschärften die separatistischen Kräfte die Bedingungen für die „Einreise“. Im September 2019 hatten die Menschen noch 330.000 Mal die Grenze bei Stanyzja Luhanska überquert, im September 2021 nur noch 25.000 Mal. Bei den Übergängen im Gebiet Donezk fiel die Zahl von 7.690.000 Übergängen von Januar bis September 2019 auf gerade noch 28.000 von Januar bis September 2021.

## Rolle Russlands ab 2014
Russland wurde von Beginn des Konfliktes an vorgeworfen, die Unruhen im Osten der Ukraine zu schüren; der ukrainische Präsident Poroschenko nannte den Konflikt „von außen provoziert“ und hatte schon im April 2014 die Vermeidung einer drohenden russischen Invasion allen anderen politischen Zielen übergeordnet.
Für das militärische Eingreifen Russlands im Donbass hätten sich schon bei der Besetzung der Krim die Anzeichen gemehrt, anstelle eines offenen Krieges schleuste Russland Spezialkräfte, Kriegsgerät aller Art sowie ganze Bataillone von Söldnern ein, so Andreas Kappeler.
Die drei ehemaligen Präsidenten der Ukraine Leonid Kutschma, Wiktor Juschtschenko und Leonid Krawtschuk riefen am 22. Juni 2014 Putin auf, die Aggression gegen die Ukraine einzustellen, und sprachen von erwarteten „konkreten Schritten“ zur Deeskalation. Sie forderten im Weiteren „die Söldner aus Russland“ zur Rückkehr in ihre Heimat auf. Juschtschenko erklärte bei dieser Gelegenheit, es handle sich um einen nicht erklärten Krieg („Undeclared war against Ukraine is currently under way“).
Die Strategie Russlands war es – wie auch vom russischen Generalstabschef in einem Artikel erläutert –, durch einen breiten Einsatz von politischen, ökonomischen, informationellen, humanitären und anderen nichtmilitärischen Mitteln ein mögliches Protestpotential der Bevölkerung auszunutzen, ergänzt durch „verdeckte militärische Maßnahmen“, darunter informationelle Aktionen und den Einsatz von Spezialeinsatzkräften. In einem Dokument aus dem Kreml von Februar 2014 wird eine Strategie beschrieben, die russischsprachigen Gebiete von der Ukraine abzuspalten. Dabei müsse man den Zerfall der zentralen Regierungsgewalt nutzen, um auf der Krim und in der Ostukraine separatistische Kräfte zu unterstützen und über die Forderung nach einer Föderalisierung und Souveränisierung der Gebiete einen Anschluss an Russland zu erreichen. Entsprechend unterschieden sich die wahrnehmbaren Taten Russlands sowie die den „Konflikt mit verursachende russische Propaganda“ deutlich von den offiziellen Verlautbarungen des Kremls.
Aus im Zeitraum Juli 2014 abgehörten Gesprächen, welche die Strafermittler des Abschusses von Flug MH17 auswerteten und im November 2019 veröffentlichten, ging hervor, dass auch die Befehlskette der regierungsfeindlichen Kräfte nach Russland und bis zu Verteidigungsminister Schoigu reichte. Zeugenaussagen besagten, dass Schlüsselfiguren Anweisungen aus Russland erhielten. Schon in einer Aufzeichnung vom 3. Juli 2014 hatte Borodai gesagt: „Nun, Sie haben weitreichende Pläne, aber nicht meine. Ich folge Befehlen und schütze die Interessen nur eines Staates, der Russischen Föderation. Das ist im Endeffekt alles.“ Die NZZ schrieb dazu:

„Die Mär vom Aufstand der Freiwilligen in der Ostukraine und Moskaus fehlendem Einfluss ist seit längerem entlarvt. Dass die obersten Funktionäre der selbsternannten «Volksrepubliken» Donezk und Luhansk regelmässig in Moskau ihre Direktiven abholen, ist kein Geheimnis. (…) Nicht minder wichtig sind die Beweise dafür, dass hochrangige Moskauer Funktionäre, neben Schoigu auch der FSB-Chef Alexander Bortnikow, für den Nachschub an militärischen Mitteln und an Personal gesorgt haben.“

Die britische Regierung hatte schon am 21. März 2014 als Antwort auf den Vorwurf Putins, es gebe angeblich gewaltsame Übergriffe im Staat, geantwortet: The single greatest destabilizing force in Ukraine right now is Russia. (Übersetzung: Die einzige bedeutende destabilisierende Kraft in der Ukraine in diesem Moment ist Russland.) Auf die von US-Präsident Obama bei verschiedenen Gelegenheiten „diplomatisch-vorsichtig“ geäußerte „Besorgnis“ über die „angebliche“ russische Einmischung im Südosten der Ukraine hatte Präsident Putin regelmäßig nur geantwortet, dass die geäußerte Vermutung auf „unglaubwürdigen“ Informationen beruhe.
Nachdem 2014 mehr und mehr Freischärler aus Russland in die Ukraine gelangt waren, war das größte ukrainische und deutsche Anliegen an Russland eine bessere Überwachung seiner Grenze. Russland kündigte im Mai 2014 an, dies zu erörtern, auch während der Feuerpause vom 20. bis 30. Juni, blieb aber entweder „tatenlos oder traf wirkungslose Maßnahmen“. Verlautbarungen aus Moskau umschifften diesen Punkt immer wieder. Russland wollte auch einen Monat später, am 24. Juli, weiterhin keine Ausweitung der geplanten Beobachtermission auf die ganze Grenze zulassen, wie es mehrere OSZE-Mitglieder angestrebt hatten. Russland akzeptierte bis 2019 lediglich die Beobachtung von zwei Zonen von je einigen hundert Metern Breite, auf Hunderte von Kilometern der Grenze. Neben dem von Russland nicht verhinderten Fluss von Kriegsmaterial und Freiwilligen über die Grenze beschuldigten nach der Ukraine auch die USA Ende Juli Russland des direkten Beschusses der Ukraine von Russland aus.
Der schwedische Historiker und Russlandexperte Stefan Hedlund erläuterte im August 2014 die fortgesetzte Taktik des Kremls, die Beobachter in kleinen Eskalationen mit den Grenzquerungen von Kriegsmaterial „vertraut“ zu machen und so fortzusetzen: Als Grundlage dienten kleine Schritte der Eskalation, „auf die mit zunehmend ermüdender Routine Verurteilungen folgen. Der Kreml hat den Boden für einen höheren Einsatz bereitet – für eine offenere Operation bei Tageslicht, ohne dass dadurch schärfere Sanktionen provoziert würden.“ Eine Steigerung der Intervention Russlands erfolgte insbesondere Ende August 2014, was es den Rebellenmilizen erlaubte, die Geländeverluste durch Hilfe aus Russland zu stoppen.
Nach zuvor nie genannten Gründen, warum die Grenze nicht zu kontrollieren sei, machte Russland im Dezember 2014 nicht näher spezifizierte „Verpflichtungen in Zusammenhang mit den (nicht anerkannten) Wahlen in der Ostukraine“ zur Voraussetzung für eine internationale Kontrolle der Grenze. Zusätzlich verwahrte sich Lawrow gegen Kritik an Russland unter Berufung auf das Prinzip der Nichteinmischung in „innere Angelegenheiten“.
Das UNHCHR hatte im Herbst 2014 erhebliche Bewegungen von „militärisch gekleideten Personen“ über die russisch-ukrainische Grenze festgehalten und unter Vermeidung der Formulierung, dass es sich um russische Truppen handle, geschrieben: “The continuing presence of a large amount of sophisticated weaponry, as well as foreign fighters that include servicemen from the Russian Federation, directly affects the human rights situation.” (Die Menschenrechts-Situation wird direkt durch die Anwesenheit von hochentwickelten Waffen und ausländischen Kämpfern, inbegriffen Soldaten der Russischen Föderation, beeinträchtigt.) Im Januar 2015 erklärte Präsident Poroschenko, es stünden 9000 russische Soldaten in der Ukraine. Als „Invasions-Hub“ war der Ort Chkalova nordöstlich von Taganrog in der Oblast Rostow bekannt. Journalisten untersuchten die Spuren des Artilleriebeschusses im Juli 2014 und kamen zum Ergebnis, dass es tatsächlich russische Truppen gewesen seien, die vom Territorium Russlands aus Ziele in der Ukraine mit Artillerie beschossen hätten, um die Niederlage der Freischärlerverbände zu verhindern. Ein Bericht des britischen Royal United Services Institute nannte eine Beteiligung von 117 militärischen Einheiten der russischen Streitkräfte bis Februar 2015, um insgesamt 42.000 Soldaten in Rotationen seit August 2014 in der Ukraine anwesend zu halten. Die russischen Besatzungen der Kampfpanzer vom Typ T-72B3 wussten, dass es zum Kampf in der Ukraine geht, als ihre Gruppen zusammengestellt wurden. Im Mai 2015 bestätigte auch die OSZE, dass reguläre russische Soldaten als Kampftruppen in den Konflikt involviert sind.
Im Rahmen der Beobachtungen der OSZE wurde im August 2018 erstmals von einer Drohne eine nächtliche Grenzquerung schwerer Lastwagen von Russland in die Ukraine und zurück klar auswertbar dokumentiert, auf einem der unzähligen Feldwege entlang der 400 Kilometer langen Grenze. Nur sporadisch flogen Drohnen der OSZE in diesem riesigen Gebiet, lieferten dazu nicht immer einwandfreie Bilder und wurden auch beschossen.
Per Dekret verfügte Präsident Putin im April 2019 die erleichterte Ausstellung von russischen Reisepässen an Bewohner der regierungsfeindlichen Gebiete. Das Vorgehen war aus Südossetien bekannt, das später russisch besetzt wurde, und erinnerte an die illegale Verteilung russischer Pässe auf der Krim. Die Vorgehensweise ist in der Literatur als Passportisierung („pasportizatsiya“, паспортизация) bekannt und könnte auf die gesamte Ukraine ausgedehnt werden.
Nach Ansicht der Politologin Gwendolyn Sasse bewirkte der Krieg bis 2018 „das Gegenteil von dem […], was Russland durch seine Unterstützung für die ‚Volksrepubliken‘ zu erreichen hoffte: Die Idee vom ukrainischen Staat ist gestärkt worden und vereint weite Teile des Landes mehr als je zuvor“. Das russische Ziel für die Ukraine war in der Darstellung des Slawisten Ulrich Schmid nicht das heutige ukrainische, sondern das „armenische Szenario“ gewesen, das einer eingeschränkten Souveränität unter russischer Kontrolle.

### Russische Propaganda
Das UN-Hochkommissariat für Menschenrechte schrieb Mitte April 2014, die Propaganda im Fernsehen Russlands habe parallel zu den Entwicklungen auf der Krim signifikant zugenommen, darunter völkerrechtlich verbotene Hasspropaganda: Media monitors indicated a significant raise of propaganda on the television of the Russian Federation, which was building up in parallel to developments in and around Crimea. Cases of hate propaganda were also reported. Die russische Propaganda habe Monate zuvor begonnen, als die Unterzeichnung des Assoziierungsabkommens der Ukraine mit der EU anstand.
„Die ersten 20 Minuten der Nachrichten sind teilweise reine Hasspropaganda“, wertete der Politikwissenschaftler Andreas Umland Anfang März 2014, während die Süddeutsche Zeitung von „inszenierten“ und sogar frei erfundenen Berichten spricht. Der Ukraine-Historiker Andreas Kappeler stellte fest: „Eine unheimliche Propaganda-Maschinerie… es ist einfach kaum vorzustellen, die Lügengeschichten, die da erzählt werden.“ Und: „Alle Umfragen (dazu) weisen darauf hin, dass es nie innerethnische Antagonismen zwischen Russen und Ukrainern gab. Heute aber gibt es den Konflikt, und er wird durch Propaganda erzeugt.“ Es wurde eine in Russland allgemein verbreitete Faschismus-Rhetorik verwendet; so wurde der bewusst an deutsche Aktionen im Zweiten Weltkrieg erinnernde Begriff „Strafaktion“ von Rossija 1 bis August 500 Mal verwendet. Der Historiker Timothy Snyder spricht von Nonstop-Propaganda und Phrasen-Recycling. Er beschuldigt Putin, Ukrainer irreführend als „russische Landsleute“ zu bezeichnen und deren Schutzbedürftigkeit vor den „Faschisten“ in Kiew zu postulieren.
Präsident Putin selber nannte die Vorkommnisse in der Ukraine „Terror, Morde und Pogrome“ und die Menschen, die über dieses Land bestimmten (gemeint war die Übergangsregierung), „Nationalisten, Neonazis, Russophobe und Antisemiten“. Verärgerte Vertreter der jüdischen Gemeinden selbst schrieben einen offenen Brief an Putin und forderten ihn auf, die „beliebig ausgewählten Lügen und Beschimpfungen“ zu stoppen. Sie schrieben: „Wir leben in einem demokratischen Land und können uns Meinungsunterschiede leisten“, auch wenn sie nicht in allem einig seien und die Stabilität der Ukraine angegriffen sei; angegriffen „von der russischen Regierung, namentlich von Ihnen persönlich“.
Die russische Zeitung Wedomosti berichtete Anfang Mai 2014, Präsident Putin habe dreihundert Journalisten für ihre Krim/Ukraine-Berichterstattung mit bestimmten Orden ausgezeichnet. Die Website der Zentralen Wahlkommission der Präsidentschaftswahl wurde manipuliert und das Bild eines Nationalisten eingeschleust, der angeblich die Präsidentenwahl gewonnen habe, der aber tatsächlich weniger als 1 Prozent der Stimmen erhalten hatte. Die ukrainischen Behörden konnten diese Manipulation rückgängig machen, im russischen Fernsehen wurde die Grafik mit der Falschmeldung, ein Nationalist sei zum Präsidenten der Ukraine gewählt worden, jedoch gezeigt.
Am 11. und 12. Juni behaupteten russische Fernsehsender, ukrainische Verbände hätten Brandangriffe mit weißem Phosphor bei Semeniwka durchgeführt. Der russische Außenminister Sergei Lawrow forderte eine Untersuchung. Menschenrechtler stellten fest, dass ein Teil der Aufnahmen, die das russische Fernsehen zu der Geschichte ausgestrahlt hatte, US-amerikanische Angriffe im Irak von 2004 zeigte. Auch zeigten die Originalaufnahmen nach dem Urteil der Menschenrechtler keinen Brandangriff.
Journalisten nahmen nach einem Abflauen der Propaganda Anfang Juli bald wieder eine deutliche Verstärkung der Bemühungen wahr. So trat im russischen Staatsfernsehen am 11. Juli eine angebliche Augenzeugin auf, die von der öffentlichen Kreuzigung und anschließenden Ermordung eines dreijährigen Kindes durch ukrainische Truppen in Slowjansk berichtete. Der Vorfall ließ sich weder bestätigen, noch passten die beschriebenen Örtlichkeiten zu denen in Slowjansk. Journalisten vermuteten einen Zusammenhang mit einer ähnlichen Geschichte, die der rechtsradikale Nationalist Alexander Dugin auf Facebook zwei Tage zuvor verbreitet hatte. Offizielle Vertreter der Vereinigten Staaten von Amerika beschuldigten am 22. Juli die russische Regierung, einen starken Druck auszuüben, damit Untergebene und Russland freundlich gesinnte Elemente die Medienlandschaft manipulieren, um die russische Version der Ereignisse zu verbreiten.
In russischen Staatsmedien traten auch ausländische Politiker als Unterstützer Russlands und als vermeintlich wichtige Experten auf, die in ihren Heimatländern jedoch den politischen Rändern zugeordnet werden. Dazu gehören aus Deutschland Christoph Hörstel, Gunnar Lindemann und Andreas Maurer. Letzterer behauptete zum Beispiel, die Armee der Ukraine führe Krieg gegen die Bevölkerung der besetzten Ostukraine. Solche Propagandaauftritte dienen laut Anton Schechowzow dazu, der russischen Bevölkerung den Anschein zu vermitteln, Russland sei international nicht isoliert und werde auch im Westen unterstützt.
Auch noch im Februar 2015 sprach Präsident Putin von einem „Genozid“ in Bezug auf die Gasversorgung im Donbas. In Moskau wurde mit einer Demonstration am Jahrestag der Maidan-Toten am 22. Februar 2015 vor einem Maidan in Russland gewarnt. Über die versammelten Demonstranten wurde von einigen Medien bemerkt, sie hätten keine eigene Meinung gehabt, wären zur Teilnahme aufgefordert oder gar dafür bezahlt worden.
Die russische Propaganda verbreitete das Narrativ der ukrainischen „Nazis“ durchgehend bis zur Invasion 2022. Schockierte Familienmitglieder von durch die Kontaktlinie getrennten Familien stellten fest, dass die Menschen auf russischer Seite die Propaganda für glaubwürdiger hielten als die Berichte der eigenen Familienmitglieder. Die OSZE-Mission hingegen bestätigte die Einhaltung von Menschen- und Bürgerrechten in der Ukraine und konnte keine Verfolgung der russischen Sprache und ethnischer Russen feststellen.

### Offizielle Verlautbarungen
Russlands Präsident Putin erklärte vor der Wahl vom 25. Mai 2014 stets, dass „juristisch gesehen“ Wiktor Janukowytsch der legitime Präsident der Ukraine sei. Das Verlassen des Landes sei keine verfassungsmäßige Grundlage für seine Absetzung gewesen, da dieser Fall so nicht in der Verfassung der Ukraine festgeschrieben sei wie z. B. Krankheit oder Tod. Gleichzeitig erklärte Putin, dass er für Janukowytsch keine politische Zukunft mehr sehe. Janukowytsch nannte später die Abtrennung der Krim eine Tragödie und forderte von Putin deren Rückgabe an die Ukraine.
Der Vertreter Russlands bei der Vereinbarung vom 21. Februar, Wladimir Lukin, bezeugte die Vereinbarung nicht mit seiner Unterschrift. Das offizielle Russland berief sich dennoch immer wieder auf dieses gescheiterte Abkommen, so auch noch im September 2014.
Putin selbst benannte die Vorgänge in der Ukraine bei seiner Rede vom 18. März 2014 als „Terror, Mord und Pogrom“, ausgeführt von „Nationalisten, Antisemiten, Neonazis und Russophoben, die in der aktuellen Regierung in Kiew über das Leben in der Ukraine bestimmen“.
Putin erwähnte in seiner Rede vom 18. März auch, dass die Menschen in der Ukraine gelitten hätten unter den zuvor korrupten Regierungen und dem Kampf um Honigtöpfe. „Man kann verstehen, warum die Ukrainer Veränderungen wollten“. Putin verstehe „sehr gut, wer mit friedlichen Parolen auf den Maidan gekommen ist gegen Korruption, ineffiziente Staatsverwaltung und gegen die Armut und für das Recht auf demokratische Prozeduren“.
Am 29. März sagte Sergei Lawrow, Russland habe „nicht die geringste Absicht“, mit seinen Truppen die Grenze zur Ukraine zu überqueren. In einem Telefongespräch mit US-Präsident Barack Obama warnte Wladimir Putin vor „Extremisten“ in Kiew und zeigte sich zudem besorgt über eine „äußere Blockade“ Transnistriens. Auch dort wolle Russland aber nicht militärisch eingreifen.
Nach einem Treffen mit John Kerry am 30. März in Paris nannte Sergei Lawrow eine föderalisierte Ukraine eine Bedingung für Gespräche mit der ukrainischen Übergangsregierung. Kiew müsse sich außerdem verpflichten, nicht der NATO beizutreten.
Am 8. April äußerte Putin die Hoffnung, „dass die Übergangsregierung in Kiew nichts tun werde, was später nicht korrigiert werden kann“. Einige Tage vorher hatte Russland bekanntgegeben, den Vertrag über die Aussendung des von der US-Regierung finanzierten Radiosenders Voice of America über Mittelwelle nicht verlängern zu wollen.
Am 15. April 2014 kritisierte der russische Präsident Wladimir Putin das militärische Vorgehen der ukrainischen Übergangsregierung „gegen das eigene Volk“ und verlangte in einem Telefonat mit Ban Ki-moon, dass die UNO „das verfassungswidrige Vorgehen der Machthaber in Kiew verurteilen“ müsse.
Am 23. April betonte der russische Außenminister Lawrow, ein Angriff auf russische Bürger sei ein Angriff auf die Russische Föderation, und verwies auf Südossetien, wo Russland im Kaukasuskrieg 2008 eingegriffen hatte. Er zeigte sich weiterhin überzeugt, dass die USA die Fäden in der Ukraine ziehen.
Am 12. Mai forderte Russland die „friedliche“ Umsetzung der Resultate des fragwürdigen Referendums vom 11. Mai, für das Putin noch Tage zuvor eine Verschiebung vorgeschlagen hatte. Außenminister Lawrow sagte, dass von Russland nicht erwartet werden könne, sich von den Separatisten abzuwenden: „Von Russland kann nicht verlangt werden, dass es die Milizen ohne weiteres hinzunehmen zwingt, dass sie entweder endgültig ausgerottet werden oder sich auf Gnade und Ungnade ergeben müssen.“
Putin warf den ukrainischen Truppen am 28. August Gräueltaten vor, verglich sie mit denen der Nazis während der Belagerung von Leningrad und beglückwünschte anschließend die Separatisten zu ihren Erfolgen. Man wolle nicht und werde nicht in einen solchen Krieg hineingezogen werden.
Am 29. August sagte Putin, die russischen Streitkräfte und ihre Kernwaffen würden jeder Aggression entgegentreten und Russland sei weit davon entfernt, sich in irgendwelche großen Konflikte einzumischen. Am 1. September sagte der russische Außenminister Lawrow erneut zu, Russland habe keine Absicht, militärisch in der Ukraine zu intervenieren: „Es wird keine Militärintervention geben.“ Die Regierung in Moskau wies auch die Vorwürfe der ukrainischen Regierung zurück, Hunderte von Panzern und Tausende von Soldaten in die Ukraine verlegt zu haben.
Wie zuvor schon andere Nichtregierungsorganisationen in Russland wurden die Soldatenmütter zu „ausländischen Agenten“ erklärt, als sie Zahlen veröffentlichten, nach denen bis zu 15000 russische Soldaten schon zum Kampf in der Ukraine gewesen sein sollten.
Lawrow warnte am 4. September 2014 die NATO vor einer weiteren Annäherung an die Ukraine; am blockfreien Status der ehemaligen Sowjetrepublik dürfe nicht gerüttelt werden.
Auch während des G20-Gipfels in Australien im November stellte sich Putin einerseits auf den Standpunkt, es stünden keine Russen in der Ukraine. Der Präsident verneinte jedoch nicht, er extemporierte auf die Frage, ob Russland die Separatisten mit Waffen und mit Soldaten unterstütze. Er äußerte zusätzlich die Befürchtung, die Ukraine „könnte ethnische Säuberungen durchführen“ und „in den Neo-Nazismus abdriften“.
Putin legte der Ukraine Ende Oktober nahe, falls sie die Einheit des Staates wolle, dann solle sie sich „nicht an den Besitz einzelner Ortschaften klammern“ – das wichtigste sei vielmehr, den Krieg unverzüglich zu beenden.
Am 4. Dezember 2014 hielt Putin die jährliche „Rede zur Lage der Nation“ vor der Föderationsversammlung (den beiden Kammern des russischen Parlaments). Ein FAZ-Kommentar charakterisierte die mit Elementen von Verschwörungstheorien versehene Rede „eine krude Mischung aus halsbrecherischer Rechtfertigung seiner Ukraine-Politik, der Stilisierung Russlands als Opfer westlicher Weltherrschaftsgelüste und Drohungen gegen Europa und vor allem gegen die Vereinigten Staaten“. Berthold Kohler, einer der vier Herausgeber der Frankfurter Allgemeinen Zeitung, resümierte nach der Rede, Putin führe „bereits einen neuen Kalten Krieg gegen den Westen“; der Westen müsse sich fragen, was für weitere „Großtaten“ Putin – möglicherweise über Gebiete wie Ost-Ukraine, Moldawien oder das Baltikum hinaus – im Schilde führe.
Am 23. Dezember 2014 wurde nach einer Telefonkonferenz der sogenannten „Normandiegruppe“, bestehend aus Petro Poroschenko, Putin, François Hollande und Angela Merkel, offiziell bekanntgegeben, dass innerhalb von Tagen die Minsker Friedensgespräche wiederaufgenommen würden. Beim Treffen am 24. Dezember einigte man sich auf einen Gefangenenaustausch (150 gefangene Soldaten der ukrainischen Armee gegen 225 „Separatisten“).
Lawrow betonte Anfang Februar 2015, die Gespräche mit Merkel und Hollande gäben Anlass zu einem gewissen Optimismus. Russland präsentierte er als armes Opfer westlicher Machenschaften. Seine mit wilden Behauptungen gespickte Rede empfanden manche als Paradebeispiel hybrider Kriegführung.
Ende Mai 2015 unterzeichnete Putin ein Dekret, dass die Zahl der Toten in den Reihen der russischen Armee in Friedenszeiten als Offizielles Staatsgeheimnis zu gelten habe. Damit sollen offenbar Berichte über Tote in der Ostukraine unterbunden werden. Nach einer Klage von Menschenrechtsaktivisten bestätigte das Verfassungsgericht das Gesetz.
Putin warnte vor dem Beginn der Fußball-Weltmeisterschaft 2018 die Ukraine davor, dass Kriegshandlungen während der Spiele „sehr schwere Folgen für die ganze ukrainische Staatlichkeit haben“ würden.
Im Juli 2021 erklärte Putin, die Ukraine sei ein „vom Westen unmittelbar regiertes Anti-Russland“.
Im November 2021 bewertete Putin die „Anspannung“ des Westens als Zeichen dafür, dass Russlands Einwände gegen die NATO-Osterweiterung „ernst genommen würden“ und bemerkte gegenüber seinen Beamten, dass die Anspannung aufrechterhalten werden müsse, um „langfristige rechtliche Sicherheitsgarantien“ vom Westen zu erhalten.
Zuvor hatte Putins Stellvertreter im Sicherheitsrat, Dmitri Medwedew, erklärt, dass ein Dialog mit der Ukraine „überflüssig“ („sinnlos“) sei.
Russland forderte die NATO im Dezember erneut auf, die 2008 ausgesprochene Beitrittsmöglichkeit der Ukraine und Georgiens zu widerrufen sowie NATO-Militärübungen in russischer Grenznähe für die Zukunft auszuschließen. Gleichzeitig begann Russland laut Angaben der Ukraine eine Militärübung im Asowschen Meer, bei der die russische Marine Teile des Meeres gesperrt hätte.
Wenige Tage vor Weihnachten erklärte der russische Botschafter für die EU, dass Russland keine Invasion plane.
Russland forderte im Januar 2022 von der NATO Sicherheitsgarantien; das Militärbündnis solle keine weiteren Mitglieder aufnehmen und seine Truppen aus Osteuropa abziehen. Beim Treffen des NATO-Russland-Rates am 12. Januar kam es zu keinen substantiellen Vereinbarungen, der russische OSZE-Botschafter Alexander Lukaschewitsch warnte vor einem „Verschleppen der Verhandlungen“, dies könne zu einer „unvermeidlichen Verschlechterung der Sicherheitslage ausnahmslos aller Staaten“ führen. Russland sei ein friedliebendes Land. „Aber wir brauchen keinen Frieden um jeden Preis.“ Präsidentensprecher Peskow beklagte sich am 16. und 17. Februar, kein einziger westlicher Vertreter erwähne je das „enorme Angriffspotential“ der ukrainischen Streitkräfte. Die „provokativen Aktionen Kiews“ hätten zugenommen und dies könne „jederzeit“ die Situation explodieren lassen. Nach seiner Rede vom 21. Februar zur Anerkennung der Vasallenstaaten in Donezk und Luhansk folgte Putins Ansprache vom Morgen der Invasion am 24. Februar 2022, er nannte sie eine „militärische Spezialoperation“.
Der russische Präsident drohte am 8. Juli im Kreml, dass Russland in der Ukraine „noch gar nicht ernsthaft begonnen habe“, es laufe auf eine „Tragödie für das ukrainische Volk“ hinaus.

### Waffensysteme der russischen Streitkräfte in der Ukraine 2014–2021
Die russische Propaganda verbreitete die Legende, der plötzliche Besitz gepanzerter Fahrzeuge der regierungsfeindlichen Kräfte erkläre sich aus deren Erbeutung aus einem Depot bei Artemiwsk (Perewalsk). Tatsächlich jedoch war von fünf Angriffen auf das Depot von Frühling bis Sommer 2014 keiner erfolgreich gewesen. Die tatsächlichen meist nächtlichen Lieferungen von Kriegsmaterial von Russland über die Grenze war verschiedentlich von ukrainischen Stellen gemeldet worden, jedoch erst im August 2018 von OSZE-Beobachtern erstmals in auswertbarer Form dokumentiert worden.
Der Abschuss von Malaysia-Airlines-Flug 17 erfolgte durch ein den russischen Streitkräften zuzuordnendes Buk-System. Schon ab August 2014 waren T-72-Panzer der nur von den russischen Streitkräften benutzten Version T-72B3 in der Ukraine eingesetzt worden sowie T-90A. Ebenso früh war von ausschließlich russischen Raketenwerfer-Systemen „Tornado“ die Rede, dieses System wird sogar im Memorandum zu den aus den Kampfgebieten zurück zu ziehenden schweren Waffen gemäß Minsker Protokoll im September 2014 erwähnt.
Zwei Beobachtungs-Drohnen der OSZE wurden von (pro-)russischen Truppen mittels konzentrierter Mikrowellen (also mit den neuesten High-Tech-Waffen einer modernen Armee) zum Absturz gebracht. Im Mai 2015 wurde eine russische IAI Searcher Feuerleit-Drohne über der Ukraine abgeschossen, die erst zum Jahreswechsel 2013/14 bei den russischen Streitkräften eingeführt worden war. Kurz darauf veröffentlichte Bellingcat eine (weitere) Lokalisierung eines modernen russischen Panzir-S1-Systems in Luhansk. Die seit September 2014 bekannte und im Spätherbst 2014 auf ukrainischer Seite vorsichtig gemeldete Präsenz von 240-mm-Mörsern des russischen Typs 2S4 wurde im Juli 2015 nach einer Sichtung durch die OSZE bestätigt. Schon im August 2014 war das Wintores-Scharfschützengewehr beim Vorstoß der russischen Truppen bei Ilowajsk im Einsatz gewesen, im Frühjahr 2015 trug ein in der Ukraine gefangengenommener russischer Soldat ein solches Gewehr bei sich. Die OSZE dokumentierte nach früheren Beobachtungen der ukrainischen Seite im August 2015 und August 2016 selber russische Störstationen R-330ZH „Schitel“, mit der Mobilfunknetze unterdrückt werden können. Ende September 2015 meldeten die OSZE-Beobachter ein Waffensystem des Typs TOS-1 „Buratino“ in der Ostukraine. Sie hatten den Mehrfachraketenwerfer am 26. September auf einem Übungsgelände der Separatisten, 31 km südwestlich von Luhansk, entdeckt. BPM-97 waren schon 2015 in Debalzewe eingesetzt worden. Die OSZE dokumentierte 2018 im Weiteren die Anwesenheit eines Systems vom Typ Krassucha zur elektronischen Störung und weitere 3 solcher russischen Systeme.

### Russische „Freiwillige“ 2014–2021
Zur Verschleierung der Anwesenheit russischer Soldaten in der Ukraine schieden diese nach übereinstimmenden Berichten offiziell aus dem Militärdienst aus, um danach mit einem inoffiziellen Vertrag in die Ukraine zu gelangen. Oft wurden die geleisteten Dienste trotzdem mit dem für die Streitkräfte üblichen Begriff „Dienstreise“ bezeichnet. Neben diesen Zeitsoldaten waren offenbar aber auch gewöhnliche Rekruten der russischen Streitkräfte, also Wehrpflichtige, in der Ukraine im Einsatz, deren Beteiligung an Kampfhandlungen laut dem Gesetz verboten ist. Damit nahmen auch nicht alle russischen Soldaten freiwillig am Krieg teil. Gegenüber der OSZE hatten Gefangene die Aussage gemacht, dass sie „Bestandteil von russischen Einheiten seien, die im Rotationsverfahren in der Ukraine kämpfen“.
Nach Informationen von Fachleuten aus Kreisen der russischen Opposition um Boris Nemzow wurden für die angeblichen Freiwilligen 80.000 Monatslöhne zu eintausend Euro eingesetzt. Ein solcher Lohn entspricht fast dem Doppelten eines russischen Durchschnittseinkommens, gleichzeitig bedeutete diese Zahl, dass zehn Monate lang je 8000 Personen Lohn erhalten hatten.
In einem Bericht von Gazeta.ru war im Sommer 2015 von einem Gehalt von 140 Euro pro Tag die Rede sowie einem in Russland mit zahlreichen Vergünstigungen versehenen Veteranenstatus.
Der Nachteil des inoffiziellen Status eröffnete sich den Soldaten und Angehörigen insbesondere im Falle einer Verhaftung, Verwundung oder des Todes, da im Unterschied zu einem Vertragssoldaten keine offiziellen Untersuchungen, keine Renten und andere staatlichen Leistungen zu erwarten waren. Auch die beiden im Mai 2015 gefangenen russischen Soldaten, die in Kiew den Besuch des russischen Botschafters wünschten, wurden von jenem ignoriert. In russischen Medien war davon die Rede, dass es „sinnvoller sei“, freiwillig in der Ukraine eingesetzt zu werden, als in den Kasernen zu sitzen.
Aus Angst vor einem Einsatz in der Ukraine nahm aber die Zahl der Fahnenflüchtigen zu: In der Republik Adygeja wurden im ersten Halbjahr 2015 nicht weniger als 62 Verfahren wegen unerlaubten Entfernens (bzw. eigenmächtiger Abwesenheit) von der Truppe und Desertion eingeleitet, verglichen mit 35 solcher Verfahren in den Jahren 2010–2014.
Bereits im August 2014 sorgten frische, vorerst namenlose Gräber auf einem Friedhof in Pskow im Nordwesten Russlands für mediales Aufsehen. Lokale Medien berichteten, dass dort russische Soldaten von der Eliteeinheit der 76. Gardedivision der russischen Luftlandetruppen begraben wurden, die in der Ostukraine gestorben waren. Einige Verwandte der Getöteten bestätigten zunächst, dass die Soldaten bei der Schlacht um Luhansk ums Leben kamen, zogen ihre Aussagen jedoch wieder zurück, nachdem sie eingeschüchtert worden waren. Von Russland hieß es weiterhin offiziell, dass keine russischen Soldaten in der Ukraine kämpften und es in der Fallschirmjägerbrigade keine neuen Todesfälle gegeben habe. Im Jahr 2018 wurden, finanziert vom russischen Verteidigungsministerium, die Sandhügel und namenlosen Kreuze auf dem Friedhof durch Grabsteine aus Granit mit Namen, Dienstabzeichen, Porträts in Lebensgröße und Kränzen des Militärs ersetzt. Solche Versorgungsgelder stehen nur Veteranen mit 20-jähriger Berufszugehörigkeit und Teilnehmern an Kampfhandlungen zu.
Mitte Mai 2015 wurden bei Luhansk zwei Angehörige der russischen 3. Garde-Spezialaufklärungsbrigade festgenommen.
Im August 2015 wurde in einer russischen Internetquelle unbeabsichtigter Weise von einer Zahl von 2000 gefallenen und 3200 schwer verwundeten russischen Militärangehörigen berichtet; diese Quelle wurde nach kurzer Zeit gelöscht.
Nicht offiziell dementiert wurde ein Bericht im Jahr 2017 von Wedomosti: Aufgrund von Fall-Anmeldungen beim Versicherer von Angehörigen der russischen Streitkräfte ließen sich für die Gefechte von Ilowajsk im August 2014 die Verluste unter der russischen Truppen auf nicht über 170 Personen schätzen.
Ein Offizier der russischen Streitkräfte, Oleg Leontjew, bat im Jahr 2018 vor einem russischen Militärgericht um eine Strafmilderung in Anbetracht seiner Kampfhandlungen und Verdienste in der Ukraine. Dies galt als erstes vor Gericht protokolliertes Eingeständnis eines russischen Soldaten über die Truppenpräsenz Russlands in der Ukraine. Der wegen Tötung eines Soldaten unter merkwürdigen Umständen angeklagte Leontjew sagte, dass er auf dem Territorium des Nachbarstaates, wo russische Truppen offiziell nicht aktiv waren, an militärischen Operationen teilgenommen habe.
Ein weiteres Gerichtsverfahren offenbarte 2021 detailliert die Logistik, welche Russland zur Versorgung der regierungsfeindlichen Kräfte betrieb und enthielt als deren Bezeichnung „militärische Einheiten der Streitkräfte der Russischen Föderation, stationiert auf dem Gebiet der DNR und der LNR“. Nachdem Präsidentensprecher Peskow den Sachverhalt energisch dementiert hatte, erklärte das Gericht, diese Aussage des Angeklagten sei von ihm nicht inhaltlich geprüft worden.

### Finanzierung der Separatisten
Im April 2022 wurde angeblich Hausarrest gegen Wladislaw Jurjewitsch Surkow verhängt. Grund sei die Veruntreuung von Geldern, die für die ostukrainischen Separatisten gedacht waren. Zuvor hatte laut dem Nemzow-Bericht Igor Girkin mitgeteilt, dass er auf Druck des Kremls von seinem offiziellen Amt im Donbass zurückgetreten sei. Er erklärte auch, dass Surkow im Donbass eine entscheidende Rolle spiele.

## Rückhalt in der Bevölkerung
Der Rückhalt in der Bevölkerung für die Bewaffneten („mehr oder minder starke Sympathie für die bewaffneten Besetzer“) betrug im April 2014 gemäß einer Umfrage des Kyiv International Institute of Sociology (KIIS) etwa 11 Prozent. Laut einer anderen Umfrage der Domestic Initiatives Foundation vom 3. März 2014 war etwa in Donezk nur rund ein Drittel der Bevölkerung für eine mögliche Angliederung an Russland. In Luhansk und Odessa waren es 24 Prozent. Im weiteren Verlauf der Auseinandersetzung sprachen die Medien bis Mitte August 2014 von durchgehend schwindendem Rückhalt. Ein Problem, so ein russischer Agent in einem abgehörten Telefonat, seien jene Angehörigen, die kriminell seien, aber auch jener Teil der religiösen russisch-orthodoxe Fanatiker, „die jeglichen Bezug zur Realität verloren hätten“. Auch im April 2015 nach Russland zurückkehrende Freischärler erklärten, sie seien von der misstrauischen Bevölkerung gelegentlich als Okkupanten bezeichnet worden. Mitte Juni 2015 fand sich der Chef der Donezker „Volksrepublik“ in einer spontanen Anti-Kriegs-Demonstration wieder. Der russische Journalist Pawel Kanygin von der Novaya Gazeta hatte darüber berichtet und wurde festgehalten, geschlagen und auf ein Feld an der russischen Grenze deportiert. Auch anderen Journalisten, die „ungünstig“ berichtet hatten, wurde eine benötigte Akkreditierung verweigert. „Wir machen hier die Regeln für unsere Gäste, wenn Sie das nicht mögen, kommen Sie doch einfach nicht hierher“ ließ man einen niederländischen Journalisten wissen. Damit glich sich die Lage für Journalisten derjenigen in Russland an, wo Simon Ostrovsky von VICE News wegen seiner Recherchen für unerwünscht erklärt worden war.
In den Jahren 2017/2018 legte der stellvertretende Leiter der OSZE-Mission wiederholt Wert auf die Feststellung, dass die Bevölkerung nicht nur nicht wisse, warum dieser Konflikt angefangen hatte, sondern sie verstehe ebenso wenig, warum er nicht aufhöre.

## Auswirkungen auf die Einwohner
Bis zum 6. Mai 2022 hatten nach Angaben des UN-Flüchtlingskommissars 5,8 Mio. Menschen das Land verlassen, etwa 400.000 davon wurden bis dahin als Flüchtlinge in Deutschland erfasst. Seitdem sich die russischen Truppen aus dem Gebiet um Kiew zurückgezogen haben und die Kriegshandlungen vornehmlich im Osten und Süden des Landes stattfinden, kehren etwa 20.000 Menschen pro Tag zurück (Zahlen von Ende April 2022).

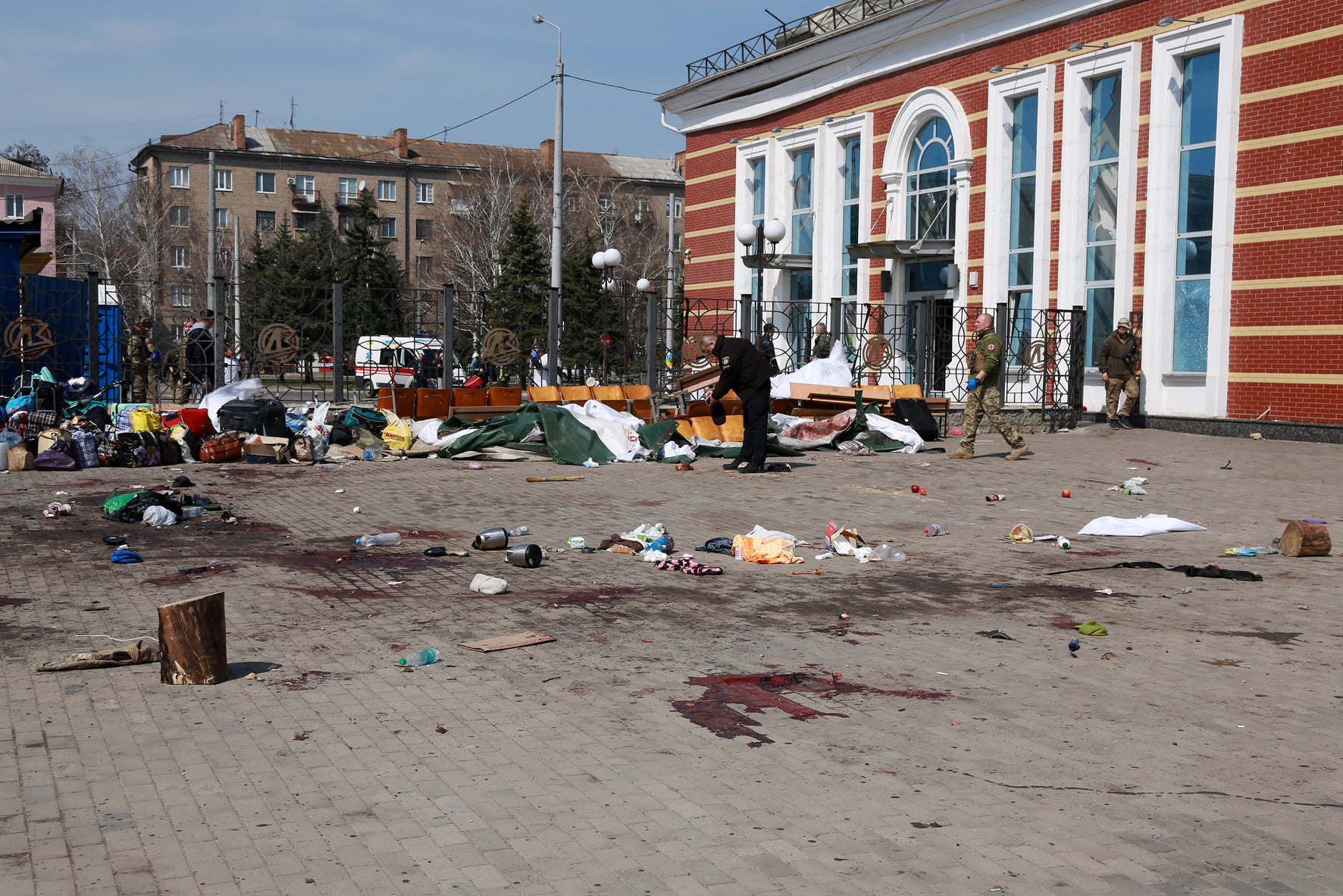
Bahnhofsvorplatz von Kramatorsk nach dem Angriff

Auch die Zahl der Binnenflüchtlinge ist hoch: Allein die ukrainische Eisenbahn (UZ) hat in den ersten zwei Monaten des Krieges etwa 4 Mio. Menschen, das sind etwa 10 % der Bevölkerung der Ukraine, aus östlichen in westliche Landesteile gebracht. Die Eisenbahn ist auch von großer Bedeutung für Hilfstransporte. Damit wurde die Eisenbahninfrastruktur aber auch zu einem bevorzugten Ziel russischer Angriffe. So wurden bei dem russischen Angriff auf den Bahnhof von Kramatorsk am 8. April 2022, wo mehrere hundert Zivilisten auf die Evakuierung mit der Bahn warteten, 58 Menschen getötet und über 100 weitere verletzt.

## Ukrainische Armee und ihre Ausrüstung von Januar 2014 bis März 2022

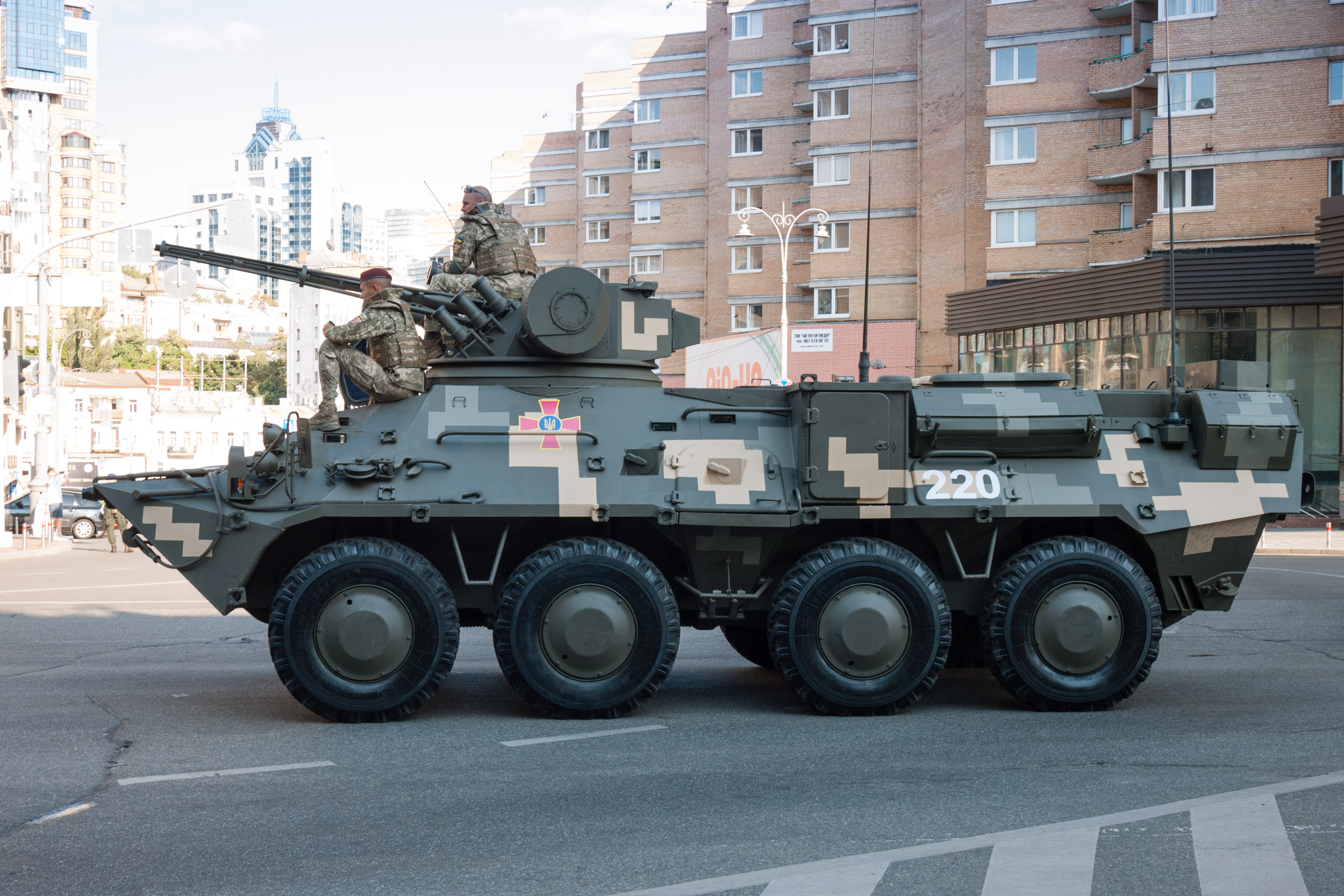
Ukrainischer BTR-3 in Kiew (2021)

Die „nicht einsatzfähige und kaputtkorrumpierte“ Armee der Ukraine war zu Beginn 2014 in einem seit Jahren beklagten desolaten Zustand, sie war unterfinanziert und sowohl schlecht ausgebildet als auch ausgerüstet; die neueste Waffengeneration fehlte gar vollständig. Als möglicher Gegner war schon in den Jahren zuvor Russland genannt worden. Den Ukrainern war das Bestreben Russlands, „russische Erde zu sammeln“, auch schon vor dem gegen Georgien geführten Krieg bekannt, weshalb sie sich beispielsweise gegen die Unterstützung des Kosovo aussprachen.
Während des Krieges mit Georgien wuchsen in der Ukraine die Befürchtungen betreffend der Krim, da die Beziehungen zu Russland seit der Orangen Revolution „den Charakter eines Dauerkonflikts“ aufwiesen.
Im April 2014 bildeten sich paramilitärische Freiwilligenverbände, um die Armee zu unterstützen, die laut Alexander J. Motyl eine tatsächlich einsetzbare Truppenstärke von nur rund 6000 Mann aufgewiesen habe. Meist wurden die Freiwilligenbataillone nach denjenigen ukrainischen Regionen benannt, aus denen die meisten Rekruten stammten; in der Oblast Dnipropetrowsk wurde mit Unterstützung des Gouverneurs Ihor Kolomojskyj das Bataillon Dnipro aufgestellt.
Aus dem Donbass stammt das Bataillon Donbas, das von Semen Sementschenko gegründet wurde.
Das Bataillon Asow, inzwischen Regiment Asow, wurde in Berdjansk in der Region des Asowschen Meeres aufgestellt. Das Sankt-Maria-Bataillon bildete sich aus christlichen Freiwilligen. Sie folgten damit der Linie des Patriarchen von Kiew, Filaret, der Putin in Aussagen im September 2014 als „neuen Kain“ und somit als „Brudermörder“ und „besessen“ bezeichnete.
Diese Einheiten waren formell dem ukrainischen Innenministerium bzw. der Nationalgarde unterstellt und kamen seit Mai 2014 in der Ostukraine zum Einsatz. Der Politiker Oleh Ljaschko vereidigte am 8. Juli in Dnipropetrowsk die Kampfeinheit Bataillon Schachtar.
Anfang Juli 2014 wurde bekannt, dass auch die rechtsextreme Organisation Prawyj Sektor (dt. „Rechter Sektor“) über einen paramilitärischen Freiwilligenverband verfügte, der an den Kampfhandlungen beteiligt war.
In den acht Jahren von 2014 bis 2022 gab es große Veränderungen. Es gab ukrainische Untersuchungen in Fällen von Militärs und Freiwilligen, die im Donbass Verbrechen gegen die Menschlichkeit begangen hatten. Die Freiwilligenbataillone wurden in die Befehlsstrukturen integriert. Ein spezieller Dienst für militärisch-zivile Zusammenarbeit wurde geschaffen, um Aktionen mit humanitären Organisationen und Anwohnern zu koordinieren. Von 2017 bis 2021 importierte die Ukraine nur 0,1 Prozent der weltweit gehandelten Waffen. «Es fehlt der Ukraine an Geld. Und viele Staaten weigerten sich, ihr Waffen zu liefern, um nicht den russischen Unmut anzuheizen», so Pieter Wezeman vom Stockholmer Friedensforschungsinstitut SIPRI. Bei den von der ukrainischen Rüstungsindustrie hergestellten Waffen handele es sich laut Wezeman nicht um hochmodernes Kriegsgerät und auch nicht um große Stückzahlen. Gekauft hat die Ukraine von Frankreich, Polen und Litauen unter anderem Panzerabwehrwaffen, Transporthelikopter und – was am meisten Aufsehen erregte – türkische Drohnen. «Es sind allerdings bloss zwölf Stück – und keine Superwaffen», sagte der Sipri-Fachmann. Erst nach dem russischen Angriff auf die Ukraine nahmen die Waffenlieferungen – vor allem aus westlichen Ländern – deutlich zu.
Schon bei Ausbruch der Kämpfe hatte sich die Ukraine um Waffenlieferungen aus dem Westen bemüht. Obama verhinderte die vom Kongress bewilligte Lieferung von Panzerabwehrwaffen 2014. Israels Außenministerium hatte den Verkauf von Drohnen an die Ukraine aus Rücksicht auf die Beziehungen mit Russland untersagt. In den folgenden Jahren gelangten die ersten Waffen aus nicht-staatlichen Verkäufen in die Ukraine, zum Beispiel 100 Stück amerikanische Nachbauten sowjetischer Panzerfäuste vom Typ RPG-7 (PSRL-1). Mindestens fünf osteuropäische Staaten lieferten sowjetisches Material. Litauen lieferte als einziges Land ab 2016 offiziell 40 Maschinengewehre für Schützenpanzer und 68 tragbare Maschinengewehre; 2017 folgten weitere Lieferungen.
Im Juni 2014 kündigte eine Sprecherin des US-Verteidigungsministeriums die Entsendung einer kleinen Gruppe von Militärberatern in die Ukraine an, welche die mittel- und langfristigen Reformbedürfnisse der Ukrainischen Streitkräfte beobachten sollen.
Im September entsandte das US-Verteidigungsministerium mehr als ein Dutzend Militärangehörige nach Kiew, um den ukrainischen Sicherheitskräften Ratschläge zur Aufstandsbekämpfung und taktischer Militärplanung zu geben. Zu den Zielen der US-Militärs gehören auch Bewertungen von Sicherheitsanforderungen und die Suche nach Wegen zur Bereitstellung militärischer Ausrüstung durch die USA.
Aus Großbritannien begann 2015 durch einen privaten Anbieter die Lieferung von 75 ausgemusterten Saxon-Mannschaftstransportern in die Ukraine. Das Geschäft mit den als nicht für einen Fronteinsatz tauglich eingeschätzten Fahrzeugen war im Jahr 2013, also noch vor dem Krieg, zustande gekommen.
Laut der ukrainischen Parlamentspräsidentin Olena Kondratjuk hätten ab Beginn des Kriegs bis 2021 mehr als 13.500 Soldatinnen der ukrainischen Streitkräfte gegen prorussische Separatisten in der Ostukraine gekämpft.
Ab Herbst 2021 waren aufgrund eines erneuten russischen Truppenaufmarsches an der Grenze weitaus mehr NATO-Staaten bereit, die Ukraine direkt zu unterstützen: Waffen lieferten Estland (Javelin), USA, Lettland, Litauen (Stinger), Polen (Grom-MANPADS), Tschechien (Artilleriemunition), dazu Großbritannien (Panzerabwehr). Die USA stellen Radargeräte zur Artillerieortung, Aufklärungsdrohnen, Geländewagen sowie Panzerabwehrraketen, Scharfschützengewehre und Küstenpatrouillenboote bereit. Die Türkei lieferte Kampfdrohnen des Typs Bayraktar TB2 und kündigte die Lieferung von Kriegsschiffen an. Polen, Bulgarien und Montenegro sollen Munition für Waffen sowjetischer Bauart geliefert haben.
Zu Beginn des russischen Überfalls im Februar 2022 war die Ausrüstung der ukrainischen Armee immer noch mangelhaft und wild zusammengewürfelt; oft hatten viele Soldaten verschiedene Ausrüstungen, die auch nicht alle vom Staat stammten und oft unzureichend waren,
Soldaten wurden von ihren Müttern oder Ehefrauen mit Kampfausrüstung versorgt, die diese in Mitteleuropa eingekauft hatten. Viele Soldaten fuhren mit Privatfahrzeugen an die Front. Ex-Präsident Kutschma, jahrelanger Unterhändler mit Russland, bedauerte, dass es der Ukraine in den Jahren des hybriden russischen Krieges nicht gelungen war, jene weitreichenden schweren Waffen zu erhalten, welche als einzige Russland hätten abschrecken können, eine Invasion zu beginnen.

## Einflussnahme von ausländischen Freiwilligen auf die Kämpfe
Seit Beginn des Konfliktes in der Ostukraine nahmen ausländische Freiwillige an den Kämpfen teil. Aus mehreren Ländern (Russland, Tschetschenien, Bosnien) kämpfen Personen auf beiden Seiten. Verglichen allein mit der Zahl der Toten – seit Beginn der Auseinandersetzungen bis zum Frühjahr 2015 mehr als 6000 – ist die Zahl dieser Freiwilligen gering. Einen wirklichen Einfluss auf den Verlauf hatten hingegen lediglich die vermeintlichen Freiwilligen aus Russland.

### Auf Seiten der Ukraine

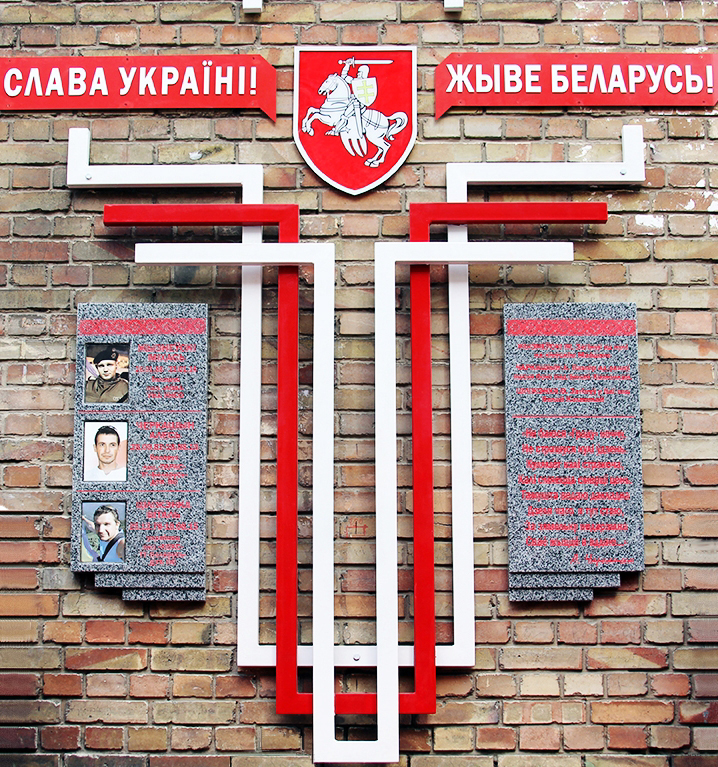
Denkmal für die Belarussen, die für die Ukraine gefallen sind (Kiew)

Laut Medienberichten kämpfen bis zu 300 Ausländer aus 18 Staaten auf Seiten der ukrainischen Truppen. Sie stammen aus Schweden, Frankreich, Kroatien, Belarus und auch aus Russland. Belarussische Freiwillige haben im Juli 2014 die Kampfgruppe „Atrjad Pahonja“ aufgestellt. Später wurde die „Taktische Gruppe Belarus“ gegründet. Der Franzose Gaston Besson, ein bekannter Rechtsextremist und ehemaliger Kriegsveteran des Kroatienkrieges, rekrutierte Kämpfer für das Asow-Regiment. Es schlossen sich auch Freiwillige aus Georgien den ukrainischen Truppen an.
Die Hindustan Times berichtete am 27. März 2022, dass das Kastus-Kalinouski-Bataillon, bestehend aus belarussischen Freiwilligen, einen Eid auf die ukrainische Armee abgelegt habe. Die BBC berichtete von belarussischen Dissidenten, die der ukrainischen Armee beitraten, um einen Stellvertreterkrieg gegen ihr eigenes Regime zu führen. Nach Angaben des ZDF sollen es mindestens 200 gewesen sein.
Russische Anarchisten kämpfen, unterstützt von Antifaschisten, auf der Seite der Ukraine gegen Putin.

### Auf Seiten der regierungsfeindlichen, prorussischen Kräfte
Viele russische paramilitärische Organisationen unterstützen den bewaffneten Kampf, darunter rechtsextreme Gruppierungen wie etwa die Russische Nationale Einheit. Andere ausländische Kämpfer kommen aus Deutschland, Serbien, Spanien oder Frankreich. Die serbischen Kämpfer geben eigenen Angaben zufolge an, sich für die russische Unterstützung im Bosnienkrieg bedanken zu wollen. Der Franzose Victor Alfonso Lenta, ein Ex-Militär, rekrutiert Kämpfer. Viele dieser Kämpfer haben antiwestliche, linksradikale und nationalistische Ansichten. Dies bestätigte auch ein Interview mit einem aus Brasilien stammenden Kämpfer. Auch in Italien werden Rechtsextreme rekrutiert, um auf russischer Seite gegen die Ukraine zu kämpfen. Im August 2018 nahm die italienische Polizei sechs Rechtsextreme fest und erhob Anklage gegen 15 weitere Personen wegen Rekrutierung von Kämpfern und illegalen Waffenbesitz im Auftrag eines fremden Landes. Einer der festgenommenen Männer ist Gabriele Carugati, der Sohn der Lega-Nord-Politikerin Silvana Marin. Angeklagt wurde auch der Rechtsextremist Andrea Palmieri, der bereits im März 2015 im italienischen Fernsehen über seine Kampfhandlungen in der Ostukraine erzählt hatte, sowie der ehemalige Soldat Antonio Cataldo, der in Russland trainiert hatte. Nach Angaben der Ermittler wurden die Angeklagten bezahlt, um in der Ostukraine zu kämpfen. Der Brite Benjamin Stimson wurde im Juli 2017 zu fünf Jahren Haft verurteilt, nachdem er gestanden hatte, dass er 2015 illegal in die Ukraine eingereist war, um dort zusammen mit russlandtreuen Militärs terroristische Handlungen vorzubereiten und auszuführen. Zusätzlich zur Bezahlung, welche diese Söldner erwarten konnten, hätten Hintermänner für tote Ukrainer zusätzlich bezahlt; der Wert des Lebens des Feindes sei nicht null gewesen, sondern negativ, so Wiktor Jerofejew.

### Tschetschenische Kämpfer auf beiden Seiten

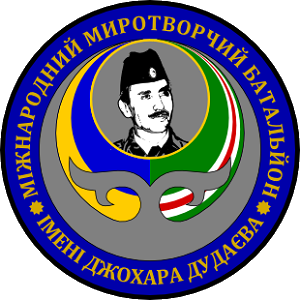
Abzeichen des Dschochar-Dudajew-Bataillons

Sowohl die ukrainische Regierung als auch die Separatisten werden von Gruppen tschetschenischer Kämpfer unterstützt. Im März 2014 bildete sich das Dschochar-Dudajew-Bataillon unter Führung von Issa Munajew, um sich und die Ukraine nach eigenen Angaben gegen die „russische Aggression“ zu verteidigen. Munajew fiel im Kampf um Debalzewe. Im Oktober 2014 wurde ein zweites tschetschenisches proukrainisches Bataillon gegründet, das nach dem Widerstandsanführer des späten 18. Jahrhunderts, Scheich Mansur, benannt ist.
Gleichzeitig kämpft eine starke Gruppe, die zu der tschetschenischen Kadyrow-Regierung hält, für eine Abspaltung des Donbas. Das tschetschenische Oberhaupt Ramsan Kadyrow hatte schon für seinen Einsatz auf der Krim von Präsident Putin einen Orden verliehen bekommen dafür, dass er die Krim „bei ihrer Selbstbestimmung unterstützt“ hatte, was gegen eine komplette Freiwilligkeit der tschetschenischen Kämpfer spricht.
Boris Nemzow versuchte 2014, die Kadyrow-Freiwilligen, die ungehindert die Grenze zur Ukraine überquerten, in Russland vor Gericht zu stellen. Nemzow wurde im Februar 2015 von tschetschenischen Tätern ermordet; Auftraggeber dafür wurden nicht ermittelt.

### Nordkoreanische Soldaten auf Seiten Russlands
Seit Oktober 2024 gibt es Berichte, dass Nordkorea Russland nicht nur mit Munition und Waffen unterstützt, sondern auch rund 12.000 Infanteriesoldaten an Russland abgegeben hat, die in russischen Uniformen im Krieg gegen die Ukraine eingesetzt werden sollen. Der südkoreanische National Intelligence Service hatte gemeldet, dass russische Schiffe die Soldaten nach Wladiwostok gebracht hätten und dass sie nun für den Einsatz an der ukrainischen Front ausgebildet würden. Nordkorea bekommt im Gegenzug von Russland Erdöl und Lebensmittel geliefert und Unterstützung in seinem Raketen- und Atomprogramm. Nach einem Bericht der südkoreanischen Tageszeitung Chosun Ilbo seien bereits mehrere nordkoreanische Soldaten bei Kursk desertiert. In Donezk seien sechs Nordkoreaner bei einem ukrainischen Raketenangriff getötet und drei weitere verletzt worden.
Laut Einschätzung von Simon Gauseweg (Jurist mit Spezialisierung auf Völkerrecht, Europarecht und ausländisches Verfassungsrecht) ist es – Stand Oktober 2024 – fraglich, ob es sich bei Nordkoreas Unterstützung Russlands um eine direkte Kriegs- oder Konfliktbeteiligung handelt bzw. ob Nordkorea zur Kriegspartei im Russisch-Ukrainischen Krieg wurde, wenn die nordkoreanischen Soldaten unter russischem Kommando und in russischen Uniformen in den Krieg zogen.
Im April 2025 bestätigten Nordkorea und Russland die Beteiligung nordkoreanischer Truppen am Krieg, insbesondere in der Region Kursk, auch offiziell. Zuvor war diese noch geleugnet worden.

## Friedensbemühungen und Einigungsversuche

### Genfer Erklärung vom April 2014
Bei „Genfer Gesprächen“ zwischen den Außenministern der USA, Russlands, der Außenbeauftragten der EU und dem Interimsaußenminister der Ukraine wurde am 17. April 2014 eine Vereinbarung getroffen, die Spannungen abbauen und die Sicherheit für alle Bürger wiederherstellen sollte. Es sollten alle illegal bewaffneten Gruppen in allen Regionen der Ukraine entwaffnet und besetzte Gebäude, Straßen und Plätze geräumt werden. Alle Seiten wurden zum Gewaltverzicht aufgerufen und eine Amnestie für alle Teilnehmer, die keine Kapitalverbrechen begangen hatten, verkündet. Beobachter der OSZE sollen die ukrainischen Behörden bei der Umsetzung dieser Deeskalationsschritte in führender Rolle unterstützen. Es wurde „ein sofortiger, breiter nationaler Dialog“ gefordert. Der bereits „angekündigte Verfassungsprozess wird transparent sein und niemanden ausgrenzen“. Die Teilnehmer unterstrichen die Wichtigkeit der wirtschaftlichen und finanziellen Stabilität der Ukraine.
Wenige Tage später formulierten die Separatisten den Rücktritt der Regierung als Voraussetzung für das Niederlegen der Waffen.
Beim Jahrestreffen des Europarates Anfang Mai 2014, an dem auch die Außenminister Russlands und der Ukraine, Sergei Lawrow und Andrij Deschtschyzja, teilnahmen, wurde vorgeschlagen, noch vor dem Wahltermin am 25. Mai eine zweite „Genfer Konferenz“ zur Versöhnung der Gegensätze abzuhalten. Lawrow forderte, dazu auch die prorussischen Aktivisten einzuladen, was der Außenminister der Ukraine zurückwies.

### „Runder Tisch“
Am 13. Mai 2014 flog der deutsche Bundesaußenminister Steinmeier zu Vermittlungsgesprächen mit dem Ziel der Einrichtung eines „runden Tisches“ nach Kiew.
Am 14. Mai wurde dort unter der Schirmherrschaft der OSZE und der Moderation des deutschen Exdiplomaten Wolfgang Ischinger das erste der geplanten Gespräche geführt. Die Regierung in Kiew hatte dazu Experten aus der gesamten Ukraine eingeladen, jedoch keine Vertreter der Separatisten – die laut Wolfgang Ischinger, auch falls eingeladen, nicht gekommen wären.
Teilnehmer am ersten, zweieinhalb Stunden dauernden „Rundtischgespräch“ waren: Interimspräsident Oleksandr Turtschynow, Ministerpräsident Arsenij Jazenjuk, die frühere Ministerpräsidentin Julija Tymoschenko, OSZE-Moderator Wolfgang Ischinger, die früheren Präsidenten der Ukraine Leonid Kutschma und Leonid Krawtschuk sowie der Fraktionsvorsitzende der „Partei der Regionen“ im ukrainischen Parlament, Oleksandr Jefremow (ukr. Олександр Сергійович Єфремов).
Am 17. Mai fand in Charkiw die zweite Sitzung des Runden Tisches statt, die ebenfalls ergebnislos blieb. Am 21. Mai fand in Mykolajiw eine dritte Sitzung statt. Arsenij Jazenjuk schloss auf dieser Sitzung bilaterale Gespräche mit Russland aus und äußerte, es könnten allenfalls, wie seinerzeit in Genf, Gespräche unter Beteiligung der USA erfolgen.
Am 30. Juni 2014 erklärten die Präsidenten Frankreichs, der Ukraine, Russlands und die Kanzlerin der Bundesrepublik Deutschland nach gemeinsamen Telefonaten halboffiziell, die am Abend dieses Tages auslaufende Waffenruhe müsse verlängert werden, um gemeinsam mit allen Beteiligten, unter Einbindung der OSZE, eine dauerhafte Lösung des Konfliktes zu realisieren. Insbesondere sollten Russland und die Ukraine gemeinsam für eine Grenzüberwachung sorgen, und die Ukraine solle sich mit den Aufständischen an einen Tisch setzen.
Für die Ukraine „waren die Voraussetzungen jedoch nicht erfüllt“; Poroschenko sagte in Kiew bei einer offiziellen Rede: „Im Verlauf von zehn Tagen haben wir dem Donbass, der Ukraine und der ganzen Welt gezeigt, dass wir diesen von außen provozierten Konflikt friedlich regeln wollen, jedoch haben die Aufständischen mit „verbrecherischen Taten“ die einmalige Chance zunichtegemacht. Der Friedensplan bleibt in Kraft: Wir sind zur Einstellung des Feuers in jedem Moment bereit, sobald wir sehen, dass sich alle Seiten an die Erfüllung der Hauptpunkte des Friedensplans halten.“ Dazu gehöre die Forderung nach Befreiung aller Geiseln, die noch in der Hand von prorussischen Kämpfern seien; stattdessen stellten die Aufständischen immer wieder eigene Bedingungen. Die OSZE werde ihre Arbeit nur nach dem Verschwinden von Waffen und Checkpoints wieder aufnehmen. Der Waffenstillstand war seitens der Separatisten einhundert Mal gebrochen worden und 27 ukrainische Soldaten hatten dabei ihr Leben verloren.

### Verhandlungen des Protokolls von Minsk („Minsk I“)

Karte der Frontlinien nach Minsk I (September 2014)
In der Eindellung in der Mitte zwischen Donezk und Luhansk entwickelte sich später der Kampf um Debalzewe

Am 2. September 2014 traf sich im belarussischen Minsk erstmals eine trilaterale OSZE-Kontaktgruppe, die sich aus Vertretern der Ukraine, Russlands und der OSZE zusammensetzt. An diesem Treffen nahmen auch Repräsentanten der Separatisten aus Donezk und Lugansk teil. Am 3. September, wenige Tage vor dem NATO-Gipfel und dem Inkrafttreten neuer Sanktionen des Westens, einigten sich nach Medienberichten die Präsidenten Poroschenko und Putin telefonisch auf einen Waffenstillstand. Dem widersprach jedoch umgehend Putins Pressechef Peskow. Er sagte, dass Russland nicht direkt einen Waffenstillstand vereinbaren könne, weil es an dem Konflikt im Donbass gar nicht beteiligt sei. Auch aus der Ukraine kam umgehend Widerspruch: „Das ist ein Plan zur Vernichtung der Ukraine und zur Wiederherstellung der Sowjetunion“, sagte Ministerpräsident Arseni Jazenjuk am 3. September 2014 in Kiew.
Am 5. September wurde dennoch ein zwölf Punkte umfassendes Protokoll von Minsk zwischen der ukrainischen Regierung und den prorussischen Separatisten unterzeichnet. Die Konfliktparteien vereinbarten darin eine von der OSZE zu überwachende Waffenruhe und einen Gefangenenaustausch. Neben der OSZE war auch Russland an der Vereinbarung beteiligt. Für die Ukraine unterzeichnete Kutschma das Dokument; als Vertreter des Donbass unterzeichneten Alexander W. Sachartschenko und Igor W. Plotnizki. Die ukrainische Seite verpflichtete sich zur Umsetzung eines Gesetzes über einen regionalen Sonderstatus.
Gemäß Boris Litwinow, einem Vertreter der Separatisten in Donezk, sollen Sachartschenko und Plotnizki nur als Beobachter an dem Treffen teilgenommen haben. Ihre Unterschrift dokumentiere lediglich, dass sie die Vereinbarung zur Kenntnis genommen hätten.
Am 16. September beschloss das ukrainische Parlament ein Gesetz über einen Sonderstatus der Konfliktregion in der Ostukraine sowie eine weitgehende Amnestie für die Separatisten. Staatspräsident Poroschenko hatte das Gesetz erst am Vormittag ins Parlament eingebracht. Das Gesetz über den Sonderstatus gilt für drei Jahre und verbrieft das Recht auf die eigene Sprache für die russischsprachige Bevölkerung in den Regionen Donezk und Luhansk. Zudem soll die Selbstverwaltung dieser Regionen gestärkt werden und es ist eine enge Kooperation mit angrenzenden russischen Gebieten geplant. Das Gesetz gesteht den Regionen außerdem eigene Wahlen sowie die Gründung einer eigenen Volksmiliz in den von den prorussischen Separatisten kontrollierten Regionen zu. Im Gegenzug sollen die Aufständischen in den nicht anerkannten „Volksrepubliken“ Donezk und Luhansk auf ihre Forderung nach Unabhängigkeit verzichten. Während der Parlamentssitzung in Kiew kam es zu Gewalttätigkeiten, an denen unter anderem die Organisation Prawyj Sektor, die Swoboda-Partei sowie die AutoMaidan-Bewegung beteiligt waren. Der Abgeordnete Witali Schurawski, ehemaliges Mitglied der Fraktion der Partei der Regionen, wurde von Protestierern körperlich angegriffen, in eine Mülltonne gestürzt und mit Abfällen beworfen.
Am 19. September kam es zu einem mehrseitigen Treffen derselben Gruppen in Minsk, wobei alle teilnehmenden Gruppen zunächst ihre schon bekannten Forderungen stellten. Am 20. September wurde aber dann eine Einigung über die Einrichtung einer Pufferzone um die umkämpften Gebiete in der Ostukraine bekanntgegeben, deren Einhaltung kontrolliert werden soll.
Nachdem der in Minsk vereinbarte Waffenstillstand dreieinhalb Monate lang kaum eingehalten worden war (siehe oben), wurde erst kurz vor Weihnachten am 23. Dezember 2014 offiziell bekanntgegeben, dass noch in derselben Woche die Friedensgespräche von Minsk wiederaufgenommen würden.
Im Januar 2015 gab der Separatistenführer Alexander Sachartschenko nach der angeblichen Eroberung des Flughafens Donezk offen zu, sich nicht an die Waffenruhe zu halten und im Gegenteil eine Offensive durchzuführen, mit dem Ziel, weiteres Territorium zu erobern.

### Minsk II

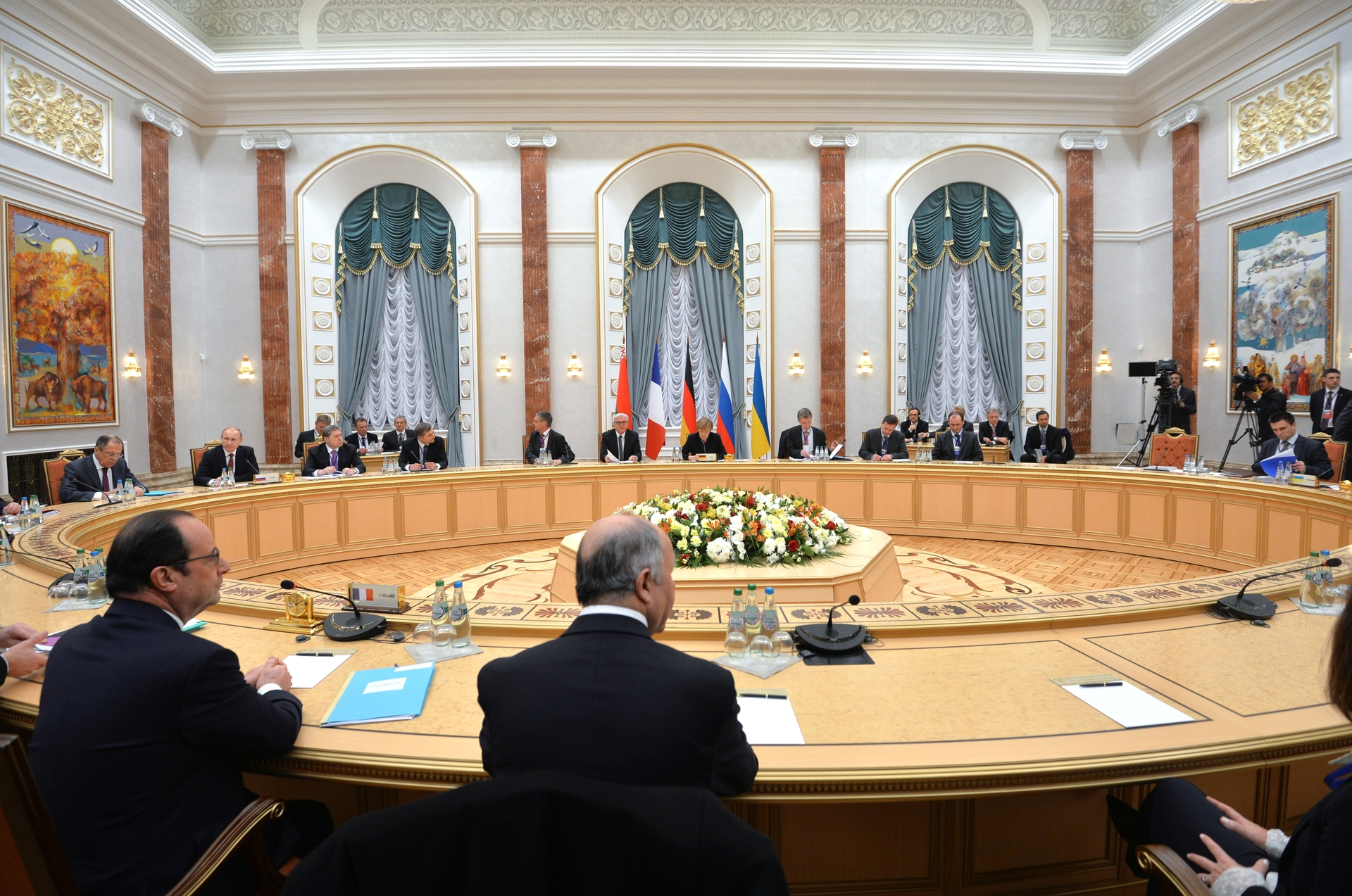
Verhandlungsdelegationen im Konferenzsaal, 11. Februar 2015

Anfang Februar 2015 lehnten Angela Merkel und Frankreichs Präsident François Hollande Waffenlieferungen an die Ukraine ab. Hollande bekräftigte, Frankreich sei nicht dafür, dass die Ukraine der NATO beitritt. Am 5. Februar reisten Merkel und Hollande zunächst zu einem Treffen mit dem ukrainischen Präsidenten Petro Poroschenko nach Kiew, der sich einige Stunden zuvor mit Arseni Jazenjuk und dem US-Außenminister John Kerry zu Gesprächen getroffen hatte. Danach reisten Merkel und Hollande weiter nach Moskau zu einem Treffen mit Putin. Nach einem fünfstündigen Dreiergipfel am 6. Februar 2015 kam als Ergebnis die Zusage zustande, den bislang gescheiterten Friedensplan von Minsk wiederbeleben zu wollen. Nach einem siebzehnstündigen „Verhandlungsmarathon“ in der Nacht vom 11. auf den 12. Februar kamen die Beteiligten (Poroschenko, Putin, Hollande, Merkel und die Milizenführer) zu einer Einigung. Die Einzelheiten wurden am späten Vormittag des 12. Februar bekannt gegeben: Demnach sollte das Verhandlungsergebnis vom September 2014 („Minsk I“) vollständig durchgeführt werden. Laut „Minsk II“ sollten ab Sonntag, 15. Februar 2015, 0:00 Uhr Ortszeit, die Waffen schweigen.
Die schweren Waffen sollten dann binnen 14 Tagen abgezogen und die Gefangenen binnen 19 Tagen freigelassen werden. Die ukrainische Armee sollte ihre schweren Waffen aus einem dem derzeitigen Frontverlauf entsprechenden Grenzgebiet abziehen. Für die Aufständischen galt Entsprechendes für die Grenze des von ihnen am 19. September 2014 besetzten Gebietes.
Am 24. August 2015 konferierten in Berlin aus Anlass des 24. Jahrestages der Selbständigkeit des ukrainischen Staates Merkel, Poroschenko und Hollande. Daraus resultierte die einheitliche Forderung, den Minsk-II-Vertrag vom Februar einzuhalten.

### Nach dem russischen Einmarsch 2022
Nach dem russischen Einmarsch im Februar 2022 fanden Verhandlungen in Belarus und in der Türkei statt. Die Ukraine brachte unter anderem den Verzicht auf einen NATO-Beitritt als Option ein, es war jedoch unklar, wie belastbare Sicherheitsgarantien aussehen könnten, nachdem das Budapester Abkommen von 1994 die Annexion der Krim nicht verhindert hatte. Die weiteren Verhandlungen in der Türkei zeigten (Stand August 2022) keinen ernsthaften politischen Willen Russlands, über eine Neutralität der Ukraine zu verhandeln. Nach einem Bericht von Reuters habe es zu Beginn des Krieges eine vorläufige Einigung mit einem Verzicht der Ukraine auf einen NATO-Beitritt gegeben, diese sei jedoch von Putin abgelehnt worden.

## OSZE-Beobachtermissionen und Vermittlungsbemühungen
Der Schweizer Bundespräsident und Präsident der Organisation für Sicherheit und Zusammenarbeit in Europa (OSZE), Didier Burkhalter, forderte am 24. Februar 2014 in einer Rede vor dem UN-Sicherheitsrat eine internationale Kontaktgruppe zur Ukraine unter dem Dach der OSZE zu bilden, der die wichtigsten Akteure angehören sollten, um zu erreichen, dass die russische und die ukrainische Seite direkt miteinander sprächen. Burkhalter rief sodann am 3. März 2014 in einer Rede vor dem UNO-Menschenrechtsrat in Genf dazu auf, die Souveränität und territoriale Integrität der Ukraine zu respektieren. Russland lehnte generell Hilfe der OSZE an die Ukraine und somit auch eine Beobachtermission der OSZE entschieden ab, begründet mit der gemäß Russland angeblich nicht legitimen ukrainischen Regierung.
Anfang März 2014 entschieden die OSZE-Mitgliedstaaten auf Anfrage der Ukraine unbewaffnete Militärbeobachter zur Durchführung von OSZE-Inspektionen nach dem Wiener Dokument der Verhandlungen über vertrauens- und sicherheitsbildende Maßnahmen von 2011 (WD 11) zu entsenden. Der Zutritt zur Krim wurde den Beobachtern verwehrt.
Russland ließ nach seiner Annexion der Krim zu, dass der ständige Rat der OSZE am 21. März auf Anfrage der Ukraine und unter Zustimmung aller 57 Mitgliedsstaaten die Entsendung einer OSZE-Beobachtermission mit erweiterten Befugnissen in die Ukraine – ohne die Krim – (OSCE Special Monitoring Mission (SMM)) beschloss. Ziel der SMM ist, Informationen zu sammeln, Bericht über die Sicherheitslage zu erstatten und vor Ort über konkrete Vorfälle zu berichten. Die SSM bestand je nach Zeitpunkt aus rund 500 bis 1200 zivilen, unbewaffneten Beobachtern aus mehr als 40 OSZE-Teilnehmerstaaten und bis 400 lokalen Mitarbeitern aus der Ukraine, die als Übersetzer, Verwaltungsassistenten und Berater arbeiten. Das ursprünglich sechsmonatige Mandat wurde jährlich verlängert, letztmals im März 2021. Der Sitz der Mission ist Kiew, das Mandat der Mission umfasst aber das gesamte Territorium der Ukraine und die Beobachter arbeiten in den zehn größten Städten der Ukraine (Donezk, Dnipro, Luhansk, Charkiw, Cherson und Odessa sowie Lemberg, Stanislau, Czernowitz und Kiew) 350 Beobachter arbeiteten 2015 alleine in den Donezker und Luhansker Regionen.
Auch noch nach der Zustimmung Russlands behauptete die russische Propaganda „einen Mangel an Neutralität der OSZE“; laut russischen staatlichen Medien existiere in der OSZE „eine gewisse politische Direktive […] die Ukraine zu einem Territorium zu machen, auf dem keine Rechtsnormen gelten.“ Unabhängig von der Beobachtungsmission wurde im Juli 2014 eine separate und zunächst auf drei Monate begrenzte Mission zur Beobachtung zweier russischer Grenzübergänge in Gukowo und Donezk aufgestellt, die nur ein Teil einer mehrere Schritte umfassenden Deklaration war – aus russischer Sicht ausschließlich „eine Geste guten Willens“.
Der Umfang dieser Mission wurde von westlichen OSZE-Mitgliedern anfangs als vollkommen unzureichend kritisiert. OSZE-Präsident Didier Burkhalter forderte am 29. August 2014 eine Untersuchung über den wachsenden Strom militärischen Personals und Ausrüstung aus Russland in das Konfliktgebiet; er wiederholte, die Souveränität und die territoriale Integrität der Ukraine müssten jederzeit geachtet werden.
Anfang Dezember 2016 machte der Leiter der OSZE-Beobachtungsmission, Alexander Hug, in der schärfest möglichen diplomatischen Form deutlich, dass „Männer in Uniformen und Anzügen“, welche behaupteten, die Interessen der Menschen zu vertreten, für die Zivilisten in den Konfliktgebieten verantwortlich seien und diese Verantwortung nicht wahrnähmen. Auch humanitäre Hilfe würde behindert. Auch noch im Februar 2018 sprach Hug identisch von einem Krieg, in dem die Menschen nicht verstünden, warum sie beschossen würden und dass die Menschen nicht an künstlich gezogene Linien glaubten; sie misstrauten nicht den Zivilisten auf der anderen Seite, sondern Entscheidungsträgern und sagten: „Das ist nicht unser Konflikt.“ Ein Bericht der Nowaja gaseta beschrieb Anfang August 2018 die Gebiete der „Volksrepubliken“ als Horte der Armut und Hoffnungslosigkeit ohne eine Möglichkeit zu menschenwürdiger Arbeit, die Region würde „sozial und wirtschaftlich zerstört“.
Russland hatte selbst die Ausrüstung von Beobachtern mit Feldstechern verhindert, während die für die Überwachung wichtigsten Werkzeuge, die Langstreckendrohnen, von August 2016 bis April 2018 überhaupt nicht eingesetzt wurden: 2016 waren mehrere Drohnen von Boden-Luft-Raketen über nicht von der Regierung kontrollierten Gebiet abgeschossen worden. Kurz vor Einstellung der Flüge hatte eine Drohne auch einen russischen Zhitel-Störsender aufgenommen. Erst im Jahr 2018 wurden die Flüge wieder aufgenommen. Der damalige Missionsleiter Alexander Hug sprach von unbequemen Fakten für „gewisse Leute“. Nach einem zweifachen Abschuss im Juni 2016 hatten die Beobachter trotz aller diplomatischen Zurückhaltung davon geschrieben, dass einmal die Indizien stark auf einen Abschuss aus Rebellengebiet hingewiesen hätten („evidence strongly suggested one of them was hit from a rebel position“).
Die Überwachung der beiden Grenzstellen Gukowo und Donezk durch 22 Mitarbeiter wurde am 30. September 2021 nicht verlängert.
Ein Beitrag der Berichte könnte sein, „dass kleine Vorfälle in der Ostukraine nicht als Anlass genommen werden, eine grössere Eskalation zu rechtfertigen“, die öffentlichen Berichte erschwerten es zudem, „Behauptungen in die Welt zu setzen, die nicht der Realität entsprechen“, so der ehemalige Leiter der Beobachtermission.
Am 2. September 2014 leitete die damalige Ukraine-Beauftragte der OSZE, die Schweizer Diplomatin Heidi Tagliavini die Gespräche der OSZE-Kontaktgruppe in Minsk, die den Waffenstillstand vom 5. September 2014 vorbereitete. Didier Burkhalter forderte eine Ausweitung der OSZE-Beobachtermission im Osten der Ukraine sowie deren Ausweitung zur Überwachung der Grenze. Zusätzlich solle die OSZE zur «Versöhnung, zum Wiederaufbau und zu Reformen» in der Ukraine beitragen. Der Sicherheits- und Verteidigungsrat der Ukraine hatte am 18. Februar 2015 beschlossen, sich um Blauhelm-Truppen in Form einer EU-Polizeimission zu bemühen. Auch der Ukraine-Beauftragte der USA befürwortete 2017 eine bewaffnete UN-Truppe. Unter dem Schutz einer Friedensmission sollten auch demokratische Wahlen in den Gebieten legitime Lokalregierungen ermöglichen, mit denen Kiew verhandeln könnte. Russland will keine Mission, welche die Grenze nach Russland kontrolliert. In der sehr beschränkten Mission nur entlang der Waffenstillstandslinie nach der Idee Russlands würde eine UNO-Mission gemäß Konrad Schuller förmlich das von den anti-ukrainischen Milizen besetzte Gebiet „beschützen“. Es wurde erwartet, dass die Ukraine Ende September 2018 einen Resolutionsentwurf zu Friedenstruppen bei der UNO-Generalversammlung vorstellt.
Die Chefunterhändlerin Heidi Tagliavini wurde im Juni 2015 durch den österreichischen UN-Botschafter in New York, Martin Sajdik, abgelöst. Im April 2017 starb ein OSZE-Beobachter, als ein Fahrzeug vermutlich auf eine Mine fuhr.
2017 zählte die OSZE über tausend Waffenstillstandsverletzungen pro Tag. Fünfhundert Zivilisten kamen laut Kenntnis der OSZE in diesem Jahr ums Leben. Am 16. Mai 2018 wurde der Waffenstillstand an einem einzigen Tag 2380 Mal gebrochen.
Eine Aufarbeitung der erhobenen Daten zu Waffenstillstandsverletzungen fand bis im April 2018 nicht statt; es gab keinen Prozess, durch welchen Verantwortliche zur Rechenschaft gezogen worden wären; eine Waffenstillstandsverletzung hat gemäß dem Leiter der Mission unbefriedigender Weise kaum Disziplinarverfahren oder andere Konsequenzen zur Folge und es entstünden dadurch auch kaum politische „Unkosten“ für die politischen Verantwortungsträger, selbst in jenen Fällen, in denen die Verantwortlichen zweifelsfrei bekannt sind. Ein halbes Jahr später wechselte die Leitung der Beobachtermission; Alexander Hug übergab die Leitung an den Briten Mark Etherington. Das Fazit Hugs war: „Es gibt keinen Willen, diesen Konflikt zu beenden.“ Gleichzeitig widersprach er der Moskauer Darstellung eines innerukrainischen Konflikts; der Krieg sei „kein einheimischer Konflikt“.
Ab Juli 2020 wurden die Waffenstillstandsverletzungen wirklich reduziert. Bis im November lagen die Zahlen im Bereich von 5 Prozent des Vorjahres. 2021 verschlechterte sich die Situation wieder. Im Dezember 2021 gab es fünfmal mehr Waffenstillstandsverletzungen als im Dezember 2020, so waren es am 22. Dezember 613. Der ehemalige Leiter der OSZE-Beobachtungsmission hoffte auf einen positiven Effekt für Lösungen aufgrund der erneuten weltweiten Aufmerksamkeit im Februar 2022.

### Behinderung der OSZE-Beobachtungsmissionen
Am 26. Mai verlor die OSZE den Kontakt zu einem ihrer SMM-Beobachterteams in der Region Donezk; kurze Zeit später wurde ein weiteres Team der OSZE im Raum Luhansk von prorussischen Separatisten verschleppt, sodass für einen ganzen Monat insgesamt neun OSZE-Mitarbeiter festgehalten wurden. Beide Teams wurden erst am 27. bzw. 28. Juni freigelassen, dies unter Mitwirkung Alexander Borodais, der Anfang Juni das Verschwinden der Beobachter noch als skandalös, weil möglicherweise als eine (ukrainische) Provokation eingeschätzt hatte.
OSZE-Beobachter wurden nach dem Waffenstillstand von Minsk am 5. September wiederholt beschossen. Wer für die Angriffe verantwortlich ist, war oft nicht klar. Insbesondere zwei Beobachtungs-Drohnen wurden von prorussischen Truppen mittels konzentrierter Mikrowellen – also mit den neuesten High-Tech-Waffen einer modernen Armee – zum Absturz gebracht, zum mutmaßlichen Absturzort einer weiteren Drohne wurde der OSZE der Zugang verweigert.
Die im ersten und zweiten Minsker Abkommen vereinbarte Überwachung der russischen Grenze kam nie zustande.
Im Sommer 2015 nahmen organisierte Behinderungen der OSZE zu: Im Juli wurden 30 Fahrzeuge der OSZE und des Internationalen Komitees des Roten Kreuzes (IKRK) in Donezk von der „Bevölkerung“ einsatzunfähig gemacht, wobei die bewaffneten Vertreter der Separatisten es unterließen, die Fahrzeuge zu schützen. Im August wurden weitere vier Autos komplett zerstört. Ukrainische Quellen sprachen von Versuchen, die OSZE aus dem Donbass zu verdrängen.
Der stellvertretende Leiter der OSZE-Mission, Alexander Hug, teilte im März 2016 in einem Interview mit, dass sich keine der beiden Seiten wirklich an die „Sicherheitszone“ beiderseits der Minsker Kontaktlinie halte, in der Truppenbewegung eigentlich verboten seien. Die Beobachter würden bei ihren Inspektionen vor allem durch pro-russische Kräfte behindert. Bedrohungen und Einschüchterungen gegen die Beobachter kämen ausschließlich durch pro-russische Separatisten vor.

### Spionageverdacht
Laut Recherchen des ARD-Magazins Fakt wurden Mitglieder der OSZE-Beobachtermission in der Ukraine vom russischen Inlandsgeheimdienst FSB ausspioniert. Der FSB habe Mitarbeiterlisten und Kurzdossiers mit privaten Informationen über die OSZE-Mitarbeiter, wie Familienstand, Angaben zum Gesundheitszustand, Charaktereigenschaften und genauer Aufenthaltsort in der Ukraine erhalten. Auch Einschätzungen zu persönlichen Gewohnheiten und Vorlieben wurden in den Dossiers erfasst, etwa Details über bevorzugte Frauentypen, Anfälligkeiten für Alkohol und die finanzielle Situation. Dem Magazin liegt dazu die Kopie eines Datenträgers vor, der sich zuvor im Besitz eines russischen FSB-Beamten befunden habe. Darüber hinaus habe der FSB interne OSZE-Dokumente, detaillierte Pläne von OSZE-Einrichtungen, Berichte über besondere Vorkommnisse sowie die Kommunikation des stellvertretenden Leiters der Mission, Alexander Hug, erhalten. Nach Recherchen des Magazins könnten die Dokumente von einem der Mitarbeiter der OSZE-Mission an russische Agenten weitergeleitet worden sein, ausgehend von den Dokumenteneigenschaften. Die Sprecherin der OSZE-Mission kündigte eine Untersuchung an.

### Wahlbeobachtungen
Vom ukrainischen Außenministerium wurde die OSZE eingeladen, die auf den 25. Mai 2014 vorgezogene Präsidentschaftswahl zu beobachten.
Am 19. September 2014 eröffnete das OSZE-Büro für demokratische Institutionen und Menschenrechte (Office for Democratic Institutions and Human Rights – ODIHR) formell eine Wahlbeobachtungsmission für die Parlamentswahlen am 26. Oktober 2014 auf Einladung des ukrainischen Außenministeriums. Die Mission wird von der Italienischen Politikerin Tana de Zulueta geleitet und besteht aus 16 Experten in Kiew und 80 Langzeitbeobachtern im ganzen Land.

## Internationale Reaktionen

Verhältnis der Weltgemeinschaft zu den 2022 von Russland als Staaten anerkannten ukrainischen Oblasten
Verurteilung der Anerkennung ukrainischer Oblaste als Staaten durch Russland
Unterstützung für die Landeseinheit der Ukraine, aber keine Verurteilung der russischen Anerkennung
Unterstützung für die Anerkennung der sog. „Volksrepubliken“ Donezk und Luhansk als Staaten
Offizielle Anerkennung der „Volksrepubliken“ Donezk und Luhansk

### Reaktionen internationaler Organisationen

#### Vereinte Nationen
Am 17. März 2014 verurteilte UN-Generalsekretär Ban Ki-moon die Gewalt in der Ostukraine. Er rief alle Beteiligten dazu auf von Gewalt abzusehen und sich zu Gewaltfreiheit und einem nationalen Dialog zur Suche nach einer politischen und diplomatischen Lösung zu verpflichten.
Am 4. September tagte auf Antrag Russlands der UN-Sicherheitsrat in New York (Dringlichkeitssitzung) zur Lage der Menschen in der Konfliktregion. Das UN-Flüchtlingshilfswerk UNHCR hatte zuvor, basierend auf russischen Angaben, mitgeteilt, dass seit Jahresbeginn 730.000 Menschen aus der Ostukraine in Russland Zuflucht gesucht hätten. 168.000 Ukrainer hätten sich als Flüchtlinge registrieren lassen. Man habe aber keine Möglichkeiten zur Überprüfung der russischen Angaben „Wir haben keine Helfer dort, sondern leisten nur technische Unterstützung.“ Der Vertreter der Ukraine warf Russland Zynismus vor: „Keines dieser Probleme würde bestehen, wenn Sie sich nicht in die Angelegenheiten eines souveränen Landes einmischen würden.“ US-Vize-Botschafterin Rosemary DiCarlo warf Russland Heuchelei vor. „Russland kann das alles beenden. Die Gewalt endet an dem Tag, an dem Russland seine Hilfe für die Aufständischen einstellt.“ Moskau müsse die Ukraine respektieren, die Besetzung der Krim beenden und mit der Destabilisierung der Ostukraine aufhören.

#### Europäische Union
Nach der gewaltsamen Belagerung des ukrainischen Parlaments durch Mitglieder des Rechten Sektors schloss sich die EU-Außenbeauftragte Catherine Ashton am 29. März den Aufrufen zur Abgabe aller illegaler Waffen im Land an die ukrainischen Behörden an.
In einem Interview erklärt EU-Währungskommissar Olli Rehn am 6. April, der Ukraine sei nie gesagt worden, sie müsse „sich zwischen Europa und Russland entscheiden“.
Am 16. Juli 2014 verschärften sowohl die EU als auch die USA ihre Sanktionen gegenüber Russland. Die EU verabschiedete am 6. September 2014 weitere Wirtschaftssanktionen gegen Russland, die am 12. September 2014 in Kraft traten. Betroffen von den Sanktionen sind neben dem Zugang zu den EU-Finanzmärkten für russische Finanzinstitute und Banken (gilt für alle Banken mit einem staatlichen Anteil von mindestens 50 Prozent) insbesondere russisch staatlich gelenkte Erdölunternehmen wie Rosneft, Transneft und Gazprom Neft. Die EU untersagte des Weiteren die Ausfuhr für Spezialtechnik zur Ölförderung und verbot künftige Rüstungslieferungen.
Am 12. September verschärfte die EU nochmals ihre Sanktionen gegen Russland und die Separatisten der Ostukraine, erneut im Einklang mit den USA.
Am 16. September 2014 ratifizierte das EU-Parlament das Assoziierungsabkommen mit der Ukraine. Die Russland direkt oder indirekt betreffenden wirtschaftlichen Teile des Abkommens („Freihandelsabkommen“) wurden allerdings aufgeschoben. Russland wurde bei den Abkommen nicht eingebunden, was die Beziehungen zwischen der EU und Russland weiter belastete.
Die Außenminister der EU beschlossen am 17. November in Brüssel eine Verschärfung der Sanktionen gegen prominente Mitglieder der Separatisten in der Ukraine.
Die Europäische Kommission warnte Russland nach den amerikanischen Befürchtungen einer Invasion im Dezember 2021, die EU würde, falls Russland in die Ukraine einmarschieren werde, ebenfalls Strafmaßnahmen verhängen.
Die Staats- und Regierungschefs der 27 EU-Staaten warnten Russland im Dezember 2021 vor einer militärischen Offensive in der Ukraine, ohne konkrete Sanktionen zu nennen, die im Falle einer russischen Invasion in der Ukraine folgen würden.
Am 23. November 2022 erklärte das Europäische Parlament Russland als staatlichen Unterstützer des Terrorismus.
Vor dem Wintereinbruch 2022 stellt sich die Frage: Werden die Staaten der Europäischen Union der Ukraine helfen, wenn dem vom Krieg zerrütteten Land das Gas ausgehen sollte und die Menschen frieren müssten? Die Ukraine ist kein EU-Mitglied und die westlichen Staaten wollen ihre Industrien retten, auch wenn die russischen Gaslieferungen nach Europa gänzlich ausbleiben sollten.
Die Sanktionen gegen Russland wurden in ihrer Wirkung teils kritisiert. So hätten sie ihre Wirkung verfehlt, da Russland sich seit 2023 wieder im wirtschaftlichen Wachstum befinde.

#### NATO

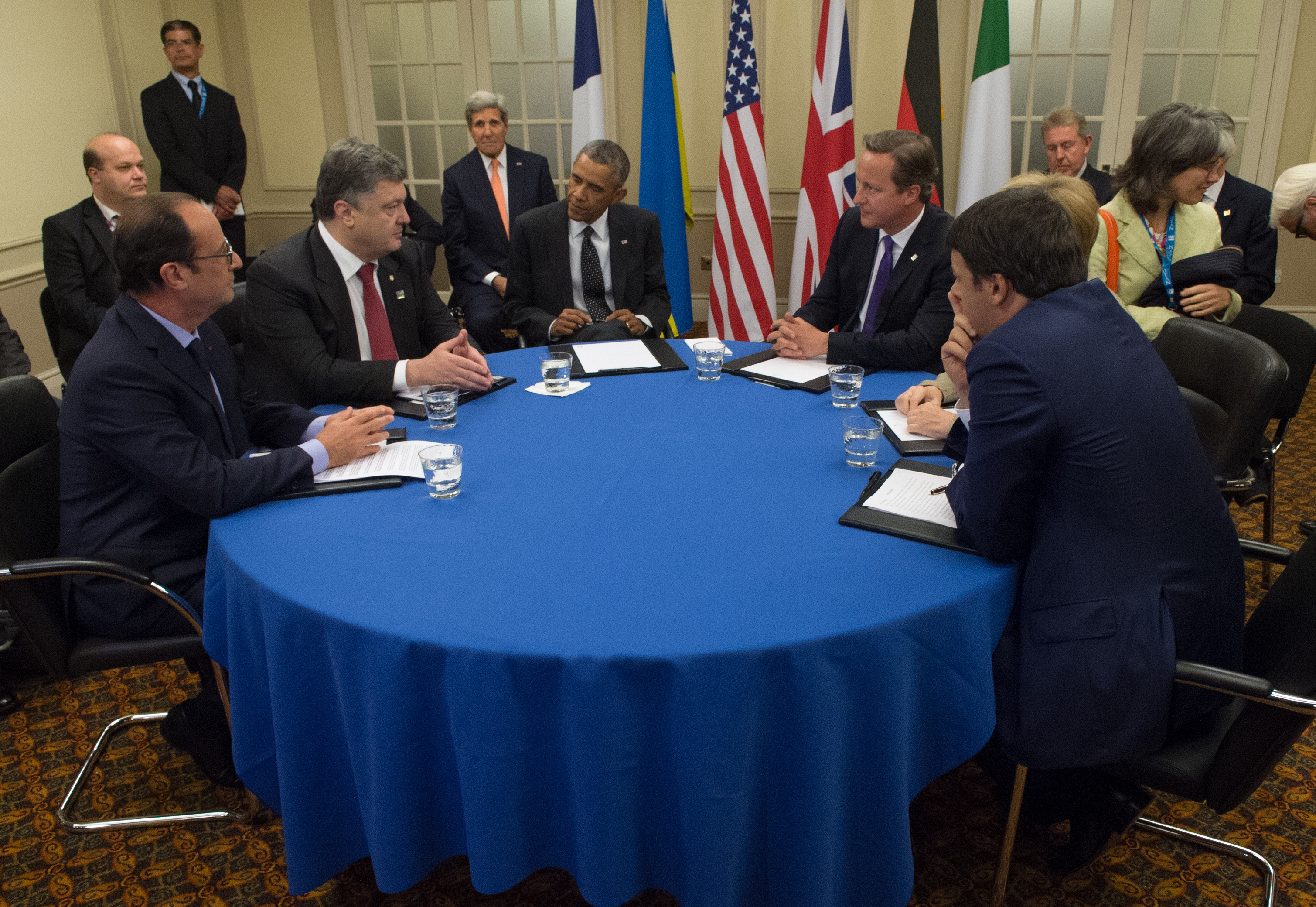
Der NATO-Gipfel in Newport, 4. September 2014

Während die NATO 1997 noch 100.000 Soldaten in Europa stationiert hatte, ging die Anzahl bis 2014 auf 25.000 zurück. In den Staaten der Osterweiterung wurde jedoch das Besatzungslimit von maximal 5.000 stationierten Truppen eingehalten. Im März 2014 begannen in Polen und Rumänien die Flüge der NATO zur Überwachung der Krise. Am 23. März 2014 erklärte der Oberkommandierende der NATO, Philip Breedlove, die russischen Streitkräfte an der Grenze zur Ukraine seien so stark, dass sie im Konflikt um die abtrünnige Region Transnistrien auch eine Bedrohung für die frühere Sowjetrepublik Moldau darstellen könnten. Die Allianz müsse über die Stationierung und Einsatzbereitschaft ihrer Kräfte nachdenken. Das gelte besonders für das Baltikum. In Reaktion auf die russische Annexion der Krim setzte die NATO im April 2014 ihre zivile und militärische Zusammenarbeit auf praktischer Ebene mit Russland aus. Politisch-diplomatische Beziehungen, etwa im Rahmen des NATO-Russland-Rates, sollten jedoch aufrechterhalten werden.
Die NATO führte am 4./5. September 2014 in Newport in Wales ein Gipfeltreffen durch, zu dem der ukrainische Präsident Poroschenko als Gast anreiste. Russland war nicht eingeladen. NATO-Generalsekretär Anders Fogh Rasmussen sagte zum Auftakt: „Wir haben es mit einem dramatisch veränderten Sicherheitsumfeld zu tun. Im Osten greift Russland die Ukraine an.“ Der Krieg in der Ostukraine – und die Frage, wie die NATO darauf reagieren soll – stand im Zentrum des Treffens. Folgende Ziele wurden bei dem Treffen formuliert: Stärke gegenüber Russland demonstrieren; der Regierung in Kiew Unterstützung signalisieren; Entwicklung eines Aktionsplans für eine stärkere Präsenz der NATO in ihren osteuropäischen Mitgliedsstaaten und Aufbau einer als „Speerspitze“ bezeichneten Eingreiftruppe, die innerhalb von zwei bis drei Tagen kampfbereit sein soll. Der NATO-Generalsekretär forderte überdies von Russland, das Land solle seine Truppen von der Grenze zur Ukraine abziehen, das Einsickern von Waffen und Kämpfern in das Land stoppen, die Unterstützung von bewaffneten Separatisten einstellen sowie konstruktive politische Bemühungen für eine Lösung beginnen. Russland wurde vorgeworfen, mit Soldaten und Kriegsgerät direkt in die Kämpfe zwischen Separatisten und ukrainischen Regierungstruppen einzugreifen. Nach NATO-Darstellung gebe es Beweise für eine massive Militärpräsenz Russlands im Nachbarland.
Vom 11. bis zum 28. September 2014 veranstaltete die NATO, unter Leitung des US European Command, das Manöver »Rapid Trident 14« (Schneller Dreizack) auf einem nahezu 400 km² großen Truppenübungsplatz bei Jaworiw im äußersten Westen der Ukraine. Bei der kombinierten Land- und Luftwaffenübung waren etwa 1300 Soldaten aus 16 Nationen, darunter auch drei Soldaten der deutschen Bundeswehr, beteiligt.
Auf dem NATO-Gipfel 2016 in Warschau änderte das Bündnis seine Strategie von „Rückversicherung“ zu „Abschreckung“. Im Januar 2017 stationierte die NATO vier Bataillone mit insgesamt drei- bis viertausend Mann in Polen und den baltischen Staaten. Die Entsendung nach Polen war die größte Verlegung von US-Truppen nach Europa seit 1991.
2022 wurde auf Grund der anhaltenden Kampfhandlungen sowie einer massiven Präsenz russischer Streitkräfte an der ukrainischen Grenze der NATO-Russland-Rat reaktiviert. Am 10. Januar tagte zur Vorbereitung des am 12. Januar 2022 in Brüssel geplanten Treffens die NATO-Ukraine-Kommission. „Russland setzt seinen militärischen Aufmarsch fort, mit Zehntausenden kampfbereiten Truppen, die für schwere Fähigkeiten gerüstet sind“, sagte der NATO-Generalsekretär Jens Stoltenberg. Die Teilnahme der stellvertretenden Ministerpräsidentin der Ukraine Olga Stefanishyna sollte Kiew vor dem Treffen des NATO-Russland-Rats in die Gespräche zur Lösung des Konflikts einbinden. Ungeachtet der zunehmenden Spannungen mit Russland hält die NATO an der Selbstbestimmung der Staaten Europas sowie an Gesprächsangeboten zu Stationierungen und Waffensystemen fest. Russland forderte Sicherheitsgarantien für Russland und stellte weitere unannehmbare Forderungen betreffend der NATO-Staaten. In einem Interview mit ZDFheute sagte Stoltenberg, dass die Gespräche nicht einfach gewesen seien, „aber sie waren offen und wurden frei geführt“.
Die NATO-Staaten übergaben am 26. Januar ihre Antworten auf eine schriftlich formulierte Anfrage Moskaus zu den von Russland geforderten Sicherheitsgarantien. Einen Verzicht auf die Mitgliedschaft der Ukraine in der NATO wiesen die Vereinigten Staaten darin zurück. Die NATO schlug in ihrer Antwort vor, die nach einem Spionagestreit geschlossenen Vertretungen in Moskau und Brüssel wieder zu öffnen. Außerdem wolle das Bündnis die bestehenden militärischen Kommunikationskanäle in vollem Umfang nutzen, um die Transparenz zu fördern und Risiken zu verringern. In einem ersten Schritt zur Deeskalation solle man sich gegenseitig über Manöver und Atompolitik im NATO-Russland-Rat verständigen.

### Reaktionen einzelner Staaten

#### Deutschland
Bundeskanzlerin Angela Merkel hatte sich am 16. März 2014 gegenüber Putin für mehr OSZE-Beobachter vor allem in der unruhigen Ostukraine ausgesprochen, und von ihm dieses Zugeständnis erreicht. Am 22. März 2014 traf Bundesaußenminister Steinmeier in Donezk den damaligen Gouverneur Serhij Taruta sowie den vermögenden Unternehmer Rinat Achmetow. Von der Kiewer Übergangsregierung forderte er, die Rechte aller Bevölkerungsgruppen zu sichern, die Milizen zu entwaffnen und sich von extremistischen Kräften zu distanzieren.

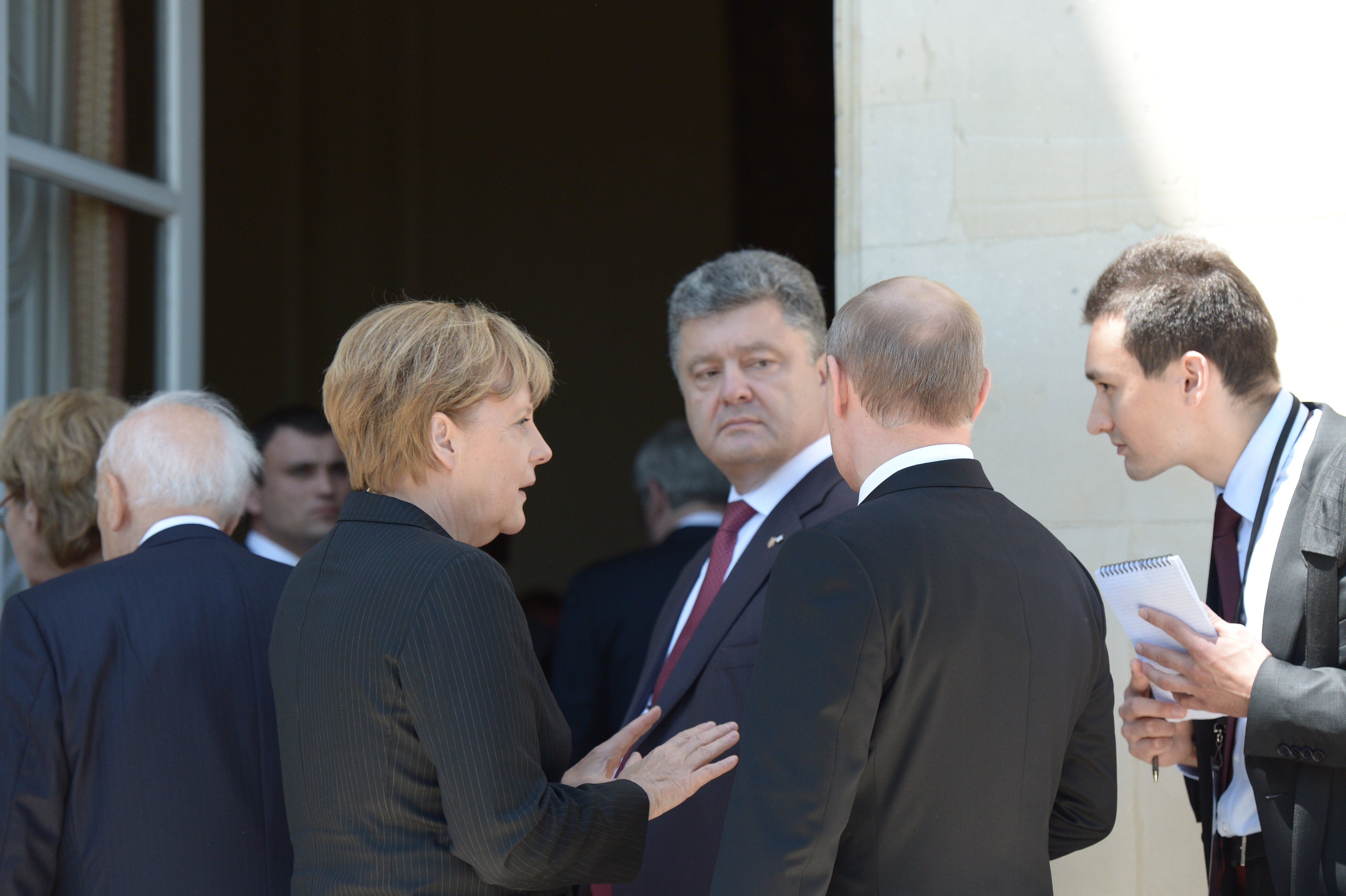
Angela Merkel, Petro Poroschenko und Wladimir Putin am 6. Juni 2014 in der Normandie

Die deutsche Bundesregierung lobte im April 2014 die bisherige Zurückhaltung der ukrainischen Übergangsregierung beim aktuellen Vorgehen gegen die prorussischen Kräfte in der Ostukraine. Infolge der Ukrainekrise verfügte die deutsche Bundesregierung einen Exportstopp für Rüstungsgüter nach Russland.
Am 27. Juni erwähnte Bundespräsident Joachim Gauck aus Anlass einer Ausstellungseröffnung zum hundertjährigen Jahrestag des Attentats von Sarajevo explizit die Krise in der Ukraine: „Der Widerstand Russlands gegen eine Annäherung der Ukraine an die Europäische Union hat uns mit Denk- und Verhaltensmustern konfrontiert, die wir auf unserem Kontinent für längst überwunden hielten. Was wir heute erleben, ist altes Denken in Macht- und Einflusssphären – bis hin zur Destabilisierung fremder Staaten und zur Annexion fremder Territorien“.
Am 1. September 2014, zum 75. Jahrestag des Ausbruchs des Zweiten Weltkrieges, hielt Gauck eine Rede in Danzig. Darin kritisierte er, Russland habe die Partnerschaft mit dem Westen de facto aufgekündigt. Gauck hielt der Regierung in Moskau zudem indirekt vor, nicht nur die Halbinsel Krim annektiert zu haben, sondern auch die Separatisten in der Ostukraine militärisch zu unterstützen. „Die Geschichte lehrt uns, dass territoriale Zugeständnisse den Appetit von Aggressoren oft nur vergrößern“, warnte der Bundespräsident.
Im September 2014 bereitete die Bundesregierung eine Lieferung mit medizinischer Ausrüstung, Feldlazaretten und Schutzwesten an die Ukraine vor. Der Bürgermeister der ukrainischen Hauptstadt Kiew, Witali Klitschko, hatte zuvor erklärt, die ukrainische Führung bitte seit drei Monaten bei den NATO-Staaten vergeblich um Unterstützung.
Angela Merkel hielt im Anschluss an die Brisbaner G20-Konferenz in Sydney 2014 eine Rede, in der sie vor einem Wiederaufleben des Kalten Krieges und einer Aufteilung der Welt in Einflusssphären warnte: Es gehe sonst nicht um die Ukraine allein und deren Assoziation an die EU, sondern auch um Georgien, Moldawien, Serbien und andere Staaten. Sie erinnerte auch an die Verhältnisse in der DDR, wo man immer erst in Moskau habe nachfragen müssen, bevor man etwas unternahm. Im Dezember 2014 appellierten 60 Persönlichkeiten aus Politik, Wirtschaft, Wissenschaft und Kultur unter dem Namen Wieder Krieg in Europa? Nicht in unserem Namen! an die Mitglieder des Deutschen Bundestages, auf Ausgleich und Dialog mit Russland zu setzen. Der Appell zog wegen des als unkritisch beschriebenen Umgangs mit Russlands Militäroperationen und der Annexion der Krim Kritik auf sich und löste einen Gegenaufruf von 100 Wissenschaftlern aus.
Auf der 51. Münchner Sicherheitskonferenz im Februar 2015 verwies Merkel darauf, dass der Konflikt militärisch nicht zu gewinnen sei: „Das Problem ist, dass ich mir keine Situation vorstellen kann, in der eine verbesserte Ausrüstung der ukrainischen Armee dazu führt, dass Präsident Putin so beeindruckt ist, dass er glaubt, militärisch zu verlieren.“ Bundeskanzlerin Angela Merkel erklärte Anfang März 2015, die Sanktionen gegen Russland würden so lange aufrechterhalten, bis das zweite Abkommen von Minsk komplett umgesetzt sei, also bis zur Übernahme der Kontrolle der russisch-ukrainischen Grenze durch die Ukraine. Dies galt auch noch eineinhalb Jahre später: Im Oktober 2016 sollte ein Treffen mit Putin, Poroschenko, Hollande und Merkel in Berlin „die Umsetzung der Minsker Vereinbarungen bewerten“. Das einzige Resultat ein Jahr zuvor war, dass die regierungsfeindlichen Gebiete auf ihre Wahlen verzichteten und sich somit nichts änderte.
Während der Verschärfung der Lage im Jahr 2021 forderte Deutschland im April den Abzug der russischen Truppen. Ab November, als die USA von Kriegsgefahr sprachen, klaffte die Einschätzung schon weiter auseinander. Die Deutsche Ampelkoalition sandte bis Mitte Januar mehrdeutige Signale, nur „ein bisschen“ (der Spiegel) drohte Olaf Scholz Russland mit Konsequenzen bei einem russischen Einmarsch. Kevin Kühnerts Aussage, es gebe in der Ostukraine „glücklicherweise noch keinen heißen Konflikt, noch keinen Krieg“, wurde als mangelhaftes Durchdringen von Tatsachen bei der SPD kommentiert. Die von der deutschen Bundesregierung Ende Januar 2022 zugesagte Lieferung von 5000 Gefechtshelmen wurde von der ukrainischen Regierung als rein symbolische Geste gewertet. Den Export „letaler Waffen“ hatten sowohl Bundeskanzler Olaf Scholz als auch Außenministerin Annalena Baerbock ausgeschlossen.
Die ukrainische Regierung bat die Deutsche Bundesregierung im Januar und Februar 2022 durch ihren Botschafter Andrij Melnyk, u. a. mit einem offiziellen Schreiben mit genauer Aufzählung von benötigter Waffentechnik, das ukrainische Militär auszurüsten. Als Reaktion auf den russischen Angriff Ende Februar 2022 auf die Ukraine hat Deutschland eine massive Aufstockung der Wehrausgaben angekündigt: Ein einmaliges Sondervermögen in Höhe von 100 Milliarden Euro und das Ziel, zukünftig mehr als zwei Prozent des Bruttoinlandsprodukts in Verteidigung zu investieren. Außerdem soll die Abhängigkeit von russischem Erdgas u. a. durch zwei neue Flüssigerdgas-Terminals reduziert werden.

#### Österreich
Der österreichische Bundeskanzler Karl Nehammer (ÖVP) schloss sich dem 2022 fälligen Sanktionspaket der Europäischen Union an. Außenminister Alexander Schallenberg (ÖVP) merkte an, dass Sanktionen eine Art Bestrafung sind, welche man nicht im Vorfeld verhängen kann und soll. Der österreichische Bundespräsident Alexander Van der Bellen kritisiert die Entscheidung, russische Truppen in die Ost-Ukraine zu entsenden, als eklatante Verletzung der Souveränität und territorialen Integrität der Ukraine.

#### Schweiz
Die Schweiz verurteilte 2014 die Annexion der Krim durch Russland. Das Land beschloss eine Einfuhrunterbrechung für Kriegsmittel aus Russland und der Ukraine. Überdies veranlasste der Bundesrat als Folge der Angliederung der Krim durch Russland ein Einfuhr- und Ausfuhrverbot gewisser Schlüsselgüter zur Öl- und Gasförderung sowie Anlagebeschränkungen für die Krim. Grund der Haltung gegen Sanktionen sei die Glaubwürdigkeit der Schweiz als Anbieter der Guten Dienste sowie als OSZE-Vorsitz, um ihre Vermittlerrolle nicht zu gefährden. Die Schweiz führte den Courant normal (gewohnte Tagesgeschäfte) durch, das heißt, dass die Strafen der EU nicht über die Schweiz umgangen werden sollten.
Die Schweiz forderte Russland 2022 nach dessen Anerkennung der Volksrepubliken auf, die Anerkennung zurückzunehmen. Nach dem Einmarsch verurteilte sie die russische Aggression nicht nur diplomatisch, sondern zusätzlich mit einer Erklärung beider Parlamentskammern. In einem in diesem Umfang einmaligen Schritt schloss sie sich den EU-Sanktionen an, der Bundespräsident erklärte: «Einem Aggressor in die Hände zu spielen, ist nicht neutral.»
Nach seiner Emeritierung an der ETH Zürich machte Michael Ambühl als ehemaliger oberster Diplomat der Schweiz Vorschläge zur Beilegung des Konflikts zwischen den Kriegsparteien.

#### Vereinigte Staaten

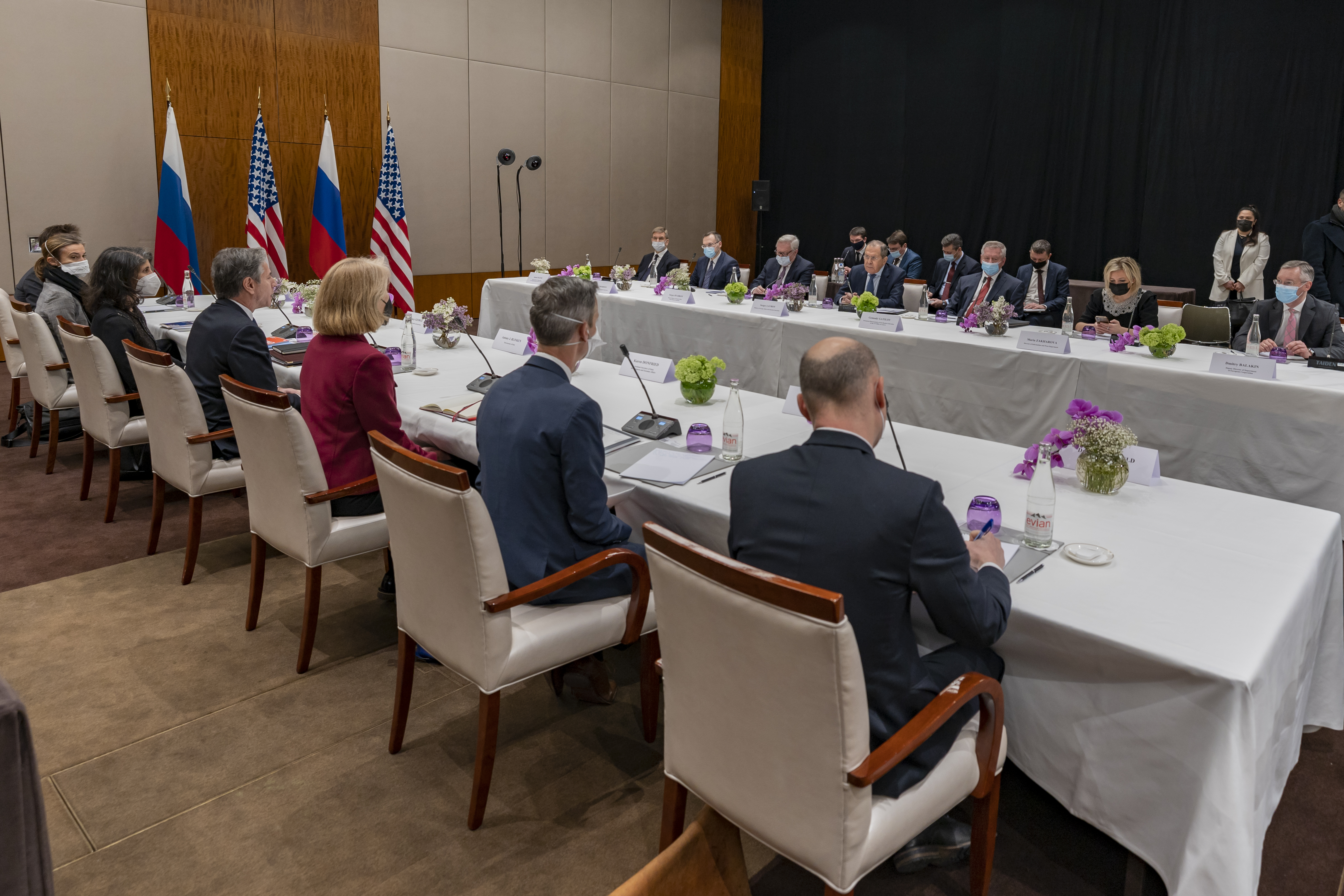
Treffen der Außenminister von Russland (Sergei Lawrow) und USA (Antony Blinken) im Januar 2022

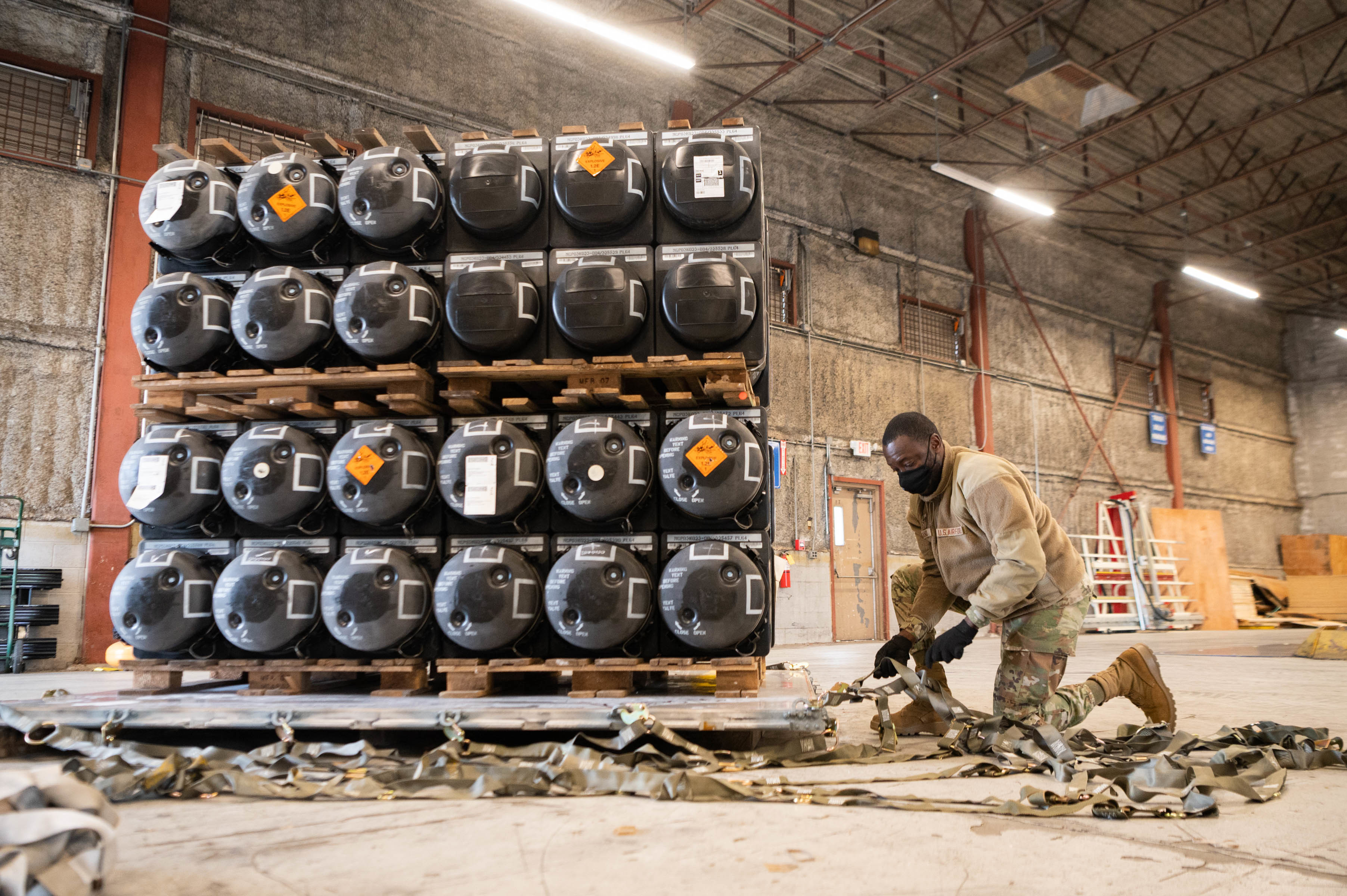
Vorbereitung einer Waffenlieferung der USA an die Ukraine (436th Airlift Wing der Eighteenth Air Force) im Januar 2022

US-Präsident Barack Obama forderte am 28. März 2014 Russland auf, seine Truppen von der ukrainischen Grenze abzuziehen. Der Direktor des US-Geheimdienstes CIA, John Brennan, war am 12. und 13. April 2014 in Kiew und hatte sich auch mit Ministerpräsident Arsenij Jazenjuk und seinem Vize Witalij Jarema getroffen. Die USA stellten sich auf die Seite der ukrainischen Übergangsregierung, als diese begann, militärisch gegen Separatisten vorzugehen, nachdem diese systematisch und bewaffnet staatliche Einrichtungen besetzt hatten. Der amerikanische Regierungssprecher Jay Carney bezeichnete das militärische Vorgehen Kiews am 16. April als „ausgewogen“. Am 21. April 2014 veröffentlichte das US-amerikanische Außenministerium eine Serie von Fotos, die Russlands Verwicklung in die Aufstände in der Ostukraine belegen sollen. Die veröffentlichten Bilder sollen belegen, dass einige der bewaffneten Kämpfer in der Ostukraine russische Militärs oder Offiziere des russischen Geheimdienstes seien. Am 24. April 2014 warf US-Außenminister John Kerry Russland eine gezielte Destabilisierung der Ukraine vor. Russland versuche den demokratischen Prozess im Nachbarland zu behindern. Die russische Regierung behaupte zwar, sie sei an einer Stabilisierung der Lage interessiert, dies sei aber eine Täuschung. In Wahrheit habe Russland mit Provokationen und Drohungen die Instabilität in der Ukraine vergrößert. Kerry warnte Russland vor einem „schweren und teuren Fehler“, sollte es an seinem Vorgehen nichts ändern.
Am 16. Juli 2014 gaben die USA eine Verschärfung ihrer Sanktionen gegen Russland bekannt, mit der Begründung, Russland habe den Zustrom von Kämpfern und Waffen für die Separatisten nicht gestoppt. Die Sanktionsrunde richtet sich gegen die staatliche Wneschekonombank und die Gazprombank sowie gegen die Energiekonzerne Novatek und Rosneft und gegen acht Rüstungskonzerne. Auch die EU verschärfte ihre Sanktionen am gleichen Tage.
Im September 2014 setzte die US-amerikanische Regierung weitere Sanktionen gegen Russland in Kraft. Betroffen sind russische Finanzinstitute und Banken, insbesondere die Sberbank sowie russische Rüstungsunternehmen und Unternehmen der Erdölförderung. Anfang Dezember 2014 verabschiedete der US-Kongress mit nur 10 Gegenstimmen eine Resolution, wonach Russland in der Ukraine jeden einzelnen der 10 Punkte der Schlussakte von Helsinki gebrochen hätte. Eine Woche später beschloss er einstimmig den „Ukraine Freedom Support Act“. Das Gesetz sieht erstmals Rüstungsexporte für die Ukraine vor. Der Kongress genehmigt der US-Regierung im laufenden Haushaltsjahr 100 Millionen US-Dollar und jeweils 125 Millionen US-Dollar in den darauf folgenden beiden Jahren. Mit diesen Mitteln solle die USA die ukrainischen Streitkräfte mit „Panzerabwehrwaffen, Munition, Artillerieaufklärungsradar, Feuerleitsysteme und Überwachungsdrohnen“ ausstatten, um „die Souveränität und territoriale Unversehrtheit der Ukraine wiederherzustellen“. Weiterhin wird die US-Regierung dazu aufgefordert, für ukrainische Waffenproduzenten, die bisher vor allem nach Russland exportierten, „angemessene alternative Märkte“ zu finden. Am 16. Dezember 2014 erklärte Präsident Barack Obama das Gesetz unterzeichnen zu wollen. Er habe zwar Bedenken, weil sich die USA in diesem Fall nicht mit ihren Verbündeten über neue Strafmaßnahmen abgestimmt hätten, das Gesetz verschaffe ihm aber einen Spielraum für neue Sanktionen.
US-Senator John McCain kritisierte die Rede Angela Merkels auf der Münchner Sicherheitskonferenz, in der sie für eine Verhandlungslösung warb, als „Torheit“ und verglich Merkels Ablehnung von Waffenlieferungen an die Ukraine mit der Appeasement-Politik der britischen Regierung gegenüber Nazi-Deutschland in den 1930er-Jahren. US-Vizepräsident Joe Biden warnte auf der MSC „entschieden vor Uneinigkeit der Europäer in der Ukraine-Krise“. Er sagte ferner, die US-Regierung werde der Ukraine weiter militärische Ausrüstung liefern, ging aber nicht auf die Forderung der US-Senatoren ein, auch tödliche Waffen zu liefern.
US-Präsident Biden teilte im Dezember 2021 Putin in einem Gespräch mit, dass die USA im Falle eines Einmarsches ihre NATO-Kapazitäten in Osteuropa erhöhen und Sanktionen verhängen, aber selbst nicht militärisch eingreifen würden. Die Vereinigten Staaten verstärkten im Januar und Februar 2022 ihre militärische Präsenz in den an die Ukraine grenzenden NATO-Staaten. 3000 zusätzlichen Soldaten wurden (Stand Mitte Februar) nach Polen beordert; mindestens 1700 weitere sollten folgten. Die US-Armee verlegte außerdem 1000 Soldaten von Deutschland nach Rumänien.

#### Heiliger Stuhl
Nach dem russischen Einmarsch in die Ukraine und der Eskalation des Krieges besuchte Papst Franziskus die Russische Botschaft beim Heiligen Stuhl, was als „beispielloser Schritt“ bezeichnet wurde. Franziskus telefonierte mit dem ukrainischen Präsidenten Wolodymyr Selenskyj und brachte seine „Trauer“ zum Ausdruck, während der Vatikan versuche, „Raum für Verhandlungen“ zu finden. „Der Heilige Stuhl ist bereit, alles zu tun, um sich in den Dienst des Friedens zu stellen“, sagte der Papst und kündigte an, Anfang März zwei hochrangige Kardinäle mit Hilfsgütern in die Ukraine zu schicken. Bei diesen Sondergesandten handelt es sich um Kardinal Konrad Krajewski, Leiter der Apostolischen Almosenverwaltung, und Kardinal Michael Czerny, Leiter des päpstlichen Büros für Migration, Caritas, Gerechtigkeit und Frieden. Diese Mission, die mehrere Reisen umfasste, wurde als höchst ungewöhnlicher Schritt der vatikanischen Diplomatie angesehen. Papst Franziskus weihte am 25. März 2022 sowohl Russland als auch die Ukraine dem Unbefleckten Herzen Mariens. Der Papst nahm am 7. Kongress der Weltreligionen und der traditionellen Religionen am 13.–15. September 2022 in der kasachischen Hauptstadt Nur-Sultan (am 17. September 2022 umbenannt in Astana) teil, um zusammen mit den weiteren Religionsoberhäuptern für den Frieden zu beten. Franziskus hat seit Beginn des Krieges den Frieden immer wieder angemahnt und würde nach unbestätigten Berichten gerne mit dem Patriarchen Kyrill von Moskau ins Gespräch kommen.

## Völkerrecht und gerichtliche Klagen
Zahlreiche Wissenschaftler und Journalisten sehen in dem russischen Vorgehen seit 2014 einen Verstoß gegen das Völkerrecht. Dabei sind mehrere völkerrechtlichen Verträge einschlägig:
- Die Charta der Vereinten Nationen von 1945 enthält in Artikel II, Absatz 4 ein generelles Gewaltverbot: „Alle Mitglieder unterlassen in ihren internationalen Beziehungen jede gegen die territoriale Unversehrtheit oder die politische Unabhängigkeit eines Staates gerichtete […] Androhung oder Anwendung von Gewalt.“[860]
- Im Budapester Memorandum sagte Russland der Ukraine 1994 im Gegenzug zur Überstellung sämtlicher auf deren Territorium befindlicher Nuklearwaffen der ehemaligen Sowjetunion zu, ihre Souveränität und ihre bestehenden Grenzen zu achten. Der amerikanische Militärexperte David S. Yost sieht die Verletzung des Memorandum im Rahmen einer allgemeinen Missachtung internationaler Verträge durch Russland, wie auch des INF-Vertrags.[861] Der russische Politikwissenschaftler Vladislav Belov verweist demgegenüber darauf, dass das Memorandum von der Staatsduma nicht ratifiziert wurde. Somit sei es nur als Willenserklärung der damaligen russischen Regierung unter Boris Jelzin, nicht aber als völkerrechtlich bindend anzusehen.[862]
- In der NATO-Russland-Grundakte von 1997 sagte Russland zu, auf die Androhung oder Anwendung von Gewalt „gegen irgendeinen anderen Staat, seine Souveränität, territoriale Unversehrtheit oder politische Unabhängigkeit in einer Weise, die mit der Charta der Vereinten Nationen oder der in der Schlussakte von Helsinki enthaltenen Erklärung über die Prinzipien, die die Beziehungen der Teilnehmerstaaten leiten, unvereinbar ist“, zu verzichten. Es werde „die Souveränität, Unabhängigkeit und territoriale Unversehrtheit aller Staaten sowie ihr naturgegebenes Recht“ achten, selbst zu bestimmen, wie sie ihre Sicherheit, die Unverletzlichkeit ihrer Grenzen und das Selbstbestimmungsrecht der Völker sichern.[863] Damit sicherte Russland der Ukraine das Recht auf freie Bündniswahl zu.[864]

### Europäischer Gerichtshof für Menschenrechte
Am 13. März 2014 legte die Ukraine beim Europäischen Gerichtshof für Menschenrechte (EGMR) eine erste Staatenbeschwerde (Art. 33 EMRK) gegen die Russische Föderation ein; bis Februar 2022 folgten neun weitere, wobei teilweise vorläufige Maßnahmen erlassen wurden. Am 22. Juli 2021 legte auch die Russische Föderation Staatenbeschwerde gegen die Ukraine ein. Am 16. Dezember 2020 erklärte der Gerichtshof die erste Staatenbeschwerde der Ukraine von 2014 zur Krim weitgehend für zulässig; endgültige Entscheidungen stehen noch aus. Daneben wurden beim EGMR Tausende von Individualbeschwerden eingereicht.
Der EGMR urteilte im Januar 2023, dass die sogenannten „separatistischen Gebiete“ spätestens ab dem 11. Mai 2014 direkt unter der Kontrolle Russlands standen. Als Beweise führte das Gericht die Anwesenheit von russischem Militärpersonal ab April 2014 und die großangelegte Stationierung russischer Truppen ab August 2014 an. Das Gericht weist russische Versuche zurück, die „Volksrepulbiken“ als legitime Vertreter der lokalen Bevölkerung des Donbass darzustellen.

### Internationaler Strafgerichtshof
Die Anklagebehörde beim Internationalen Strafgerichtshof (IStGH) beschäftigt sich seit dem 25. April 2014 mit dem russisch-ukrainischen Krieg. Durch zwei Erklärungen von 2014 und 2015 erkannte die Ukraine, selbst genau wie Russland nicht Vertragspartei des IStGH-Statuts, die Gerichtsbarkeit des IStGH an (Art. 12 Abs. 3 des IStGH-Statuts). Die Anklagebehörde übernahm die Vorprüfung (Art. 15 Abs. 2 des IStGH-Statuts) und berichtete darüber ab 2014, wobei auf der Krim und in der Ost-Ukraine Anhaltspunkte für Kriegsverbrechen (Art. 8 des IStGH-Statuts), auf der Krim auch für Verbrechen gegen die Menschlichkeit (Art. 7 des IStGH-Statuts) gesehen wurden. Seit dem 17. März 2023 ist ein internationaler Haftbefehl gegen Wladimir Putin und seine „Kinderrechtsbeauftragte“ Marija Alexejewna Lwowa-Belowa wegen mutmaßlicher Kriegsverbrechen in Kraft.

### Internationaler Gerichtshof

#### Terrorismusfinanzierung und Rassendiskriminierung (2017)
Das erste Verfahren wurde am 16. Januar 2017 von der Ukraine initiiert und stützte sich auf zwei internationale Übereinkommen: das Internationale Übereinkommen zur Bekämpfung der Finanzierung des Terrorismus (ICSFT) von 1999 und das Internationale Übereinkommen zur Beseitigung jeder Form von Rassendiskriminierung (CERD) von 1965. Die Ukraine warf Russland vor, prorussische bewaffnete Gruppen in der Ostukraine finanziell zu unterstützen und ethnische Ukrainer sowie Krimtataren auf der annektierten Halbinsel Krim zu diskriminieren.
Am 19. April 2017 erließ der Internationale Gerichtshof (IGH) einstweilige Anordnungen bezüglich der Diskriminierungsvorwürfe auf der Krim. Das Gericht ordnete mit 13 zu 3 Stimmen an, dass Russland „davon absehen muss, Beschränkungen für die Fähigkeit der krimtatarischen Gemeinschaft aufrechtzuerhalten oder zu verhängen, ihre repräsentativen Institutionen, einschließlich des Medschlis, zu bewahren“. Einstimmig wurde Russland aufgefordert, „die Verfügbarkeit von Bildung in ukrainischer Sprache sicherzustellen“.
Das Hauptverfahren endete am 31. Januar 2024 mit einem weitgehend für Russland günstigen Urteil. Der IGH stellte nur geringfügige Verstöße fest: Russland hatte mit 13 zu 2 Stimmen seine Verpflichtungen unter Artikel 9 Absatz 1 des ICSFT verletzt, indem es versäumt hatte, Informationen über mögliche Terrorismusfinanzierung zu untersuchen. Bezüglich CERD fand das Gericht ebenfalls mit 13 zu 2 Stimmen, dass Russland durch die Umsetzung des Bildungssystems auf der Krim die Artikel 2 Absatz 1(a) und 5(e)(v) der Konvention verletzt hatte, da die ukrainischsprachige Bildung nicht ausreichend gewährleistet wurde.

#### Missbrauch der Völkermordkonvention (2022)
Am 26. Februar 2022, nur zwei Tage nach Beginn der russischen Invasion, reichte die Ukraine eine zweite Klage ein, die auf der Konvention über die Verhütung und Bestrafung des Völkermordes von 1948 basierte. Die Ukraine argumentierte, dass Russland fälschlicherweise behauptet habe, in den Oblasten Luhansk und Donezk finde ein Völkermord statt, und diese Behauptung als Rechtfertigung für die militärische „Spezial-Operation“ verwendet habe.
Der IGH erließ am 16. März 2022 mit 13 zu 2 Stimmen einstweilige Anordnungen, die Russland aufforderten, „die militärischen Operationen, die es am 24. Februar 2022 auf dem Gebiet der Ukraine begonnen hat, unverzüglich einzustellen“. Das Gericht stellte fest, dass die Ukraine ein plausibles Recht habe, „nicht militärischen Operationen durch die Russische Föderation zum Zwecke der Verhinderung und Bestrafung eines angeblichen Völkermords auf dem Gebiet der Ukraine unterworfen zu werden“.
Am 2. Februar 2024 entschied der IGH über die von Russland erhobenen Einreden zur Zuständigkeit. Das Gericht erklärte sich zuständig für die Prüfung, ob die Ukraine Völkermord begangen hat, verwarf jedoch die Zuständigkeit für Fragen bezüglich der russischen Gewaltanwendung und der Anerkennung der selbsternannten Volksrepubliken. Das Gericht stellte fest, dass diese Aspekte nicht unter die Völkermordkonvention fielen, sondern andere Regeln des Völkerrechts beträfen.

### Internationaler Seegerichtshof
Am 25. Mai 2019 ordnete der Internationale Seegerichtshof (ISGH) nach Art. 290 Abs. 5 SRÜ die Freilassung von drei ukrainischen Kriegsschiffen und deren Besatzung an, die am 25. November 2018 von Russland in der Straße von Kertsch beschlagnahmt worden waren. Die Festsetzung durch Russland wurde dabei vom Seegerichtshof nicht als militärische Handlung, sondern als Maßnahme der Strafverfolgung angesehen; anderenfalls wäre der Seegerichtshof nicht zuständig gewesen.

## Opfer
Die ersten Todesopfer des Russisch-Ukrainischen Konflikts starben während der Annexion der Krim durch die Russische Föderation im Februar 2014. In den nachfolgenden Jahren kamen tausende von Zivilisten und Angehörige unterschiedlicher Streitkräfte im von Russland unterstützten bewaffneten Konflikt im Osten der Ukraine ums Leben oder wurden verwundet. Die UNO ging im Herbst 2016 von rund 32.000 Toten und Verletzten aus.
Die als Beobachter abgestellte OSCE bzw. OSZE dokumentierte folgende zivile Opferzahlen (getötete Zivilisten) pro Jahr: 2084 im Jahr 2014, 954 im Jahr 2015, 112 im Jahr 2016, 117 im Jahr 2017, 55 im Jahr 2018, 27 im Jahr 2019, 26 im Jahr 2020 und 18 im Jahr 2021. Im Zeitraum von 2017 bis einschließlich 2020 dokumentierte die OSCE außerdem insgesamt 548 durch den Konflikt verletzte Zivilisten.
Im Zeitraum von 2014 bis zur russischen Invasion im Februar 2022 verschwanden auf der Krim und im Donbass etwa 2.000 Menschen.
Nach dem russischen Einmarsch in die Ukraine Ende Februar 2022 starben innerhalb einer kurzen Zeitspanne Zehntausende Zivilisten und Angehörige der russischen und ukrainischen Streitkräfte oder wurden verwundet. Während Russland im April 2022 etwa 13.500 russische Gefallene vermeldete (die Zahl wurde kurz nach ihrer Veröffentlichung wieder dementiert), gab die Ukraine die Zahl der bei Kampfhandlungen getöteten russischen Soldaten im Mai 2022 mit 23.000 Personen an. Im September 2022 meldete die Ukraine 52.650 Tote auf russischer Seite. Die CIA schätzte die Zahl der russischen Gefallenen Mitte Juli 2022 auf etwa 15.000. Das entsprach der Schätzung der britischen Regierung von Ende Mai. Die Ukraine meldete im August 2022 eine Zahl von rund 9.000 toten Soldaten, wohingegen die russische Seite Mitte April 2022 die Zahl der bei Kampfhandlungen verstorbenen ukrainischen Streitkräfte auf mehr als 23.000 bezifferte. Nach ukrainischen Angaben fanden im Zuge der russischen Invasion bis Anfang August 2022 12.000 bis 28.400 Zivilisten den Tod. Das OHCHR meldet im September 2022 rund 5.800 bestätigte Todesfälle; es geht jedoch davon aus, dass die tatsächlichen Todesfälle weit über dieser Zahl liegen.

## Berichte im Hörfunk
- Florian Kellermann: Auf den Spuren der Separatisten. Deutschlandfunk, 14. Mai 2014.
- Gesine Dornblüth, Thomas Franke: Russland und die Ukraine – Zuspitzung am Asowschen Meer, Deutschlandfunk – „Hintergrund“ vom 19. September 2018.

## Dokumentarfilme
- SRF: Ukraine – Ein zerrissenes Land im Krieg auf YouTube, 20. Februar 2015.
- Jewgeni Afinejewski: Winter on Fire: Ukraine’s Fight for Freedom. 2015.
- VPRO: Borderland – E7/8 – The Wild East auf YouTube, 6. Juli 2019. Vom September 2015.
- ZDF/Arte: Mit offenen Karten – Spezial Ukraine, Video, 25 min, 3. März 2022 („‚Mit offenen Karten’ widmet dem beispiellosen Angriff Putins auf die Ukraine eine Sonderausgabe. Moderatorin Emilie Aubry blickt auf die Geschichte der Beziehungen zwischen Russland und der Ukraine.“)
- Eberhard Karls Universität Tübingen: Thesencheck: Diese 8 Behauptungen über den Krieg in der Ukraine sind falsch auf YouTube, 1. März 2023 (mit Historiker Klaus Gestwa).
- Norma Percy (Produzentin): Wer ist Wladimir Putin? (Originaltitel: Putin vs the West), drei Teile, Arte 2023[921]
- Mstyslaw Tschernow: 20 Tage in Mariupol (94 Minuten). Ukraine, 2023.[922]
- Oksana Karpovych: Abgehört (95 Minuten), 2024[923]